# Storia dell'omosessualità in Germania

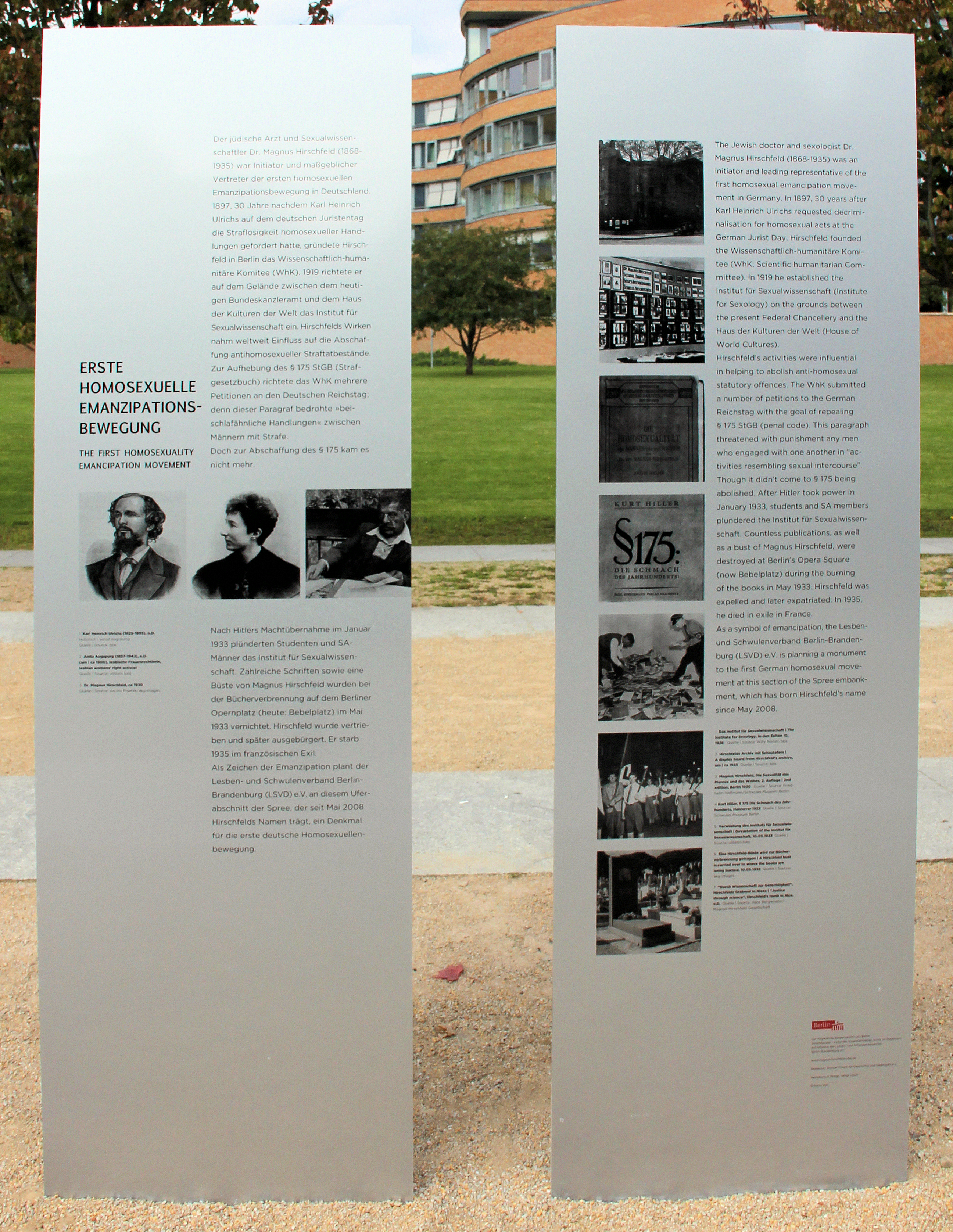
Targa commemorativa nel quartiere berlinese di Moabit, che racconta la storia LGBT del Paese.

La storia dell'omosessualità in Germania è stata caratterizzata, in particolare durante l'epoca della Germania nazista e nei due decenni successivi alla creazione della Repubblica federale o Germania Ovest, da una legislazione fortemente discriminatoria. Nel corso degli ultimi decenni del XX secolo il paese, riunificandosi a seguito della caduta del Muro di Berlino nell'ambito delle rivoluzioni del 1989 è divenuto relativamente tollerante accettando di riconoscere parità di diritti per i cittadini omosessuali.
Inoltre, nonostante le molte condizioni avverse accadute nel corso della sua vicenda storica, la Germania è anche all'origine del primo movimento omosessuale, tra la seconda metà del XIX secolo e la prima metà del XX secolo, propugnatore dei diritti LGBT a partire dai primi anni del Novecento, periodo in cui è sorta una fiorente sottocultura gay e lesbica, che avrebbe avuto una grande influenza sui successivi movimenti LGBT dell'intera Europa.
Una prospettiva di storia LGBT tedesca può essere intravista nel Schwules Museum che si trova a Berlino, un'istituzione unica al mondo dedicata alla conservazione e alla diffusione della storia dell'omosessualità e che documenta il lungo percorso che ha portato la nazione tedesca dalla persecuzione attraverso il paragrafo 175 del diritto penale in vigore fino ad oltre la metà del XX secolo il quale criminalizzava ogni tipo di rapporto omosessuale, al tentativo di sterminio nei campi di concentramento per finire al riconoscimento ufficiale delle coppie composte da persone dello stesso sesso.
Lo sviluppo storico del moderno movimento di liberazione omosessuale tedesco può essere suddiviso in tre fasi od ondate successive: il periodo che va dalla fine del XIX secolo all'avvento al potere del Nazismo è quello caratterizzato da una approfondita ricerca sulla storia e natura del fenomeno omosessuale, oltre che da varie riviste per gay e lesbiche e da alcune tra le prime pellicole cinematografiche su di loro.
La seconda ondata, avvenuta tra gli anni sessanta ed ottanta del Novecento, è quella che ha portato alla formazione delle attuali organizzazioni a sostegno dei diritti per le persone LGBT, l'emergere di una cultura LGBT contemporanea e le prime manifestazioni del Gay Pride volte a dimostrare la presenza massiccia di queste persone all'interno del tessuto sociale.
La fase attuale è infine caratterizzata da uno sviluppo capillare nel territorio di una vasta rete di organizzazioni, che hanno favorito il riconoscimento e la regolamentazione legislativa delle unioni tra persone dello stesso sesso e il divieto delle discriminazioni basate sull'orientamento sessuale e sull'identità di genere.

## I Celti
Le prime popolazioni conosciute di quello che è oggi il territorio dell'attuale Germania sono state quelle dei Celti. Riguardo ai loro costumi ci rimangono solo scarne notizie da parte di autori greco-latini; data la molteplicità e varietà dei gruppi che la componevano, oltre all'estensione territoriale abitata, è del tutto probabile che i loro costumi non fossero del tutto omogenei ma, bensì, anche molto differenti tra le diverse zone geografiche.
Aristotele nella sua Politica (Libro II, cap IX) attesta che i Celti praticassero la pederastia
Nel I secolo a.C. Diodoro Siculo rimase assai scandalizzato dalle loro abitudini: 
Ciò che era probabilmente più difficile da comprendere per Diodoro era che i guerrieri non sembra ritenessero disdicevole né disonorevole la passività sessuale maschile (vedi attivo e passivo nel sesso), che l'antica società romana considerava essere al di sotto della stessa dignità umana. L'informazione pervenutaci da Diodoro proviene da Posidonio ed è confermata anche da altri autori come Strabone ed Ateneo di Naucrati.

## Antichi popoli germanici
Le storie tramandate riguardanti i popoli conosciuti collettivamente come Germani sono per la maggior parte di 2 o 3 secoli posteriori all'effettiva realtà vissuta di quelle popolazioni e ci provengono per la maggior parte da autori cristiani. Questi scritti sono pertanto evidentemente intrisi da una forte componente di pensiero giudaico-cristiano, esprimono un punto di partenza quindi che si basa sulla loro dottrina religiosa, in cui l'omosessualità viene condannata e considerata negativamente come un peccato: è quindi probabile che alcune di queste storie siano state deformate per seguire il giudizio personale del loro autore.
Sembra comunque accertato che i popoli germanici disprezzassero l'omosessualità passiva la quale veniva considerata come un mettersi allo stesso livello - inferiore per natura - che caratterizza le donne e gli schiavi; glorificavano però in ogni caso il forte cameratismo guerriero tra maschi.
L'omosessualità è strettamente correlata al concetto di "Niðingr", la perdita dell'onore e la conseguente stigmatizzazione dell'individuo come malvagio, da cui il "nith" inglese che ha valore di "cattivo" o invidioso ma che può anche avere in pratica la connotazione di effeminato, quindi un individuo caratterizzato da debolezza e codardia.
Nella raccolta di diritto islandese, il Grágás, era considerata una grave offesa chiamare qualcuno con gli epiteti di "ragan", "strodinn" o "sordinn", tutte parole che definiscono gli uomini omosessuali sia attivi che passivi senza alcuna distinzione. 
Nel diritto norvegese invece, il Gulathingslov, include tra gli insulti considerati delittuosi anche quelli che esprimono il "lasciarsi usare in forma lasciva da un altro uomo". Il diritto di Bergen e delle isole prospicienti comprendeva anche come insulto l'esser considerati dei maghi e l'indicazione di intrattenere relazioni intime con altri uomini (kallar ragann).
Lo stesso vale anche per il "Frostathingslov", sempre norvegese, la legge salica,, le legislazioni anglosassoni e il diritto penale dello Jutland danese.
Tuttavia è attestata la presenza di travestiti e sacerdoti effeminati; d'altra parte il grande dio nordico Odino avrebbe ottenuto l'arcana e più sacra conoscenza bevendo dello sperma.
Esiste poi anche una storia riguardante il signore Loki che, trasformatosi, viene posseduto dallo stallone Svaðilfari finendo così - proprio come fosse una femmina - per dare alla luce Sleipnir, il cavallo a otto zampe che apparterrà in seguito ad Odino. Viene rimarcato comunque che l'evento ha costituito una macchia indelebile alla reputazione di Loki.

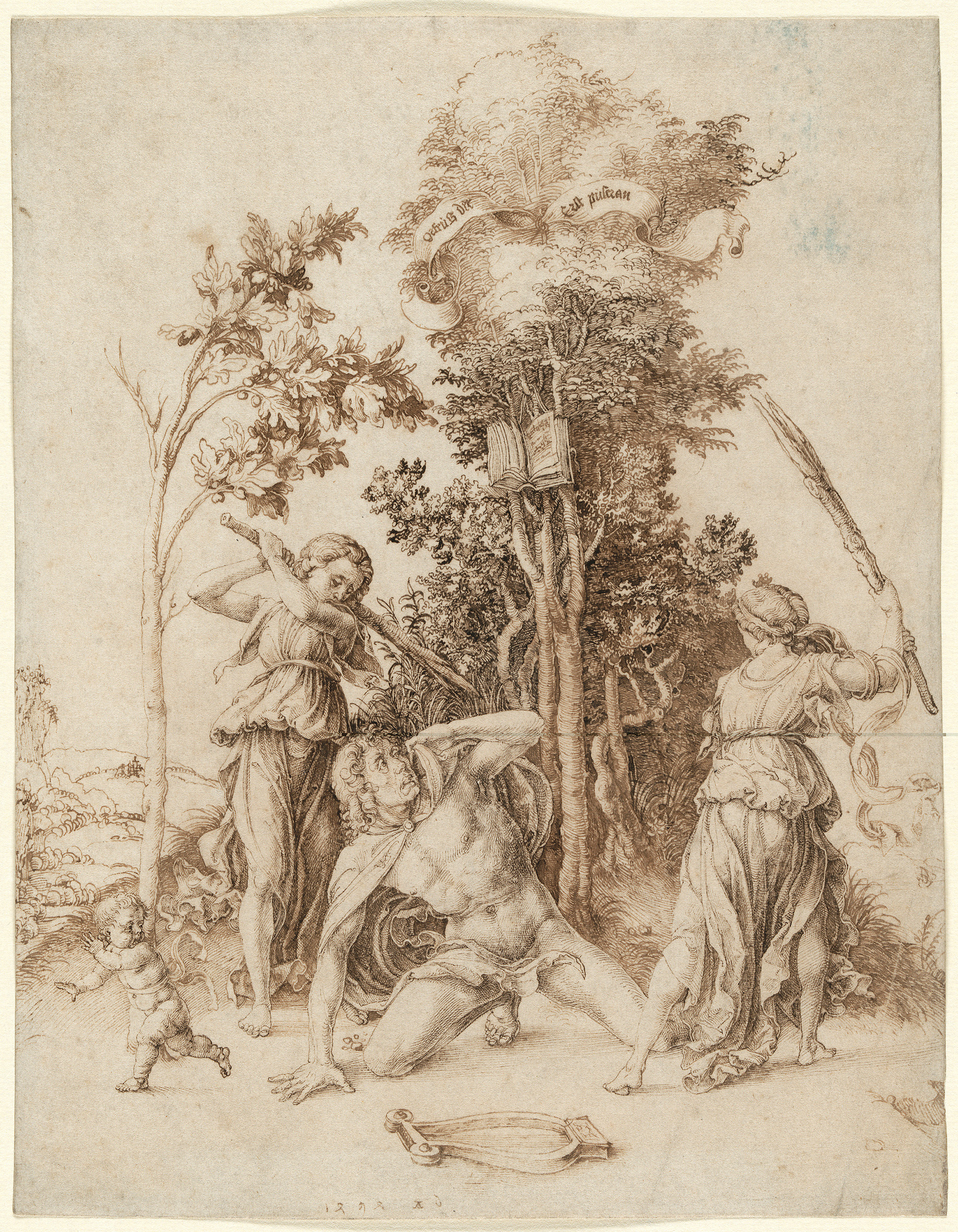
La morte di Orfeo (1494) di Albrecht Dürer. Sul nastro appeso sull'albero si può leggere "Orfeo, il primo sodomita". Il disegno si riferisce alla fine che Publio Ovidio Nasone nelle sue fa fare nelle sue Le metamorfosi al poeta Orfeo, ucciso dalle menadi trace per aver lasciato le donne ed al loro posto preferito i ragazzi.

## Sotto i Romani
Tutta la zona ad est e a sud di quella che è oggi la Germania, lungo il corso del Reno tra il Baden-Württemberg e la Baviera meridionale, è appartenuta per almeno tre secoli all'Impero romano; questi territori venivano a costituire le province di Germania superiore, Germania inferiore e Rezia. La città di Treviri fu addirittura la capitale amministrativa dell'impero romano d'occidente durante i regni di Costantino II, Valentiniano I, Graziano il giovane, Magno Massimo e Valentiniano II. In quanto tali queste aree hanno beneficiato di tutti i vantaggi della civiltà romana ed hanno partecipato attivamente allo sviluppo e mantenimento della cultura romana.
I Romani portarono, insieme con altri elementi della loro cultura, anche la propria idea di moralità sessuale. Nell'ambito della sessualità nell'antica Roma il giudizio morale verteva più sullo status che sulla persona; così i cittadini maschi adulti potevano senza farsene alcuno scrupolo penetrare giovani schiavi, eunuchi e prostituti allo stesso modo di schiave, concubine e prostitute. Tuttavia nessun cittadino che tenesse alla propria reputazione avrebbe mai compiuto atti sessuali con altri cittadini dello stesso sesso, né si sarebbe mai lasciato possedere da un altro uomo e questo indipendentemente dall'età o dallo status sociale.
La distinzione rigorosa non verteva pertanto tra eterosessualità e omosessualità, bensì tra ruolo attivo (da compiere sia su donne che su uomini) e ruolo passivo, quest'ultimo inteso come spregevolmente servile ed effeminato, indegno del maschio romano. Questa morale rigorosa è stata ad esempio utilizzata spesso contro lo stesso Giulio Cesare, la cui presunta relazione omosessuale passiva avuta col re Nicomede IV - il sovrano del Regno di Bitinia - fu a suo tempo nella bocca di tutta Roma. Nella sua generalità tra i Romani dominava una forma di pederastia del tutto simile a quella praticata dai Greci.
Anche il lesbismo pare fosse noto, sia nella sua forma saffica (vale a dire donne adulte che avevano apporti sessuali con ragazze adolescenti) - una specie di pederastia al femminile - sia come "tribadismo", in cui le donne di aspetto più virile assumevano un ruolo marcatamente maschile nei rapporti con le altre donne, giungendo fino a praticare anche il combattimento e la caccia.

## L'arrivo del Cristianesimo
La morale romana intrisa di paganesimo era cambiata a partire dal IV secolo, dal momento in cui Ammiano Marcellino critica aspramente i costumi sessuali di una tribù barbara, i Taifali, situata tra i Carpazi e il Mar Nero, che praticava uno stile di vita sociale del tutto simile a quello della pederastia greca.
Nel 342 l'imperatore romano Costanzo II, successore di Costantino I il Grande, ha introdotto una legge per punire l'omosessualità passiva, possibilmente con la castrazione; legislazione ampliata poi nel 390 da Teodosio I con la condanna al rogo per tutti gli omosessuali passivi che lavoravano all'interno dei bordelli.
Nel 438 la legge è stata estesa a tutti gli omosessuali passivi e nel 533 l'imperatore Giustiniano fa punire qualsiasi atto omosessuale con la castrazione o il rogo; il diritto è stato rafforzato ulteriormente nel 559
Il cristianesimo era giunto anche nelle province germaniche nel corso del III secolo, con i primi vescovati situati a Treviri, Colonia e Magonza, ed entro il 313 vi fu una dottrina cristiana comune espressa nei confronti dell'omosessualità.
A poco a poco i padri della chiesa crearono un corpus letterario sull'omosessualità in particolare e sulla sessualità in generale fortemente discriminatorio e pregiudiziale, condannando e combattendo in tal modo una pratica comune nella società del tempo, ma che pare fosse presente in parte anche nella Chiesa primitiva.
Inoltre l'omosessualità è stata identificata con l'eresia nella sua fase iniziale, non soltanto a causa delle abitudini pagane ma anche per i rituali effettivi compiuti da alcune sette dedite allo gnosticismo o al manicheismo le quali, secondo Agostino d'Ippona, praticavano riti omosessuali.
Il processo di cristianizzazione s'interruppe con le invasioni barbariche del V secolo e non sarebbe ripreso fino all'arrivo dei primi missionari irlandesi nell'VIII secolo.

## Medioevo

### Alto Medioevo
Tra la fine del VI e l'inizio del VII secolo cominciano ad apparire in tutta Europa manuali religiosi con la descrizione dettagliata delle varie pene da infliggere per molteplici peccati e colpe; ma le sanzioni previste variano così tanto tra autori, epoche e paesi presi in esame che risulta assai difficoltoso farsene una visione d'insieme: tuttavia possiamo affermare che per quanto riguarda il sesso anale e il sesso orale, sia eterosessuale che omosessuale, erano entrambi fermamente condannati.
Tra il 1008-12 il vescovo Burcardo di Worms cura l'applicazione del "Directorium" contenente una serie di regole per, parole sue, monitorare il corpo e guarire l'anima. Le domande poste dall'Arcivescovo sono sorprendentemente dettagliate, sia quando si parla di sesso eterosessuale sia di altro tipo, che porta l'autore Feustel ad affermare che il religioso sapeva esattamente ciò di cui stava parlando: per Burcardo l'omosessualità, la masturbazione e la bestialità o zooerastia erano nel loro insieme un unico peccato, quello costituito dalla sodomia.
Il grande moralizzatore Pier Damiani viaggiò attraversando tutta l'Europa agitando le masse a favore della riforma della Chiesa; i suoi testi contengono esempi di una virulenta omofobia, al punto che il papa ha dovuto richiamarlo all'ordine. Damiani spiega che il rapporto sessuale tra maschi non è compiuto a causa di un istinto naturale, ossia un "semplice peccato", bensì è dovuto all'influenza diretta del diavolo; egli è stato il primo quindi a collegare l'omosessualità con la possessione demoniaca, contro la quale si poteva rispondere solamente con la morte nel fuoco purificatore.

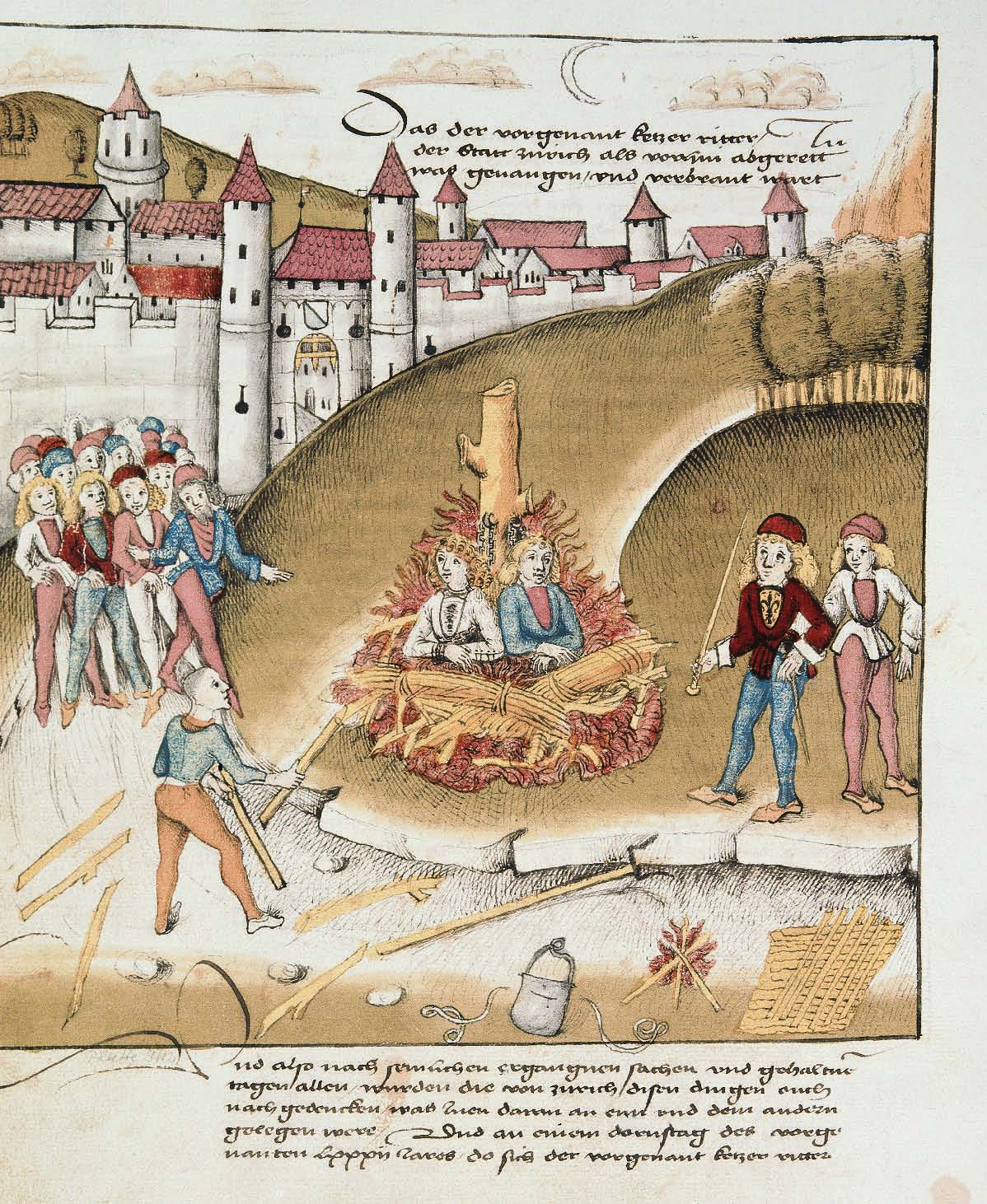
La condanna al rogo per il cavaliere Richard Puller von Hohenburg e il suo servo-fattore di fronte alle mura di Zurigo nel 1482, macchiatisi dell'infame colpa di sodomia. Illustrazione tratta dalle "Chronik der Burgunderkriege".

### Basso Medioevo
La relativa permissività con cui si viveva l'omosessualità in Europa cambiò alla metà del XII secolo. Sotto l'influenza delle campagne, prima solo di propaganda e poi anche militari, contro gli albigesi e i valdesi, la Chiesa cattolica giunse a sostenere che questi praticassero attivamente ed abitualmente la sodomia, creando quindi la percezione di uno stretto rapporto tra omosessualità ed eresia; quest'idea di connessione comincia presto a diffondersi.
La prima esecuzione per sodomia risale al 1277, quando il re Rodolfo I d'Asburgo condannò un nobile alla morte sul rogo. In un codice giuridico compilato nel sud del paese, chiamato Schwabenspiegel (1275) i sodimiti vengono definiti come "traditori" e la pena prevista per loro è  il supplizio della ruota.
Al rapporto intimo con l'eresia s'aggiungerà anche la possessione diabolica, come dimostra il processo per stregoneria di un uomo di Francoforte nel 1336; l'imputato, probabilmente sotto tortura, confessò di aver realizzato l'osculum infame e poi aver avuto rapporti sessuali col diavolo e con altre streghe. Il manuale di stregoneria per eccellenza, il Malleus Maleficarum lo conferma: la sodomia è un peccato così orribile che perfino i demoni ne rimanevano inorriditi.
Le punizioni aumentarono e si diversificarono nel corso dei secoli XIII e XIV. Alla fine del XIII secolo e all'inizio del XIV le sanzioni tipiche per un primo reato di sodomia erano la castrazione, la fustigazione e le multe; per i recidivi, veniva utilizzata la morte sul rogo. Nel 1409, ad Augusta, hanno usato una gabbia in cui vennero rinchiusi quattro monaci, che sono morti di fame e di sete; il quinto è stato "perdonato" e bruciato sul rogo. In generale, i religiosi hanno subito sanzioni meno gravi o addirittura, come nel caso del vicario Johannes Stocker di Basilea nel 1475, accusato di aver molestato uno dei coristi; gli sono stati confiscati i beni e semplicemente condannato all'esilio.

## Rinascimento
Nel 1532 Carlo V d'Asburgo, imperatore del Sacro Romano Impero creò una base giuridica unitaria per la punizione della sodomia, confermandola nel suo diritto doganale anteriore. La Constitutio Carolina Criminalis mantenne la sua validità nel Sacro Romano Impero fino alla fine del XVIII secolo. Il paragrafo 116 dice:
(Constitutio Criminalis Carolina)
Nel complesso non sembrano esserci state grandi persecuzioni dei sodomiti nelle città germaniche, anche se sono noti processi svoltisi ad Augusta, Ratisbona e Basilea. Un caso straordinario è quello rappresentato da Colonia, la più grande città tedesca del tempo, in cui venne costituita una commissione speciale nel 1484 per ottenere informazioni sul "peccato nefasto" attraverso i confessori. Le investigazioni furono tuttavia senza conseguenze.
Nel 1660 è conosciuto che vi furono una serie di persecuzioni contro streghe e stregoni a Esslingen sul Neckar causate dalla denuncia portata da Hans Elsässer, un giovane diciassettenne, dicendo che il diavolo gli "ha messo la sua cosa nella schiena [...] e spinto fino a che qualcosa di umido e caldo è stato introdotto in esso". È molto probabile che ciò sia stato causato dal senso di colpa perché aveva relazioni omosessuali con l'apprendista del padre, Georg Scheffel. La denuncia, insieme con le ambizioni del giudice Daniel Hauff, provocò una caccia alle streghe che ha causò circa 60 giudizi e ucciso 32 persone, tra cui Hans Elsässer e George Scheffel.
Le inchieste giudiziarie che si svolsero permettono un assaggio del tessuto sociale e della sottocultura sodomitica del tempo. A Colonia nel 1484 il parroco della chiesa di San Martin nomino le due grandi piazze principali come luoghi di soddisfazione per almeno 200 sodomiti. È poi noto che a Ratisbona circa 1500 sodomiti si riunissero nelle pensioni, nelle latrine dei monasteri e nelle cappelle; le chiese vennero spesso utilizzate per prendere i primi contatti e fare gli approcci necessari.
Ad Augusta i sodomiti si riunivano al di fuori delle mura della città, in tre bagni pubblici posti nelle vicinanze e nei paesi vicini, in cui spesso passavano la notte. Gli imputati furono quasi tutti appartenenti alla classe media e in quelle inferiori della società, lasciando fuori le classi superiori e i gruppi di emarginati come le prostitute, i mendicanti e i vagabondi. Nel caso del processo di Augusta si tratta di padri di famiglia. Se si considera che l'omosessualità si verificava ugualmente in tutti gli strati sociali è da notare che i governi locali cercarono di esercitare un maggior controllo sui gruppi maggiormente produttivi.
Matthias Mende, storico dell'arte e curatore della collezione grafica dei musei di Norimberga e che ha scritto e collaborato a molti libri dedicati ad Albrecht Dürer dice che è del tutto possibile che il pittore migliore del rinascimento tedesco avrebbe potuto essere bisessuale. Mende si basa su diverse indicazioni, la frase più importante è quella che in greco l'intimo amico di Dürer Willibald Pirckheimer scrisse in un autoritratto che gli aveva dato: "Mit dem erigierten Glied in den ano des Anderen" (Col membro eretto nell'ano dell'altro).
Nel codice regionale di Bamberga del 1507 si era inclusa la sodomia fra i reati da condannare. Con l'avvio della riforma protestante voluta fortemente da Martin Lutero nel 1517 la condanna per i sodomiti diventa ancora più palese:

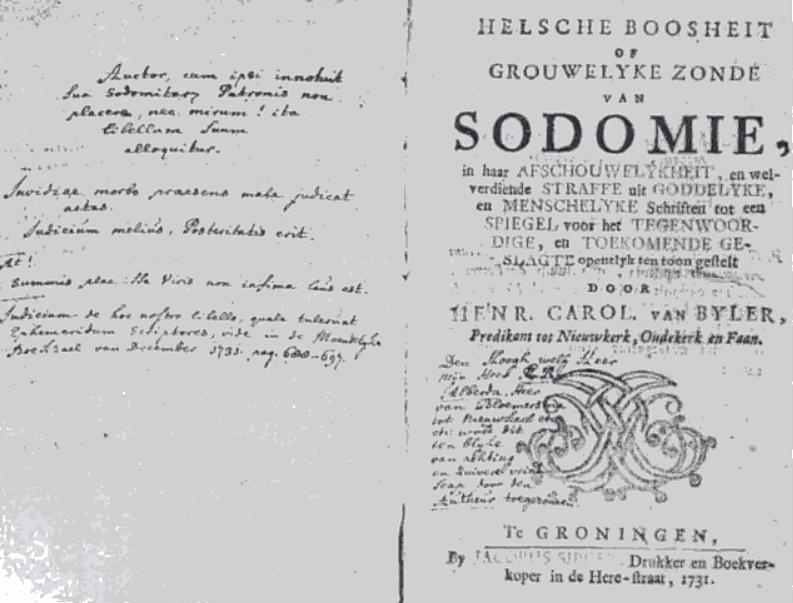
Frontespizio dell'opuscolo (1731) del pastore Henricus Carolinus van Bijler Infernale malvagità del terribile peccato di sodomia

## Dall'Illuminismo al XIX secolo
Un processo famoso per sodomia femminile avvenne nel 1721, quando Catharina Margaretha Linck fu condannata a morte per ordine del re Federico Guglielmo I di Prussia. La donna aveva praticato il crossdressing per tutta la vita, riuscendo a servire nell'esercito per tre anni e a sposare un'altra donna:
 

### Legislazione

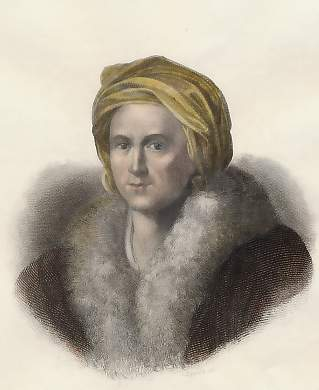
Johann Joachim Winckelmann.

Nel corso del XVIII secolo i paesi europei hanno cominciato a cambiare il loro atteggiamento verso l'omosessualità. L'idea del marchese Cesare Beccaria nei riguardi Dei delitti e delle pene (1763) viene applicata per la prima volta dal filosofo francese Voltaire nei riguardi dei sodomiti: "la sodomia, quando non vi è connessa violenza e/o coercizione fisica, non può essere di competenza delle legislazioni penali, in quanto essa non viola il diritto di nessun altro uomo... è solo un vizio basso e disgustoso la cui vera punizione è il disprezzo"
Già nel 1787, nel codice di diritto penale fatto promulgare da Giuseppe II d'Asburgo-Lorena, allora imperatore del Sacro Romano Impero, su tutti i territori posti sotto il controllo della monarchia asburgica era stata abolita la pena di morte per gli atti omosessuali, venendo questa sostituita da penalità accessorie. Il codice penale austriaco introduce difatti l'omosessualità tra i cosiddetti reati politici la cui punizione poteva essere la prigione o la fustigazione e i lavori forzati, a seconda del grado di "disturbo della quiete pubblica" arrecato alla convivenza civile. La Prussia ha seguito l'esempio nel 1794 con l'articolo 143, che sostituisce la pena di morte con il lavoro forzato e la detenzione da sei mesi a quattro anni e, durante quel periodo, alla perdita dei diritti civili.
Lo scoppio della Rivoluzione francese (1789) con la sua iniziale proclamazione della Dichiarazione dei diritti dell'uomo e del cittadino segnò l'avvio del processo di separazione tra Stato e Chiesa; questo gettò anche le basi per una certa liberalizzazione degli atteggiamenti assunti nei confronti dell'omosessualità in larga parte dell'Europa occidentale.
Nel 1791 la Francia rivoluzionaria è il primo Stato europeo a depenalizzare ufficialmente le relazioni omosessuali, status questo conservatosi anche nel codice penale francese del 1810 voluto dall'imperatore Napoleone Bonaparte; il che significava che ciò non era più considerato un crimine. Grazie all'espansione dell'influenza francese a seguito delle guerre napoleoniche tale legislazione si è propagata a molti dei territori sotto il suo controllo, tra cui anche in alcuni degli stati tedeschi dell'epoca.
Il primo a seguire l'esempio francese è stata la Baviera, che nel 1813 rimosse l'omosessualità dal codice penale. Venne seguito dal Württemberg nel 1838, da Braunschweig e Hannover nel 1840. In altri stati tedeschi come Sassonia, Oldenburg, e Turingia, la pena era un anno di carcere; mentre nel Granducato di Baden i giudici erano spinti ad agire soltanto in caso di pubblico scandalo.
Il codice bavarese del 1813 venne ideato dal filosofo tedesco Ludwig Feuerbach: egli diceva che le azioni riprovevoli o immorali andavano condannate solo se contravvenivano allo scopo dello Stato. Nel nuovo codice non esistono infatti più i crimini sessuali perché non era più oramai l'aspetto prettamente sessuale o morale quello che interessava, bensì la violenza commessa e correlata al crimine. Fuerbach si nel modo seguente:
 

### Cultura dei Lumi e Romanticismo
L'Illuminismo seguiva le idee propugnate dal meccanicismo e supponeva pertanto che dietro a tutti i processi vitali vi fosse una qualche legge morale naturale; una di queste era certamente l'impulso alla conservazione della specie il quale si trasformava, tanto negli esseri umani quanto negli animali, nell'attrazione nei confronti del sesso opposto. Ciò nel caso dell'omosessualità significava che, similmente all'interpretazione data alla masturbazione, non dando nessun servizio alla causa della riproduzione, si trovava a violare la legge naturale; come sottolinea anche Immanuel Kant nella sua La metafisica dei costumi e il giurista Johann Jakob Cella.
Una delle personalità della cultura tedesca più importanti del XVIII secolo è Johann Joachim Winckelmann, considerato come esser stato il pioniere dello studio scientifico dell'archeologia e della storia dell'arte; era in confidenza con i cardinali romani e con gran parte dell'aristocrazia europea, tra cui anche il re Federico II di Prussia. La sua omosessualità è nota per le lettere di fuoco che ha scritto ai suoi amanti, ma è stata tenuta nascosta all'opinione pubblica che non avrebbe accettato il fatto. Dopo il suo assassinio avvenuto nel 1768 a Trieste, ad opera di un giovanotto italiano di nome Francesco Arcangeli con l'intento di derubarlo, autori come Johann Wolfgang von Goethe e Gotthold Ephraim Lessing hanno scritto accorati elogi funebri in memoria.
Verso la fine del secolo numerosi scrittori iniziarono a parlare dell'amore fra uomini, anche solo accennando a relazioni fatte di amore romantico, attraverso allusioni e senza scendere nel dettaglio. Uno di questi fu sicuramente Goethe, che nel 1787 pubblica una lettera sull'amore fra maschi nel tempo in cui aveva la sua residenza a Roma ove nomina:
Nel suo dramma intitolato I maltesi Friedrich Schiller parla del triangolo amoroso fra tre uomini.
In seguito all'abolizione delle leggi che criminalizzavano la sodomia nella prima metà del XIX secolo, anche un oramai ultrasettantenne Goethe si permise di scrivere ed editare dei poemetti omoerotici nella sua grande opera poetica della maturità intitolata "Divan Orientale-Occidentale", che riprende alcuni dei motivi pederastici degli antichi poeti persiani. Anche se l'anziano poeta ci tenne a specificare chiaramente che l'amore tra il poeta Hatem e il ragazzo Saki, da lui accuratamente descritti, fosse di tipo rigorosamente platonico, si ritrovò nonostante ciò ad essere fortemente criticato da altri autori tra cui Adelbert von Chamisso.

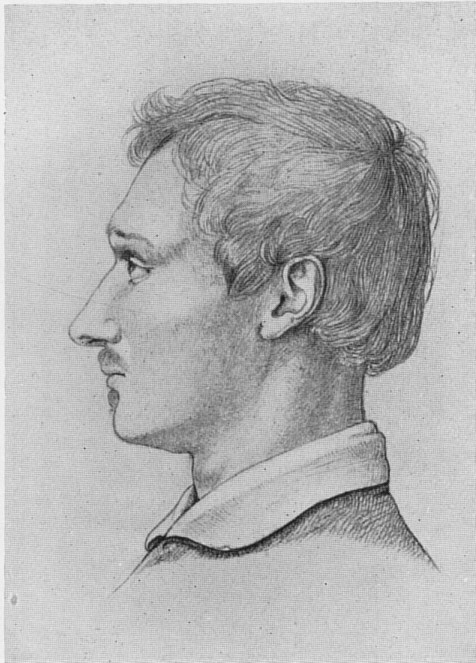
Platen ritratto nel 1827.

Buon amico di Goethe, oltre che uno degli scienziati più importanti del XIX secolo, fu Alexander von Humboldt il quale era omosessuale; anche se alcuni storici hanno cercato di nascondere questo lato della sua personalità o dissimularlo in "forte amicizia" provata nei confronti di altri uomini, Magnus Hirschfeld fece pubblicare nel 1914 molte testimonianze di persone che avevano conosciuto personalmente lo scienziato, ricordandone la sua partecipazione attiva alla sottocultura omosessuale berlinese del suo tempo.

Una delle dispute più aspre all'interno della letteratura tedesca fu la diatriba, riguardo all'interpretazione da dare alle poesie d'impronta pederastica di Goethe, esplosa tra il conte-poeta August von Platen-Hallermünde ed Heinrich Heine; Platen, ispirato da Goethe, scrisse dei versi sullo stesso tema e venne perciò criticato sia da Heine che da Carl Leberecht Immermann in quanto classicisti ed oramai obsoleti. Il giovane poeta, sentitosi insultato, reagì innescando una polemica che crebbe in intensità fino ad accuse reciproche, di essere un sodomita per Platen e di essere nient'altro che un ebreo - quindi non un vero tedesco - per Heine. Platen morì in seguito trentanovenne a Siracusa in Italia ove s'era auto-esiliato, forse senza aver mai vissuto l'amore carnale con un altro uomo, ma limitando la sua passione all'amore platonico e all'ideale omoerotico della pederastia greca.

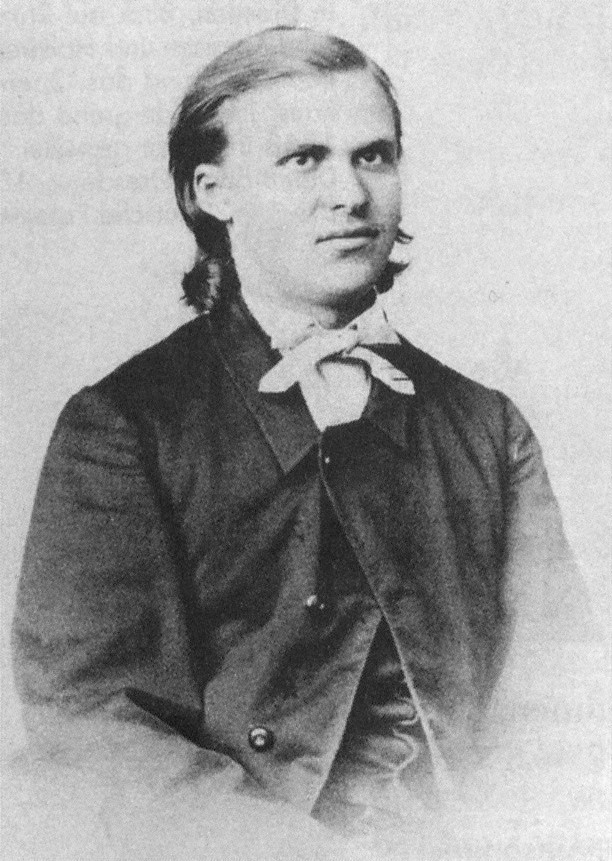
Nietzsche a 18 anni.

Secondo quanto evidenzia lo storico Bernd-Ulrich Hergemöller nel suo libro biografico "Mann für Mann" Friedrich Nietzsche per tutto il corso della sua vita ebbe amicizie maschili molto profonde, da quella col compositore Heinrich Köselitz (1854-1918, da lui ribattezzato "Peter Gast") a quella col libero pensatore di origini ebraiche Paul Rée (1849-1901); questa molteplicità di rapporti amicali esclusivamente maschili ha portato a varie ipotesi circa i suoi gusti sessuali.
La questione è comunque sino ad ora stata sempre mal studiata o non approfondita e non è quindi chiaro se tali relazioni siano sempre rimaste ad un livello di puro amore platonico ed esemplificate nelle lettere appassionate che sono state conservate, o se siano anche diventate fisiche, come chi lo vuole essersi infettato dalla sifilide proprio in un bordello maschile di Genova nel 1882. Bisogna inoltre accennare al rapporto intercorso tra il filosofo quand'era ancora un ragazzo ed Ernst Ortlepp, poeta vagabondo e dedito all'alcolismo.
Altri biografi e studiosi del filosofo come Hermann Josef Schmidt, Joachim Köhler e Rüdiger Safranski ipotizzano dei contatti omoerotici avuti dall'allora adolescente che studiava a Pforta col vecchio poeta bohème Ortlepp, sospettato di pederastia (vedi Nietzsche. Il segreto di Zarathustra).

### Omosessuali incoronati

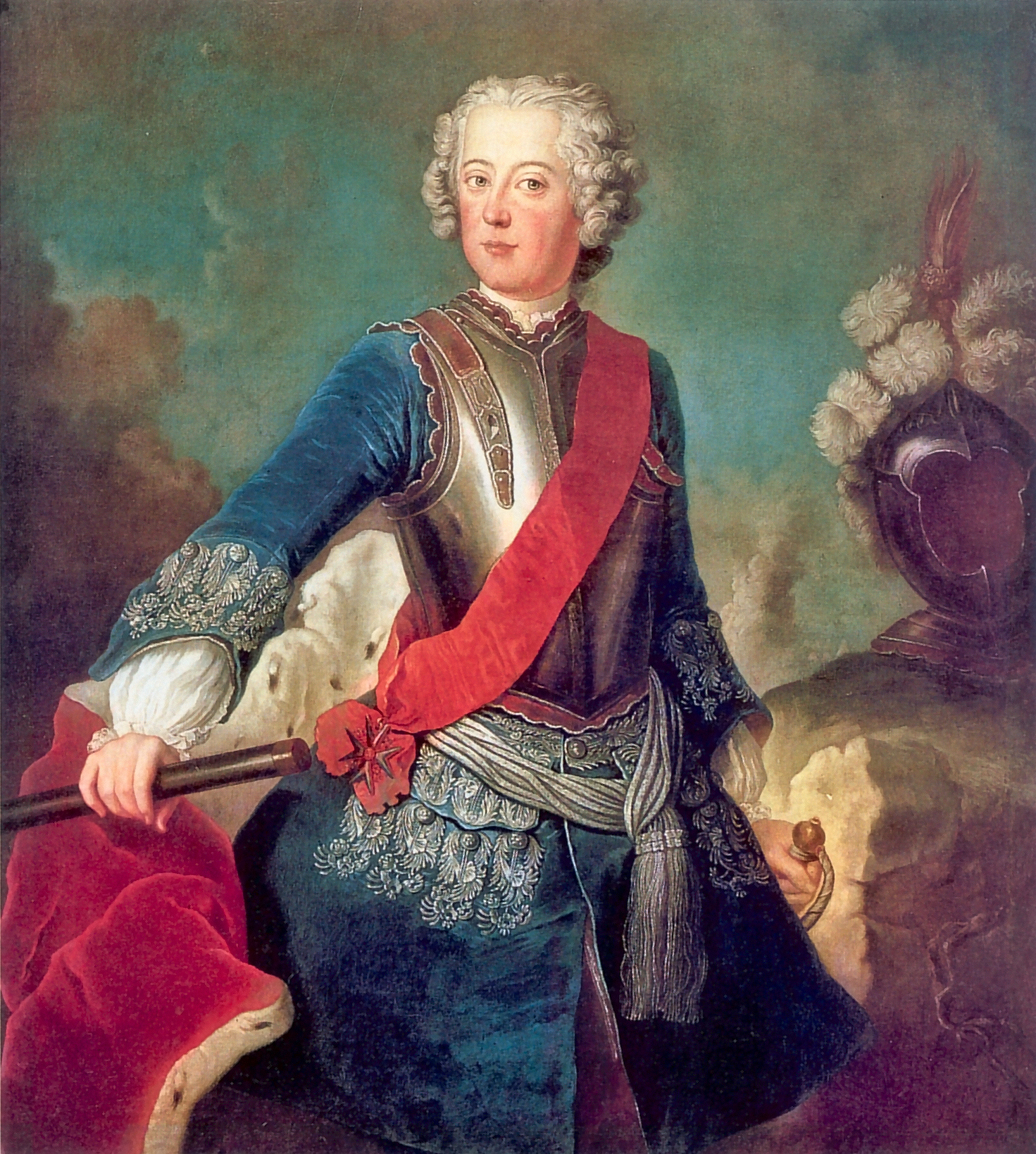
Federico il Grande, ritratto del 1736.

#### Federico il Grande di Prussia
Il ragionevole sospetto d'essere stato un omosessuale ricade niente meno anche su Federico II di Prussia detto "il Grande"; il giovane principe, alla virile carriera militare che gli voleva impartire il padre Federico Guglielmo I di Prussia propendeva più verso la filosofia, la letteratura e le arti. Ad un certo punto le divergenze divennero talmente gravi da far fuggire il ragazzo, ma dopo la scoperta del piano ordito contro di lui il re fece giustiziare il carissimo amico (e, forse, amante) del figlio, Hans Hermann von Katte il quale lo aveva assistito nei suoi piani: il genitore impose al figlio di assistere alla decapitazione pubblica eseguita contro l'amico carissimo.
Al compimento dei 21 anni fu costretto, sempre per imposizione paterna, a sposare Elisabetta Cristina di Brunswick-Wolfenbüttel-Bevern, da cui non ebbe mai figli e che costrinse a vivere appartata in un castello, sempre tenendosi ben lontano da lei. Voltaire, che trascorse due anni a Berlino ed ebbe quindi modo di conoscerlo abbastanza bene, al suo ritorno a Parigi diffuse varie notizie sulla vita scandalosa del re accerchiato dai suoi giovani paggi e cadetti ed in completa assenza di donne.

#### Ludwig II
Appartenente alla casata dei Wittelsbach, Ludovico II di Baviera fu re dello Stato autonomo di Baviera dall'età di 18 anni; salito al trono nel 1864, era educato e molto bello e diede il via ad un governo giudicato essere nei primi tempi come esemplare, ma ben presto cominciò a dare segni di eccentricità e stranezze sperperando il denaro pubblico inizialmente per finanziare le opere del suo amatissimo Richard Wagner ed in seguito per dare vita a molti dei suoi sogni artistici tra cui la costruzione di molti castelli dai toni fantastici di cui il più famoso è indubbiamente il Castello di Neuschwanstein. La Prussia di Otto von Bismarck ne approfittò così per estendere il proprio potere imperiale verso gli Stati del sud di lingua tedesca, ciò grazie soprattutto proprio all'indebolimento del potere reale della Baviera.
La lista degli amanti maschi del re è lunga, il primo è stato il principe Paul von Thurn und Taxis con il quale si rinchiudeva nelle stanze reali, dopo averle riempite di migliaia di rose ed assistito solo da un palafreniere. In seguito s'infatuò dei personaggi rappresentati da un attore, un certo Kainz il quale divenne così un amore romantico a tempo pieno; ma la relazione più lunga la ebbe con il suo cameriere e scudiero capo, Richard Hornig, che durò un ventennio.
Costretto ad abdicare dalla famiglia, venne sostituito al governo attraverso la reggenza dello zio Luitpold di Baviera; è possibile inoltre che la sua morte (ufficialmente un suicidio per annegamento) sia stata opera di agenti prussiani infiltrati, essendo stata la Prussia un elemento chiave per la caduta del re.

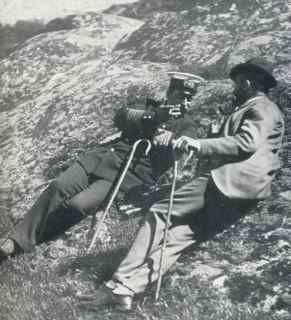
Guglielmo II di Germania in compagnia del principe Philipp zu Eulenburg nel 1890.

#### Guglielmo II
Guglielmo II di Germania appartenente al casato di Hohenzollern (1859-1941), kaiser dell'impero tedesco, ha avuto un'infanzia difficile a causa di un difetto di nascita nel suo braccio sinistro e la rigida educazione "prussiana" impartitagli.
Appena ventenne conobbe Philipp zu Eulenburg, nobile di corte di 12 anni più grande; sempre molto spiritoso e divertente, nella maniera allora di moda si trovava al centro dell'attenzione in tutte le riunioni a cui partecipava: presto i due divennero amici intimi. Eulenberg era omosessuale, ma non è ben chiaro se lo stesso imperatore lo fosse o se, semplicemente, si godesse l'omosocialità e l'atmosfera di omoerotismo che aleggiava nel suo ambiente, seppur vi siano molti segni che sembrino affermarlo.

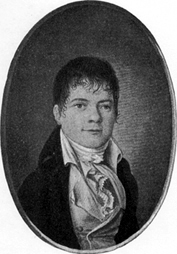
Heinrich Hössli in giovane età. Miniatura dell'inizio del XIX secolo.

## Origini del movimento omosessuale
Il 30 settembre 1817 in Svizzera venne giustiziato pubblicamente un dottore in legge di Berna per aver assassinato il suo amante - nonché segretario - omosessuale. Questo fatto di sangue influenzò profondamente lo scrittore di lingua tedesca Heinrich Hössli il quale, dopo aver svolto accurate indagini sulla storia accaduta e sulla base di essa ha scritto il libro "Eros Die Männerliebe der Griechen" (Eros: L'Amore maschile dei Greci. Suoi rapporti con la storia, l'educazione, la letteratura e la legge in tutte le epoche), che è considerato come esser il primo lavoro letterario-saggistico a favore della tutela dell'omosessualità nella storia moderna.
Pubblicato in due volumi, tra il 1836-38, nel primo dei quali mette a confronto l'approccio all'amore greco così come esso si è realizzato nei secoli precedenti, quando venne associato all'eresia alla stregoneria e comparandolo al suo tempo, oltre a difendere le caratteristiche esteriori o manierismi i quali nulla rivelano sulle preferenze sessuali. Il secondo volume è a sua volta suddiviso in due parti: un'antologia sull'amore maschile, con opere degli antichi Greci, dei Romani e del mondo Persiano medioevale; ed una seconda in cui tratta dei nuovi pregiudizi, cercando di sradicarne le credenze, come quella riguardante l'abbinamento tra omosessualità e pedofilia. Anche se l'influenza di Hössli è stata minima e i suoi testi letti e conosciuti da una minoranza di persone, egli può a buon diritto essere considerato il primo attivista e storico LGBT
Nel 1870 la legislazione penale prussiana, allora vigente nella Confederazione Tedesca del Nord, punisce le relazioni tra persone dello stesso sesso e nel 1871 ciò è stato esteso a tutto il territorio dell'Impero tedesco a seguito dell'unificazione della Germania. Dal 1º gennaio 1872 il nuovo Codice entrerà in vigore, con un paragrafo apposito che parla di "fornicazione innaturale": esso ottiene finalmente il numero 175, con il quale è diventato famoso.

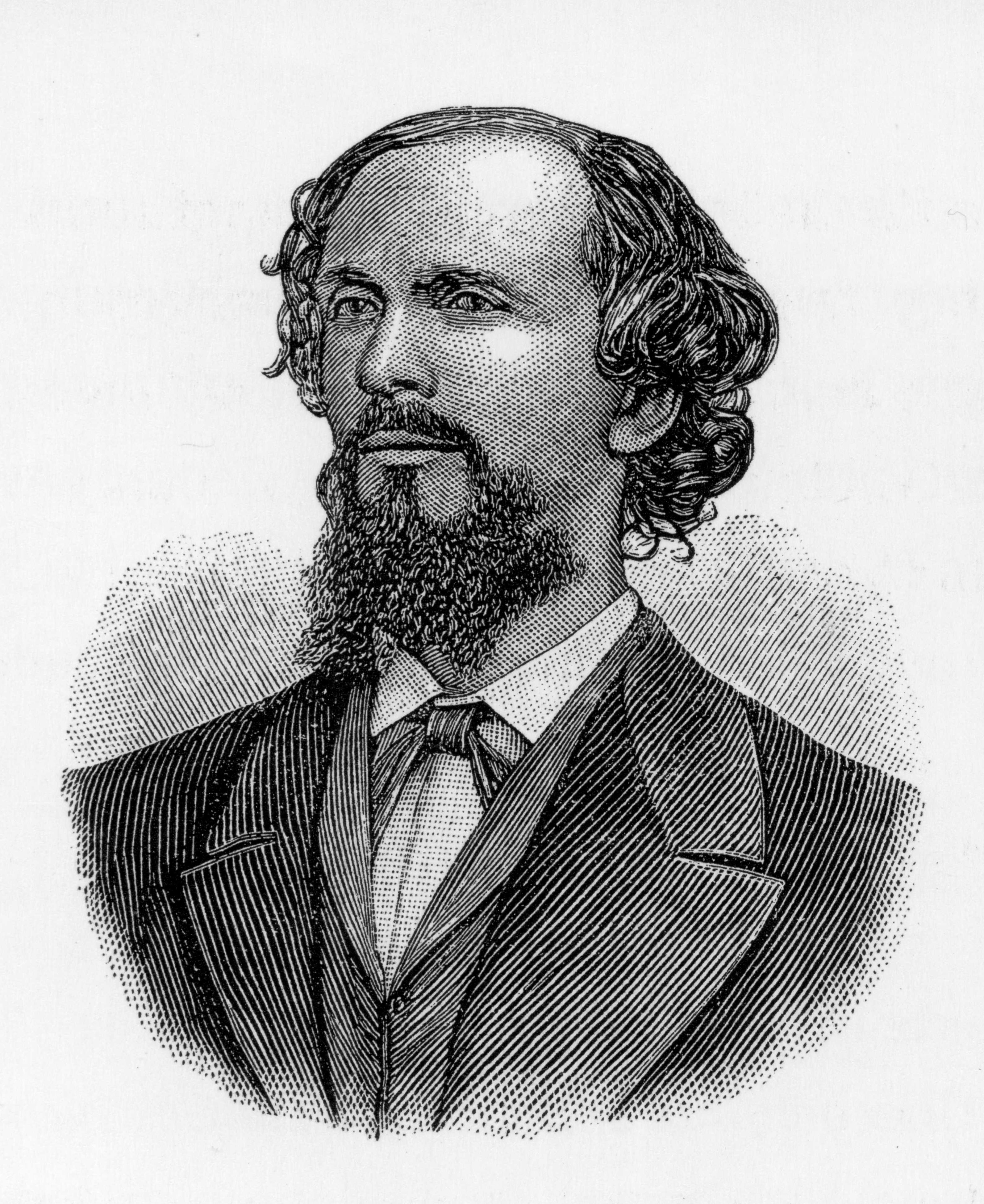
Karl Heinrich Ulrichs.

### Dal Secondo al Terzo Reich: la Germania pre-nazista pioniera dell'attivismo omosessuale
(Karl Heinrich Ulrichs)
Nonostante sia entrato in vigore in tutto il territorio nazionale il paragrafo 175 il quale criminalizza l'omosessualità, ed esso continui a venir con rigore teutonico applicato, è proprio il "Secondo Reich", l'impero tedesco della seconda metà del XIX secolo, la culla del primo movimento di omosessuale ed è qui che incontriamo i pionieri dell'attivismo per i diritti degli omosessuali. Padre riconosciuto è Karl Heinrich Ulrichs, avvocato e giornalista; nel 1867 osa dichiarare pubblicamente le proprie preferenze sessuali chiedendo l'abrogazione delle leggi repressive vigenti: morirà però in auto-esilio a L'Aquila, solo e abbandonato, nel 1895.

## L'era omosessuale (1870-1934)

### Precursori e prime pubblicazioni: Ulrichs e Kertbeny
Karl Heinrich Ulrichs, giurista residente nell'allora regno di Hannover, dove l'omosessualità era nuovamente tornata ad essere dal 1850 un crimine perseguibile, è stato il primo in epoca moderna a studiare il fenomeno omosessuale da un punto di vista scientifico organico; ha pubblicato molti articoli saggistici, tutti facenti parte di una serie intitolata "Forschungen über das Räthsel der mannmännlichen Liebe" (Studi sull'enigma dell'amore maschile, 1864-5), sotto lo pseudonimo "Numa Numantis", in cui ha appositamente sviluppato - cosa senza precedenti - il concetto di orientamento sessuale.
Ulrichs difende la teoria di un terzo sesso ("anima muliebris virili corpore inclusa"), ossia della presenza di un'anima femminile in un corpo maschile, oltre che le origini strettamente biologiche dell'omosessualità. Gli scritti di Urichs lo rendono il primo teorico dell'omosessualità ed ha avuto una certa importanza nel suscitare l'interesse della comunità medico-scientifica del suo tempo.
Nel 1864 in "Vindex. Social-juristische Studien über mannmännliche Geschlechtsliebe" fatto pubblicare a Lipsia non soltanto chiede la fine delle sanzioni penali e della disapprovazione sociale nei confronti dell'amore omosessuale, ma chiama anche a raccolta gli altri omosessuali invitandoli a unirsi per lottare a favore dei propri diritti civili. Nella sua ricerca aveva sostenuto che in ogni città con più di centomila abitanti vi fossero almeno 50 omosessuali adulti, la totalità dell'Impero tedesco avrebbe quindi dovuto avere almeno trentacinquemila persone di questo genere.
Nelle sue numerose pubblicazioni di ricerca a favore della realtà omosessuale ha cercato di risvegliare il desiderio di emancipazione e di lottare per i propri diritti, così come di spiegare alla società le conseguenze negative che potevano portare a migliaia di persone l'avversione all'amore omosessuale.
Il 29 agosto 1867, Ulrichs è diventato inoltre il primo omosessuale auto-proclamato dell'epoca moderna a parlare pubblicamente a favore dei diritti degli omosessuali; ciò accadde quando fece coming out al Congresso dei giuristi tedeschi svoltosi a Monaco di Baviera e a cui parteciparono 500 convenuti; si adoperò per l'approvazione di una risoluzione che chiedeva l'abrogazione delle leggi anti-omosessuali: di non considerare cioè più le relazioni affettive tra persone dello stesso sesso alla stregua di reati e di abolire quindi tutti i procedimenti penali esistenti contro di loro. Tale proposta non suscitò molto entusiasmo tra gli avvocati presenti i quali non lasciarono il tempo al relatore di terminare il proprio intervento, considerandolo scandaloso, "eccessivamente sessualizzato" e oltretutto alquanto vizioso: fischiato, venne costretto ad abbandonare la sala.
Nei suoi studi riguardanti la sessualità umana Urichs distingue da un lato i "Dioninge", gli uomini che amano le donne e le donne che amano gli uomini, dall'altro gli "Urninge" (vedi Uranismo), gli uomini che amano gli altri uomini, e le "Urninden", le donne che amano le altre donne. Egli riteneva che questi individui fossero intrinsecamente sotto l'influenza di Urano e che quindi non dovevano esserne ritenuti penalmente responsabili: se l'omosessualità era un fatto innato della natura umana non poteva in alcun caso essere considerata un crimine.

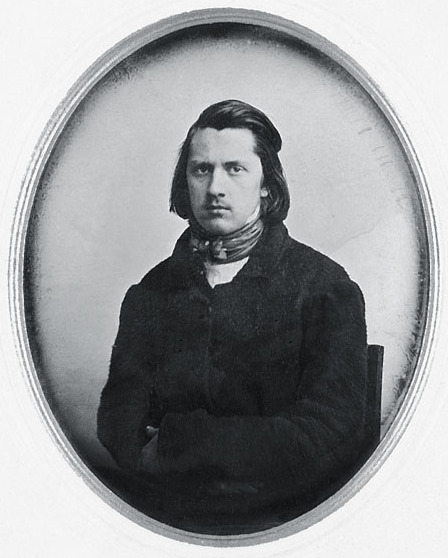
Kertbeny verso il 1850.

Questa terminologia non ebbe però successo e venne presto sostituita da "omo-sessuale", una parola più asettica, creata dal pubblicista, giornalista e traduttore berlinese di origini ungheresi - nonché cittadino dell'Impero austro-ungarico - Karl-Maria Kertbeny ed apparsa per la prima volta in una lettera inviata allo stesso Ulrichs. Nel 1868 si trasferisce a Berlino, dove ha incontrato Ulrichs; anche se personalmente non sembra vi fosse eccessiva simpatia reciproca, in seguito ebbe un intenso rapporto epistolare con lui. Ha anche lottato per l'abolizione degli articoli 143 e 175 del codice penale che si opponevano ai rapporti intimi tra uomini.

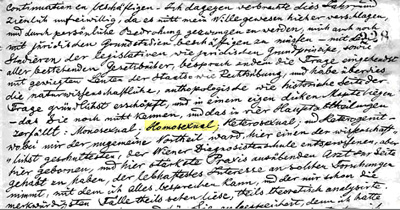
La prima menzione della parola "omosessuale" in uno scritto di Karl-Maria Kertbeny.

Nel 1869 Kertbeny fa pubblicare in modalità anonima un opuscolo che si occupava dei diritti umani opponendosi alla prosecuzione della forma persecutoria rivolta ai rapporti sessuali tra persone dello stesso sesso: qui il termine "omosessualità" appare in stampa per la prima volta assieme a quello di "eterosessualità"
Nell'estate del 1869 Karl Marx ha inviato a Friedrich Engels uno degli opuscoli di Ulrichs. Nella sua lettera di accompagnamento in data 22 giugno, 1869, Marx ha scritto: "I pederasti iniziano a contare, presto costituiranno una forza nello stato. Manca solo l'organizzazione, ma sembra che ci sia già in segreto... La felicità sta nel pensare che noi siamo oramai troppo vecchi per aver paura che, con la vittoria del loro partito, saremmo costretti a usare il nostro corpo per rendere omaggio ai vincitori

D'altronde proprio nello stesso momento in cui Engels, uno dei padri fondatori del comunismo, lanciava i suoi strali contro l'abominevole vizio dei pederasti in "L'origine della famiglia, della proprietà privata e dello Stato" (1884) denunciando l'antichità greca a causa dell'estrema sgradevolezza provocata dal loro amore nei confronti dei ragazzi proprio Friedrich Nietzsche, considerato uno dei pilastri del pensiero di destra, affermava invece nell'aforisma 259 di Umano, troppo umano (Un libro per spiriti liberi, 1879):
Nel 1870 Ulrichs cercò inoltre di organizzare anche la pubblicazione di una rivista, "Uranus", ma appena dopo il primo numero dovette interromperne la pubblicazione. Nel 1880 a causa del rapporto sempre più deteriorato con i colleghi di lavoro, ma anche con la società nel suo complesso, a causa del suo lavoro giornalistico-letterario e di attivismo pro-Urano si costringe all'auto-esilio emigrando in Italia. Morirà nel 1895 nella piccola città abruzzese di L'Aquila in condizioni di estrema indigenza e caduto quasi completamente in oblio.

### Dal peccato alla malattia: sodomia e omosessualità
Nel corso del XIX secolo si è vista la trasformazione del sodomita in omosessuale, con l'affermarsi della psicologia l'omosessuale non è un peccatore agli occhi di Dio da bruciare sul rogo, ma diventa un malato-perverso e degenerato prossimo alla criminalità che necessita pertanto di un trattamento medico per essere curato.
Verso la fine dell'800, grazie anche alla pubblicazione dei primi lavori d'impostazione proto-scientifica di molti eminenti psichiatri dell'epoca (la psichiatria era una scienza di nuovissima formazione), l'omosessualità comincia sempre più ad essere considerata e catalogata in ambito medico come una malattia mentale. L'impostazione prevalente è quella che i termini "omosessuale" ed "eterosessuale" debbano designare esclusivamente il comportamento sessuale tra persone dello stesso sesso e null'altro, quindi né i sentimenti né i desideri né le fantasie.
Nel 1869 lo psichiatra Carl Westphal introduce il termine "Konträrsexualität" per designare ed indicare quelle persone che hanno contatti sessuali con altri individui dello stesso sesso, ma anche per quelli che indossano abiti e indumenti intimi del sesso opposto. Westphal si rivolge a queste persone e le categorizza come malati di mente.
Nel 1886 il sessuologo Richard von Krafft-Ebing (inventore tra le altre cose anche del termine masochismo), anch'egli psichiatra e direttore di manicomio, pubblica la sua famosa opera "Psychopathia Sexualis" in cui si trova a distinguere tra forme congenite e acquisite di omosessualità, introducendole nel rango della parafilia (deviazione sessuale) e della perversione.
Nel 1891 Albert Moll, un altro psichiatra e sessuologo, pubblica la prima monografia in lingua tedesca interamente dedicata al concetto di omosessualità; nella sua opera intitolata "Die contrare Sexualempfindung" egli ritiene questa condizione essere come una proprietà innata dell'individuo e la classifica quindi come una "dolorosa perversione", parlando al contempo anche contro la persecuzione penale di chi la pratica e ne è affetto.

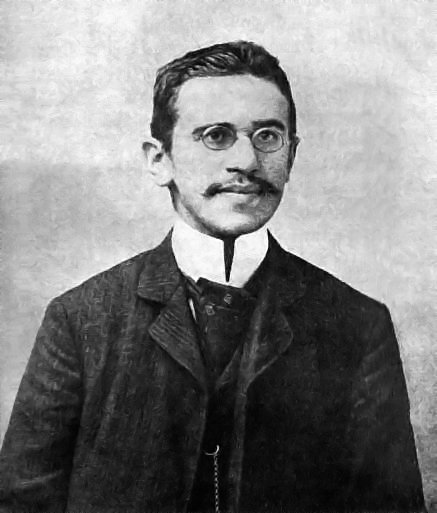
Otto Weininger.

Nel 1895 Max Nordau, allievo di Cesare Lombroso pubblica "Entartung" (La degenerazione). A queste si aggiungerà anche Sesso e carattere (1903) del giovane filosofo Otto Weininger che ebbe profonda influenza nell'ambito filosofico di lingua tedesca, ma non solo, durante i primi decenni del XX secolo. Viennese di lingua tedesca e madre ebrea, suicida ventiquattrenne per una crisi depressiva indotta pare da un'omosessualità latente e non accettata: la sua opera è il testo basilare dell'antifemminismo, dell'antisemitismo e dell'ostilità nei confronti della democrazia. Weiniger descrive l'omosessualità come "carattere ebraico", condizione innata e segno di decadente degenerazione.
La teoria della degenerazione era saldamente radicata in medicina, comincia ad estendersi l'idea di omosessualità come perversione, che è innata e quindi non dovrebbe essere punita; ma accanto a questa forma innata si credeva anche ve ne fosse stata una per così dire acquisita la quale si poteva raggiungere attraverso la seduzione/corruzione, lo stupro, la depravazione o, spesso, con la masturbazione: gli illustri scienziati del tempo erano difatti fermamente convinti e certi che il "vizio" della masturbazione, solitaria o in compagnia, conducesse irrimediabilmente all'omosessualità (vedi storia della masturbazione).
Molti medici hanno anche creduto che l'omosessualità maschile avesse tratti femminili riconoscibili, è stato però il sessuologo tedesco di origini ebraiche Magnus Hirschfeld, omosessuale e di idee socialiste, che ha reso popolare la teoria delle gradazioni sessuali, che vanno dal perfetto eterosessuale maschio alla perfetta eterosessuale femmina; in mezzo a questi si trovano gli omosessuali, il cosiddetto terzo sesso, coloro cioè che hanno l'anima di una donna intrappolata nel corpo di un uomo o viceversa.
Sigmund Freud da parte sua ha respinto tutte le teorie precedenti, affermando invece che l'omosessualità è dovuta ad una "seduzione nell'infanzia" o ad un "complesso di castrazione" ed è stata collegata ad uno sviluppo incompleto della psiche; Freud inoltre dubitava fortemente che potesse in qualche maniera essere "curata".
Al contrario di quello che accade per l'omosessualità maschile, il lesbismo ha attirato molto poco l'attenzione dei medici; nella sua generalità vengono considerate esserci due tipologie di lesbiche, quella autentica mascolina e quella pseudo-omosessuale, che lo è divenuta attraverso un'opera di seduzione subita in gioventù o per la sua incapacità nel riuscire ad attrarre un uomo. Secondo il punto di vista imperante del tempo, una donna poteva essere autenticamente soddisfatta solo attraverso l'assimilazione dello sperma del maschio, pertanto la sua carenza avrebbe condotto le lesbiche alla frustrazione perenne ed alla follia senza speranza.

### Legislazione
Con la creazione dell'impero tedesco, a seguito dell'unificazione, il nuovo codice penale ha adottato la legislazione prussiana anche nei riguardi della questione dell'omosessualità; così dal 1871 torna ad essere punita, in quanto crimine contro lo Stato, in tutto il territorio tedesco, tra cui anche la Baviera in cui aveva cessato d'esserlo 57 anni prima.
La nuova sezione del codice, che è stato chiamato paragrafo 175, recita: la fornicazione/lussuria innaturale tra uomini o di persone con animali è punibile con la reclusione; può anche causare la perdita dei diritti civili (ad esempio il ritiro del dottorato, il diritto di voto e la possibilità di essere eletti).
Nel 1913 viene fornito un chiarimento su ciò che si definisce fornicazione e lussuria contro natura (widernatürliche Unzucht), ossia azioni simili all'atto naturale (dem natürlichen Beischlaf ähnlichen Vorgang), ma che evidentemente non lo sono; la definizione del suo esatto significato viene lasciato alla discrezionalità dei giudici.
Nel 1900 è introdotto il divieto di pubblicazione e vendita di libri, immagini ed altri elementi che inducono alla lussuria; questo viene punito con la reclusione fino ad un anno e forti multe, fino a mille marchi.
Nel 1909 è stata discussa la proposta di estendere la legge repressiva anche nei confronti delle donne, ma non si è riusciti mai a prendere una decisione a causa delle crisi politiche che portarono presto allo scoppio della prima guerra mondiale e al conseguente crollo imperiale.
Durante l'opposizione generatasi tanto durante l'impero quanto dai partiti della coalizione di sinistra durante la repubblica di Weimar, la legge rimase sempre inserita nel codice di procedura penale.
La persecuzione degli "atti contro-natura" fu abbastanza irregolare nel territorio del paese, a Dresda e a Monaco di Baviera ad esempio erano estremamente repressivi, mentre a Berlino e ad Amburgo vi era una sorta di accordo non scritto tra omosessuali e le organizzazioni di polizia che, di manica larga, permettevano la presenza di un certo liberalismo.
Per far applicare con rigore il paragrafo 175 vi erano unità di polizia specializzate atte a perseguire e controllare tali crimini, con la compilazione di liste dettagliate sulle attività degli omosessuali, le cosiddette liste rosa le quali andavano tutte in archivio: sono stati colpiti soprattutto i frequentatori dei gabinetti pubblici in cerca di sesso anonimo e coloro che si muovevano attraverso gli ambienti posizionati più ai margini della società civile.

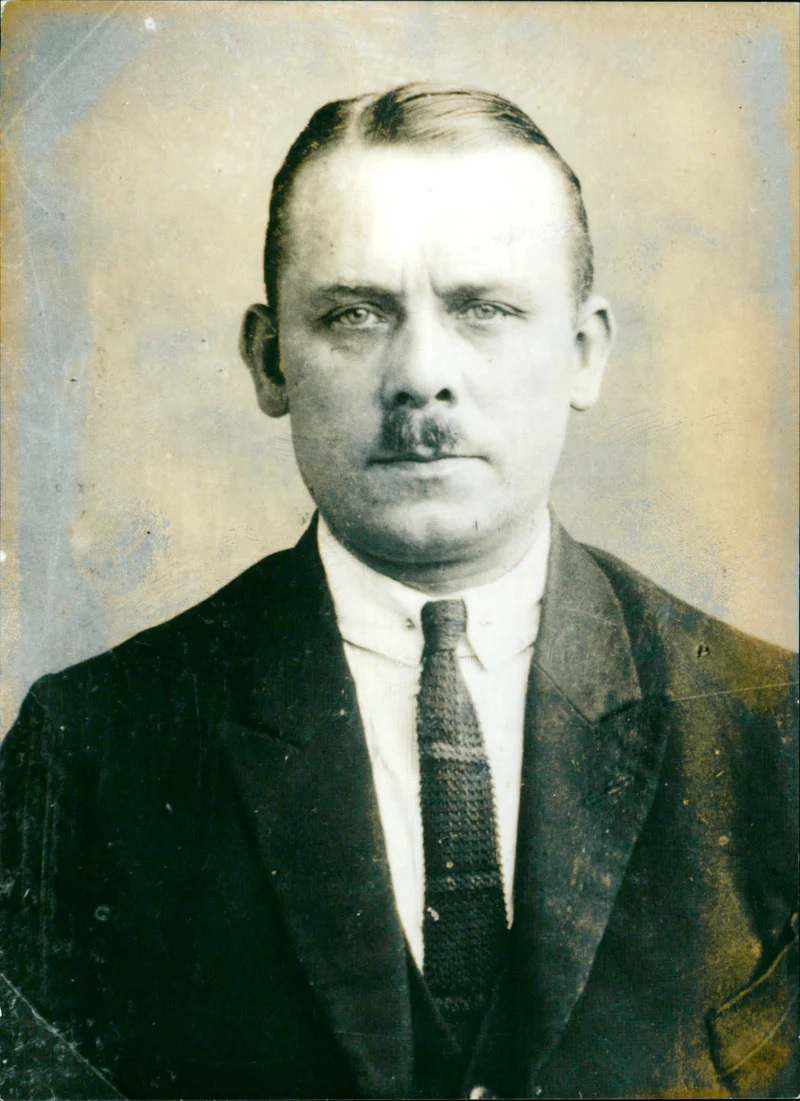
Fritz Haarmann nel 1924.

Nel 1923-4 aumentarono notevolmente le azioni penali e le condanne ai sensi del paragrafo 175; il fenomeno fu dovuto alla pubblicità data alla vicenda del serial killer Fritz Haarmann che, in base alle sue dichiarazioni, aveva assassinato 40 prostituti, a cui aveva tolto la vita mordendoli sul collo al momento dell'orgasmo.
Nel 1925 la commissione parlamentare propose di aggiungere all'articolo già esistente i casi di aggravante; la proposta venne accettata con i voti contrari del solo partito comunista. Di conseguenza, qualsiasi uomo in grado di sfruttare una propria posizione di potere per compiere atti sessuali con altri uomini, che esercitava la prostituzione o che si serviva di prostituti, che infine aveva rapporti intimi con minori di 21 anni, doveva essere condannato alla reclusione per un periodo di tempo non inferiore ai sei mesi.
Il sesso tra uomini adulti non costituiva essere più un crimine nel progetto del nuovo codice realizzato nel 1929; esso non venne però mai emanato in quanto prima del suo arrivo in parlamento si svolsero le elezioni del 1930 in cui il partito nazionalsocialista divenne la seconda maggiore forza politica del paese.

### Scandali
Lo sviluppo dei mezzi di comunicazione, l'emergere dei tabloid, il bigottismo e le leggi oppressive sono stati tra i fattori essenziali per l'emergere di scandali di tipo omosessuale. I primi grandi scandali a livello europeo riguardano la diffusione dell'omosessualità in Inghilterra e colpiscono personalità di stato e artisti, dal figlio di Edoardo VII d'Inghilterra e allora principe di Galles Alberto Vittorio, duca di Clarence e Avondale (sospettato anche di essere Jack lo squartatore), al famoso drammaturgo di origini irlandesi Oscar Wilde, il cui processo e condanna fu un caso ampiamente conosciuto in tutta Europa.
Un altro caso che ha avuto un grande impatto nei paesi di lingua tedesca è stato quello riguardante Alfred Redl, militare austroungarico e capo del servizio di controspionaggio dell'esercito, uno dei padri fondatori dei moderni metodi di spionaggio; Redl è stato ricattato dai Russi a causa della sua omosessualità e quando i fatti sono stati scoperti cominciò sempre più a estendersi l'idea (grazie anche al cinema e al teatro) che gli omosessuali fossero vulnerabili, se non pericolosi, alla causa dello Stato se avessero assunto incarichi di governo o si fossero trovati tra i più alti gradi dell'esercito.

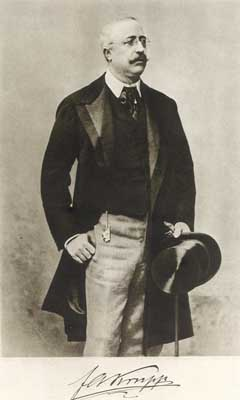
Krupp nel 1900, suicidatosi due anni dopo a causa di uno scandalo omosessuale scoppiato nell'isola di Capri, ove aveva un'abitazione.

In Germania il primo grande scandalo omosessuale ha colpito Friedrich Alfred Krupp, proprietario della società che controllava le acciaierie Krupp (oggi parte di ThyssenKrupp), che è stato accusato nel 1902 di fare orge con minori nell'isola di Capri; il clamore suscitato dal fatto provocò il suicidio del magnate dell'acciaio.

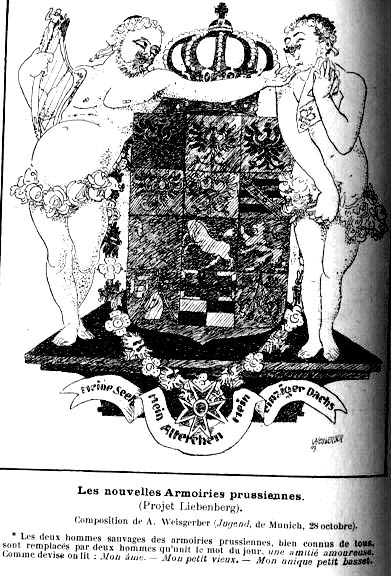
"I nuovi amori prussiani", vignetta satirica che ritrae Eulenburg e von Moltke, ai due lati dello stemma prussiano.

Ma senza alcun dubbio lo scandalo più importante che venne a scuotere le fondamenta politiche stesse dell'Impero tedesco, con durature e profonde conseguenze, è stato lo scandalo Harden-Eulenburg Il 27 aprile 1907 Philipp zu Eulenburg fu accusato pubblicamente di omosessualità dal giornalista Maximilian Harden il quale dichiarò che una caricatura precedentemente pubblicata sulla rivista "Zukunft" si riferiva a Kuno von Moltke e allo stesso Eulenburg.
Le ripercussioni politiche erano date dal fatto che i due appartenevano al cosiddetto "circolo Liebenberg" (dal nome del castello proprietà di Eulenburg), la cerchia di amici e consiglieri più vicina al kaiser Guglielmo II di Germania. Vennero inoltre segnalati come omosessuali anche Georg von Hülsen-Haeseler, l'intendente del teatro reale; Von Stückradt, un aiutante e scudiero fedele del principe ereditario e Bernhard von Bülow, tutti appartenenti al circolo.
L'imperatore prese immediatamente le distanze dal gruppo i cui membri reagirono con una serie di denunce che a loro volta generarono contro denunce dell'altra parte, per un totale di sei processi pubblici. Anche se non vi furono condanne nei confronti di nessuno, Harden aveva raggiunto il proprio scopo, che era quello di screditare le personalità portate in causa le quali a suo avviso avevano avuto un'influenza eccessivamente moderatrice sulla politica estera tedesca, non sufficientemente aggressiva e mascolina.
Le conseguenze furono molte, tra cui la diffusione nel resto d'Europa di storielle, barzellette e vignette irridenti alla Germana e all'imperatore; l'omosessualità entro i confini nazionali si trovò così a essere considerata assolutamente non patriottica e quasi una questione tedesca. Il partito socialista approfittò dello scandalo per attaccare il Kaiser e insistette sulla degenerazione del potere affermando che l'omosessualità era un "prodotto della decadenza"..
Oltre a incitare l'omofobia, il processo amplificò e contribuì ad estendere anche i pregiudizi relativi all'antisemitismo; sia Harden che lo stesso Hirschfeld, coinvolto in qualità esperto medico, erano difatti entrambi ebrei. Ma la conseguenza più grave è stata la rottura di Guglielmo II con l'amministrazione moderata e relativamente pacifica precedente, e il suo intraprendere un approccio decisamente più aggressivo e militarista. Alcuni autori citano il caso come esser stato uno degli elementi che contribuì allo scoppio della guerra europea nel 1914.
Hirschfeld, nominato perito dalla corte per stabilire la reale omosessualità degli accusati, nel corso del dibattimento afferma che certamente Kuno von Moltke possedeva un lato femminile, ma non era un sodomita o un pederasta, bensì un "omosessuale" e insistendo principalmente sul lato di effeminatezza dell'accusato. Viene inoltre a sostenere che l'omosessualità è una caratteristica psicologica innata, indipendente dalla volontà e che non necessariamente deve concretizzarsi in atti sessuali. 

Adolf Brand nel 1907.

Intanto Adolf Brand inventando così l'outing, stampa un pamphlet in cui descrive come Bernhard von Bülow, il cancelliere imperiale, fosse stato ricattato a causa della sua omosessualità e di come avesse baciato e scambiato effusioni intime con Max Scheefer alle riunioni esclusivamente maschili ospitate da Eulenburg: denunciato per diffamazione viene condannato a 18 mesi di prigione.
Lo scandalo Euleburg fu solo il più eclatante ed estremo di una serie di casi di ricatto diffusi in tutto il paese, ciò grazie alla disposizione legislativa e al timore di scandalo pubblico. I ricattatori erano chiamati Chaneure o Rupfer-spiumatori e formavano un autentico esercito sempre a caccia di potenziali vittime, molte delle quali, disperate, scelsero il suicidio come unica possibile via di fuga: tra i diecimila omosessuali intervistati per una ricerca nel 1914, il 51% aveva avuto pensieri di suicidio per paura di una causa di un'azione penale avviata nei loro confronti, il 25% aveva tentato di metterlo in atto, il 14% era tentato di farlo in quanto si trovava sotto ricatto, con un totale di morti effettivi per suicidio attestati al 6% del totale.

### Il Comitato scientifico-umanitario del dottor Hirschfeld
Nel 1895 si tiene a Londra il processo a carico del drammaturgo e poeta di origini irlandesi Oscar Wilde, accusato di aver intrattenuto rapporti sessuali illegittimi nonché profondamente immorali col giovane Lord Alfred Douglas, a seguito del quale viene condannato a due anni di lavori forzati da scontare nel carcere di Reading; questa notizia a forte impatto mediatico diede l'impulso al medico tedesco e sessuologo di origini ebraiche Magnus Hirschfeld ad attivarsi socialmente per la depenalizzazione e il riconoscimento pubblico delle coppie composte da persone dello stesso sesso. Intanto, quasi contemporaneamente, la prima rivista rivolta a persone omosessuali vede la luce nel 1896 per opera di Adolf Brand e viene intitolata Der Eigene (Lo Speciale/L'Unico).
Il 15 maggio 1897 a seguito degli sforzi, oltre che dello stesso Hirschfeld, anche di Max Spohr (libraio e editore), Edward Oberg (giurista) e Franz Joseph von Bülow (ex militare) viene fondato il Wissenschaftlich-humanitäres Komitee (Comitato scientifico e umanitario), la prima organizzazione al mondo sorta espressamente per difendere i diritti degli omosessuali; uno dei suoi obiettivi principali era l'abolizione del paragrafo 175. Entro il 1902 vi sono già succursali del Comitato nelle città di Francoforte sul Meno, Monaco di Baviera, Düsseldorf e Lipsia.

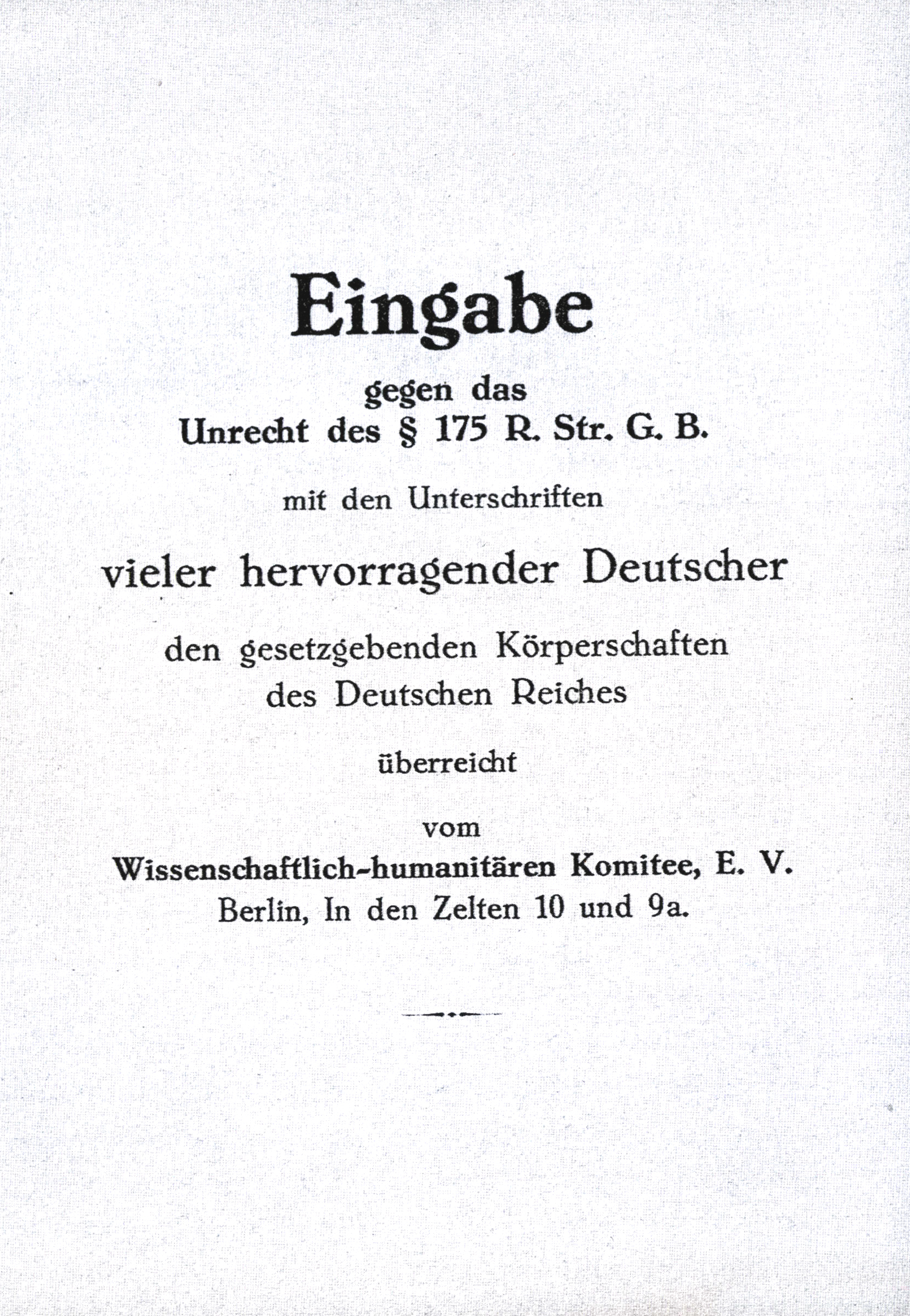
Petizione con la richiesta di abolire il paragrafo 175.

Quello stesso anno viene inviata una prima petizione al Reichstag sottoponendo ai parlamentari la proposta di rimozione del concetto di "crimine" da dare agli atti omosessuali tra adulti consenzienti; è firmata tra gli altri da August Bebel, il capo del Partito Socialdemocratico di Germania, dallo psichiatra Richard von Krafft-Ebing, dallo scrittore Gerhard Hauptmann, dall'autore francese Émile Zola, dall'autore russo Lev Tolstoj ed infine dal pittore Max Liebermann.
Nel 1900 ve ne è stata una seconda che finisce archiviata. La terza petizione è presentata nel 1903-1904, ma viene respinta; nel 1907 ci si prova una quarta volta, ma anche questa finì col non aver il successo sperato. A seguito dello scandalo Harden-Eulenburg esploso tra il 1907 e il 1909 tutto si bloccò, portando ad un'ondata di omofobia nei confronti della Germania, considerata culla della perversione (in Francia si parlerà apertamente di "vizio tedesco").
Nel 1922 viene consegnata l'ennesima petizione, questa volta firmata da più di seimila tra scienziati, politici e artisti; tra i firmatari della proposta lanciata da Hirschfeld, che invoca l'abrogazione dell'articolo del codice penale il quale fa incarcerare le persone risultate colpevoli di atti "contro natura", ci sono il ministro delle finanze Rudolf Hilferding, Stefan Zweig, Rainer Maria Rilke, Arthur Schnitzler, Albert Einstein, Käthe Kollwitz, Lou Salomé (amica di Nietzsche prima e seguace di Freud dopo), Hermann Hesse, George Grosz, Heinrich Mann e Thomas Mann, Carl Maria Weber e Grete Meisel-Hess. Nel 1926 viene riconsegnata per l'ultima volta all'attenzione del parlamento.

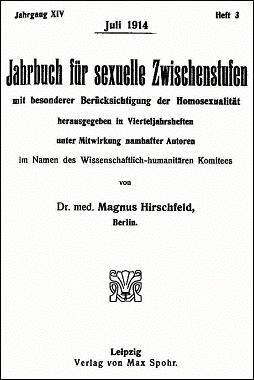
Una delle edizioni dell'Annuario, 1914.

Nel 1899 appare lo Jahrbuch für sexuelle Zwischenstufen (Annuario/Annale per gli stadi sessuali intermedi); edito dal Comitato, è la prima rivista scientifica sulla sessualità umana ad aver approfonditamente esaminato l'argomento; essa esce ininterrottamente fino al 1923, divenendo presto la più grande ed importante piattaforma per le discussioni riguardanti il tema dell'omosessualità, oltre che con articoli scientifici sui risultati delle ricerche svolte e regolarmente pubblicate, anche attraverso studi storici e saggi biografici approfonditi.
La maggior parte dei collaboratori della rivista erano dello stesso parere di Hirschfeld e difendevano il punto di vista che gli omosessuali (uomini femminili e donne mascoline) fossero uno stadio intermedio posizionato tra i maschi e le femmine eterosessuali: punto di vista questo che sarà invece ferocemente contrastato dalla linea editori di Der Eigene, il periodico edito e diretto da Adolf Brand.
Nelle opere che via via vanno alle stampe, di Hirschfeld e dei suoi seguaci, vengono così messi sempre più sotto la luce dei riflettori le loro posizioni, vale a dire quelle favorevoli alla considerazione dell'omosessualità come posizione intermedia tra sesso maschile e femminile, un vero e proprio terzo sesso (a cui appartengono sia gli uomini effeminati che le donne mascoline).

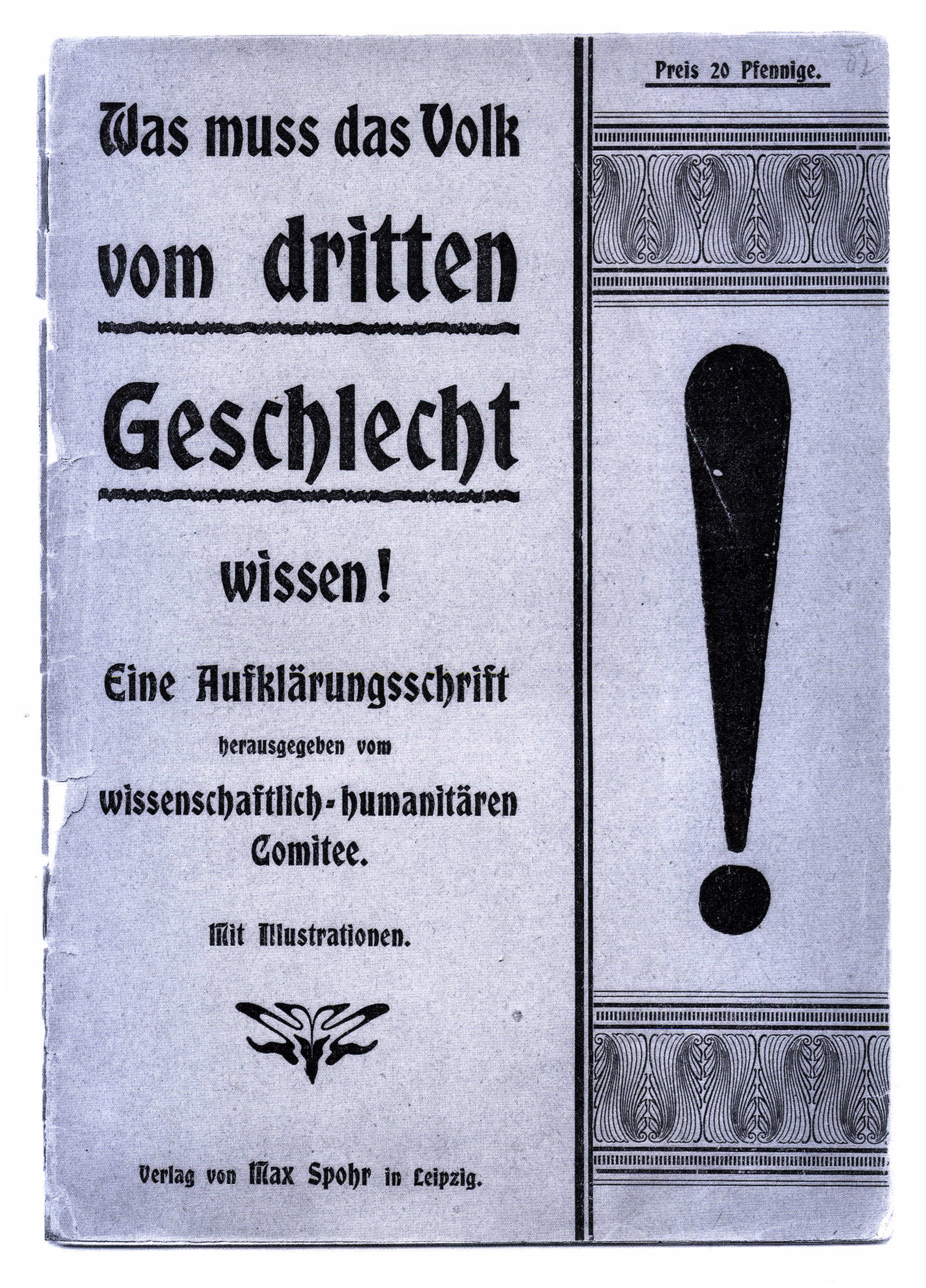
"Quello che la gente dovrebbe conoscere nei riguardi del Terzo sesso", 1901.

Nel 1901 a cura del Comitato esce, rivolto ad un pubblico generale di massa, un opuscolo dello stesso Hirschfeld dal titolo "Era Muss das Volk vom Dritten Geschlecht Wissen!" (Quello che la gente dovrebbe conoscere nei riguardi del Terzo sesso!).
Nel 1903 è invece fondato da Adolf Brand, anche per reazione e per rispondere alle tesi di Hirschfeld, "Gemeinschaft der eigenen", un'associazione chiusa rivolta solo agli abbonati delle sue riviste, che diverrà presto la seconda più grande organizzazione omosessuale tedesca dopo il Comitato: essa si trova a respingere con forza l'idea di femminilità di Hirschfeld appartenente agli uomini omosessuali, intesa come una presentazione caricaturale e stereotipata della mascolinità.
A partire dal 1903 intanto, seguendo l'esempio di altri noti sessuologi come Havelock Ellis e Paul Nekke, Hirschfeld conduce studi che concludono dimostrando la totale mancanza di qualsivoglia correlazione tra omosessualità e degenerazione psico-fisica dell'individuo.
Sempre in quello stesso anno conduce anche una massiccia inchiesta attraverso interviste a giovani studenti, il cui obiettivo proposto è quello di fornire statistiche sul numero effettivo di omo-bisessuali nella società; lo studio finisce col rilevare che l'1,5% degli intervistati erano omosessuali, mentre un 3,9% si definiva bisex, cioè egualmente attratto sia da uomini che da donne. Accade però anche che uno degli giovani che ricevette il questionario per posta fece valere un'accusa nei suoi confronti cercando di portarlo in giudizio per "grave offesa subita e distribuzione di letteratura depravata"; la causa si conclude con la soddisfazione del ragazzo e la condanna del ricercatore ad una multa di 200 marchi.

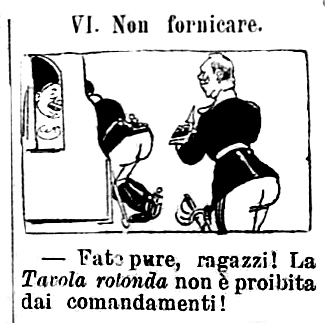
Vignetta satirica riferita al caso degli scandali omosessuali tra l'alta dirigenza tedesca del 1907-09.

Negli anni tra il 1907 e il 1909 si tennero tutta una serie di procedimenti penali (in totale sei) ad alto impatto mediatico, per le personalità d'alto profilo coinvolte, connessi con il caso già citato e conosciuto sotto la denominazione di scandalo Harden-Eulenburg, questo non fa altro che aumentare notevolmente il sentimento anti-omosessuale nella società. a Hirschfeld viene richiesta il suo parere di esperto per stabilire la reale omosessualità degli accusati

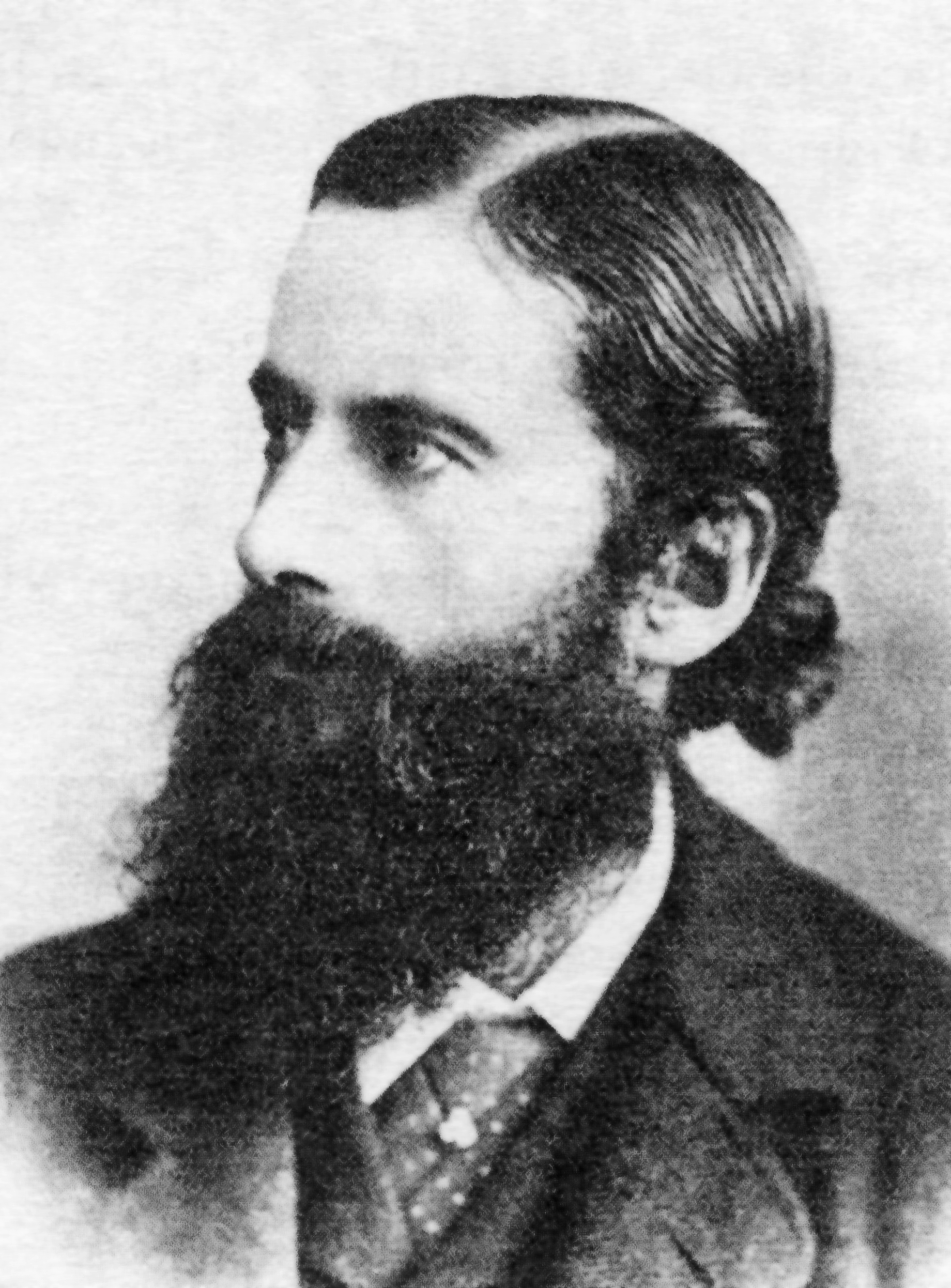
Benedict Friedlander nel 1900 circa.

Come risultato del fatto che il medico, dopo la prima sessione dei processi, in quella seguente sembra ritrattare improvvisamente le conclusioni espresse e cambiare versione, ciò gli viene a provocare una caduta di credibilità con la conseguenza che un agguerrito gruppetto di membri del Comitato capitanati da Benedict Friedlander provoca una secessione: il gruppo scissionista scomparve però con la morte per suicidio del suo leader avvenuta due anni dopo. A causa delle contraddizioni espresse e delle critiche ricevute dal suo membro più illustre, il Comitato ha dovuto affrontare la sua prima vera grande crisi interna
Nel 1908, assieme allo psicoanalista Karl Abraham, conduce uno studio formale sugli uomini che amano indossare abiti femminili; poco dopo vi sarà l'approvazione ufficiale da parte delle autorità di poterlo fare anche in pubblico.
Nel 1910 sarà proprio Hirschfeld ad introdurre per la prima volta il termine "travestito" per far riferimento a quegli omini e donne che scelgono d'indossare gli abiti del sesso opposto, questo nonostante il fatto che la maggior parte degli autori di psicoanalisi del tempo (in particolare J. Sadger e Wilhelm Stekel) continuassero a classificare queste persone semplicemente e molto genericamente sotto la definizione di omosessuali.
Nel 1914 pubblica una monografia intitolata "Die Homosexualität des Mannes und des Weibes" (Gli uomini e le donne omosessuali) in cui, per la prima volta nella storia, offre un concetto di terapia atto a riconciliare gli omosessuali con la loro sessualità e non con l'obiettivo di trasformarli in eterosessuali.

### Il concetto di "Omosessualità mascolina"
Come abbiamo visto non tutti gli attivisti omosessuali tedeschi dell'epoca condividevano l'idea interpretativa data da Hirschfeld di omosessualità come terzo sesso, di un'anima femminile in un corpo di uomo né tanto meno l'associazione da lui fatta - e considerata eccessiva - con l'effeminatezza naturale: oltre a Brand il quale tramite la sua organizzazione e pubblicazioni ha sempre rifiutato quest'abbinamento, anche il già citato Friedlander vi si oppose con veemenza.

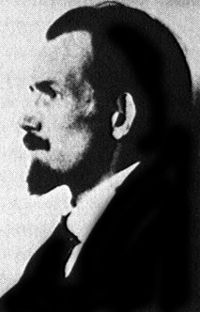
Hans Blüher nel 1920 circa.

Altri autori proposero loro teorie alternative, dal giornalista e scrittore Hans Blüher il quale, in qualità di esponente di punta del movimento giovanile tedesco denominato Wandervogel pubblica un saggio intitolato "Il movimento dei Wandervogel come fenomeno erotico. Contributo al riconoscimento dell'inversione sessuale": l'autore afferma chiaramente che il comun denominatore che tiene insieme questi giovani maschi è Eros, ossia l'attrazione erotica tra individui dello stesso sesso e continua dicendo che gl'impulsi omoerotici sono fondamentali per saldare i legami di amicizia virile.
L'amore tra amici, con la sua parallela celebrazione di un cameratismo tra maschi (pura comunità di uomini), assume quindi un vero e proprio ruolo culturale. Elemento chiave che differenzia l'uomo dall'animale è proprio il legame erotico tra gli adulti di una società e i suoi adolescenti; perfetta riproposizione della pederastia antica nelle sue figure di erastès e eromenos. Solo questo sistema culturale-sociale permette la creazione di una comunità composta da nature eroiche, leader carismatici capaci di attirar a sé valorosi guerrieri. Bluher torna anche in seguito sugli stessi temi, tra il 1917 e il 1919 con i due volumi de "Il ruolo dell'erotismo nella società maschile". I suoi libri diventano presto testi di culto tra gli omosessuali, compresi anche alcuni gerarchi nazisti, Ernst Röhm fra tutti.
La tensione erotica omosessuale, sublimata, si manifesta come sovrabbondanza di energia; forza vitale la quale non potendo trovar sfogo in direzione fisica finisce con l'esprimersi in "genio creativo" di un Mannerbund o "società di soli uomini". Bluher osserva poi la presenza di un forte carisma nei capi, la capacità di affascinare il prossimo; in secondo luogo l'ideale di bellezza maschile che trova la sua più compiuta espressione nell'ammirazione per la tipologia fisica snella e muscolosa, giovani, alti, belli, biondi e con gli occhi azzurri: ariani! In terzo luogo l'esclusione delle femmine..

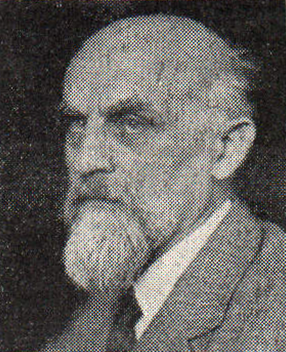
Gustav Wyneken nel 1932.

Nel 1921 viene pubblicato "Eros", un saggio del pedagogista Gustav Wyneken e nel quale si esalta l'amore tra ragazzi; nel 1926 "Jugend und Eros" dell'avvocato Erich Ebermayer, un'esplicita difesa dell'omosessualità adolescenziale e della pederastia. Testo, quest'ultimo, apprezzato pubblicamente dallo stesso Thomas Mann.

### Primo dopoguerra: Repubblica di Weimar
Con la caduta dell'Impero del Kaiser a seguito della sconfitta subita nella prima guerra mondiale e l'istituzione della repubblica di Weimar (1918) vennero garantiti libertà di espressione e riunione per tutti i cittadini. In questo momento si realizza il periodo di massimo splendore e sviluppo del primo movimento omosessuale, con un gran proliferare di organizzazioni ed associazioni di tipo culturale.
Il primo di questi "circoli" il cui compito era quello di migliorare la condizione sociale e civile delle persone omosessuali emerse sotto forma di succursali in varie città nel corso del 1919. A Berlino ad esempio già nel 1920 era stato fondato il "Freundschaftsbund Berliner" (Alleanza degli Amici) il cui scopo primario e proclamato a gran voce era quello di lottare per cercar di migliorar la situazione sociale, politica e giuridica degli omosessuali.
Entro l'anno, con la collaborazione di altre organizzazioni operanti ad Amburgo e Francoforte che cooperavano tra loro venne creata la "Deutscher Freundschaftverband" (Associazione tedesca degli Amici), la quale ben presto divenne il punto focale e di riferimento per diversi altri gruppi regionali sparsi nel territorio.
Nel 1921 a Kassel si svolge il suo primo congresso, a cui parteciparono otto organizzazioni regionali; negli anni successivi e fin al 1929 si svolsero innumerevoli incontri di questo tipo.
Nel 1922 l'Associazione si trasforma in "Bund für Menschenrecht" (Unione per i diritti umani), che divenne in quel momento l'unica organizzazione di massa al mondo che riuniva persone omosessuali; primo presidente ne fu l'editore Friedrich Radszuweit. Organo informativo dell'organizzazione era il "Blatt für Menschenrecht" (Bollettino per i diritti umani).
Lo scopo principale dell'Unione era quello di portare all'abolizione dell'azione penale (vedi Paragrafo 175) e la lotta contro i pregiudizi sociali nei riguardi degli omosessuali.
Nonostante il relativamente ristretto numero iniziale di membri attivi impegnati nella lotta per portarne a compimento gli obiettivi politici, in totale entro l'aprile 1924 l'Unione arrivò a contare dodicimila membri effettivi. Nel 1929 il numero era aumentato a 48 mila; tuttavia, il numero di coloro che s'impiegavano attivamente non superava le 2-3 mila unità: per la maggior parte dei membri i club locali dell'Unione si risolvevano in null'altro che incontri ricreativi basati su interessi comuni e discussioni di notizie rilevanti.
Nel 1923 l'Unione per i diritti umani e il Comitato scientifico-umanitario fondarono l'"Aktionskomitee" per coordinare le reciproche azioni ed attività
Obiettivo principale del Comitato è stato la ricerca documentata per produrre i motivi scientifici che avrebbero dovuto portate alla cancellazione della persecuzione penale costituita dal famigerato paragrafo 175.
Allo stesso tempo l'Unione si assumeva la cura di tutti i contatti necessari con le agenzie governative e la conduzione dei rapporti col pubblico con la spiegazione del lavoro che veniva condotto. Compito comune divenne quello di dare informazioni propagandare le proprie finalità attraverso i mezzi e le modalità artistiche a disposizione.
Tra l'Unione e il Comitato si ebbero tuttavia disaccordi su varie questioni; mentre difatti la prima chiedeva solamente la depenalizzazione dell'attività sessuali tra maschi consenzienti maggiori di 18 anni, il secondo invece spingeva per una piena parificazione legale tra atti eterosessuali ed omosessuale ed inoltre un abbassamento dell'età del consenso a 16 anni.
Inoltre l'Unione è stata criticata per aver duramente attaccato gli effeminati e i travestiti per il loro "aspetto ripugnante" e così facendo ha aumentato conseguentemente l'atteggiamento negativo della società nei loro confronti; all'interno del Comitato invece gli uomini effeminati e i travestiti sono stati sempre considerati come una delle naturali espressioni dell'omosessualità maschile, essendo ciò in accordo con la teoria di Hirschfeld sugli stadi sessuali intermedi (sexuelle Zwischenstufen).

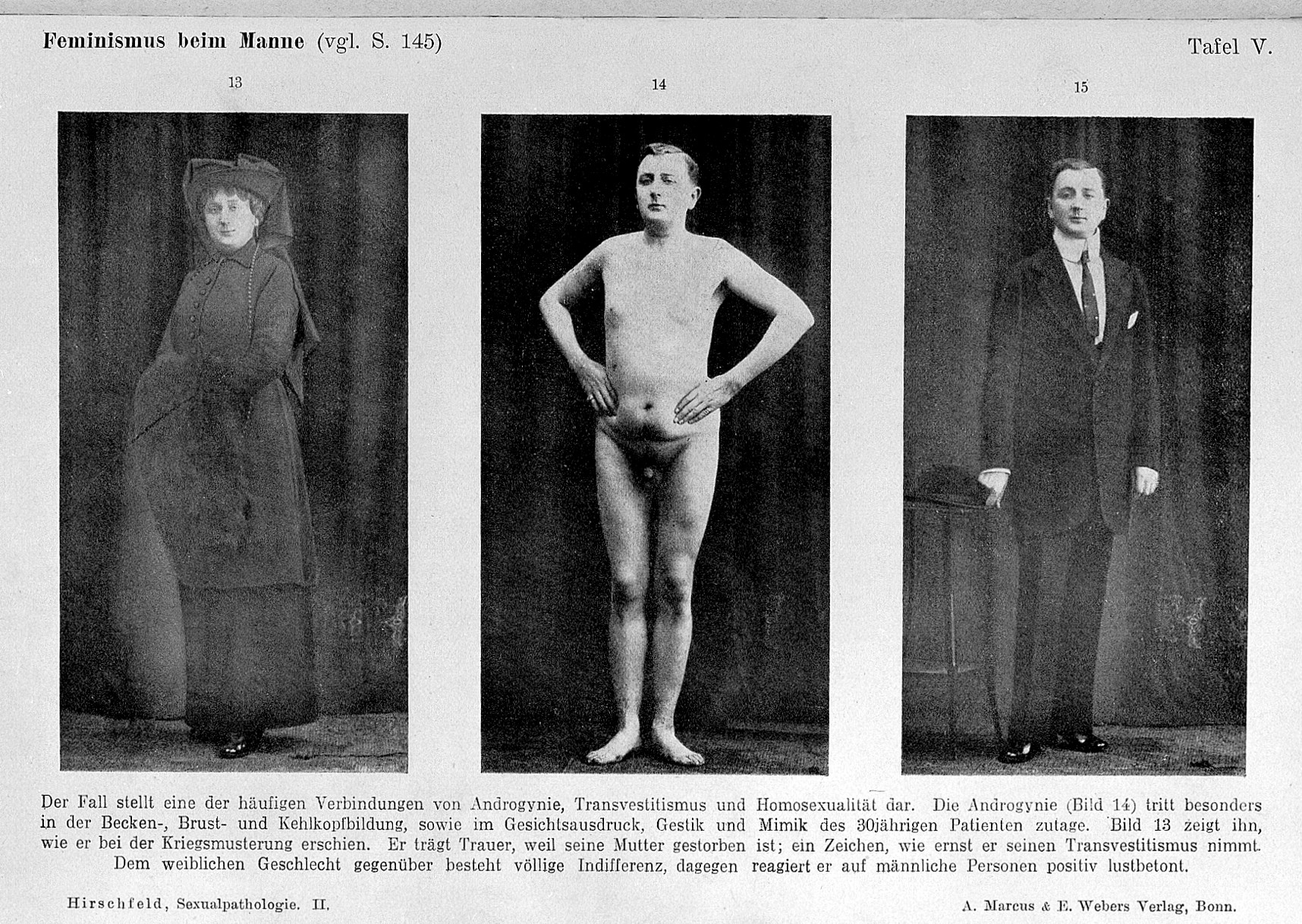
Studi del dottor dottor Magnus Hirschfeld in "Sexualpathologie".

### Ricerche sull'omosessualità
Nel 1919 a Berlino Hirschfeld fonda l'Istituto per la scienza sessuale, un centro di ricerca sulla sessualità (Institut für Sexualwissenschaft) dotato di museo ed una vastissima biblioteca e che diventa subito anche centro medico, di sostegno psicologico e servizio di assistenza legale per tutti gli omosessuali. L'Istituto sarà incendiato e saccheggiato nel 1933 dai nazisti.
Questo lavorerà a stretto contatto col Comitato, che presto trasferisce direttamente la sua sede all'interno dell'Istituto, aggregandovi un Dipartimento per la riforma sessuale.
L'Istituto continua a svolgere attività di ricerca rimanendo in proficuo contatto con moltissime persone omosessuali e transgender, nei cui studi venivano considerati rappresentanti di un Terzo sesso a metà strada tra gli uomini e le donne, cercando al contempo di propagar l'idea ch'essi non dovessero essere perseguitati o condannati a causa del loro aver certi specifici caratteri innati i quali li portavano a non identificarsi pienamente né col sesso maschile né con quello femminile.
Con la fondazione dell'Istituto si viene a perseguire l'intento, unitamente all'approfondimento ad oltranza sulla ricerca delle basi "naturali" dell'omosessualità e per abrogare le leggi a suo sfavore, di aprirsi anche a studi e considerazioni delle questioni più generali riguardanti la sessualità umana e del comportamento sessuale, con l'obiettivo dichiarato di promuover riforme sociali in tal senso.
In particolare vengono proposte serate di dibattito pubblico con domande e risposte su argomenti della sfera sessuale, ma anche della vita familiare più in generale, dell'igiene del corpo, della contraccezione e dell'aborto, delle malattie sessualmente trasmissibili ed altre questioni correlate. L'Istituto diviene quindi in gran parte una filiazione diretta e successore del Comitato in ambito pratico e divulgativo.
Nel 1919 il fisiologo austriaco Eugen Steinach era giunto intanto alla conclusione che la causa dell'omosessualità congenita dovesse trovarsi nelle femmine dentro le ovaie, nei maschi invece dentro lo scroto; in relazione a tale scoperta Steinach offre come "cura" l'asportazione dei testicoli "malati" attraverso castrazione unilaterale e la loro sostituzione con testicoli eterosessuali "sani". Il tentativo di modificare l'orientamento sessuale sostituendo i testicoli fu reso popolare dallo stesso Hirschfeld, che adotta temporaneamente quest'idea giungendo anche a consigliarne l'intervento ad alcuni dei suoi pazienti: tali operazioni però non portano al successo sperato cosicché nel 1922 ci si trovò costretti ad abbandonare definitivamente l'ipotesi.

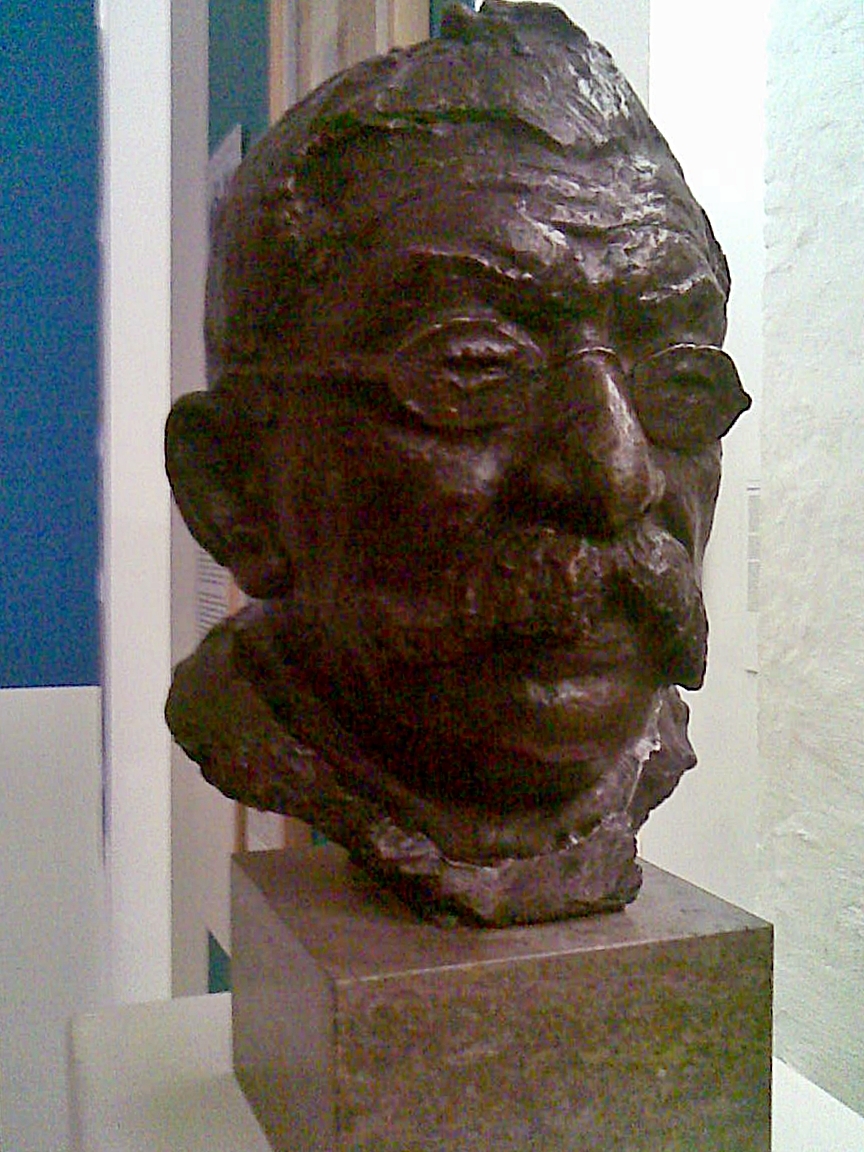
Busto di Hirschfeld allo Schwules Museum.

Sempre nel 1919 intanto il regista Richard Oswald, con la diretta collaborazione del dottor Hirschfeld che vi appare nello spezzone finale, dirige il primo film muto ad argomento palesemente gay; Diversi dagli altri, con l'attore Conrad Veidt nel ruolo principale: un melodramma sull'amore omosessuale, condito di ricatto e morte.
L'Obiettivo specifico del film era quello di educare la popolazione sui temi dell'omosessualità, ma la sua uscita nelle sale venne bloccata dalla polizia a Vienna, Monaco e Stoccarda, mentre i loro autori vennero accusati di propaganda e promozione dell'inversione.
Il landtag prussiano respinse la richiesta di vietarlo nel suo territorio, sulla base del fatto che una proibizione si sarebbe rivelata contraria alla libertà di espressione garantita dalla costituzione della repubblica di Weimar. Solo il 25 aprile 1920 il parlamento tedesco introduce la censura nel cinema; se la decisione sia stata influenzata direttamente da quest'evento è difficile da dire, fatto sta che il tentativo del 1927 di riproporre una versione rielaborata del film non ebbe successo e ciò fu dovuto essenzialmente alla legge adottata sulla censura da imporre alle pellicole cinematografiche.
Dal 1921 l'Istituto tenne un annuale congresso internazionale di sessuologia, con argomenti principali l'omosessualità e la riforma sessuale dal punto di vista sociale e normativo. Fino ai primi anni trenta tali congressi di medicina e sessuologia vennero svolti in diverse tra le maggiori città europee e non solo.
Per il coordinamento dei congressi internazionali a partire dal 1928 è stata appositamente creata la "Weltliga für Sexualreform" (Lega mondiale per la riforma sessuale) i cui presidenti, assieme allo stesso Hirschfeld, furono Auguste Forel in Svizzera e Havelock Ellis in Inghilterra.
I problemi pratici affrontati dalla Lega riguardarono la diffusione di notizie sulle questioni di conoscenza della sessuologia, legalizzazione dell'aborto, liberalizzazione del diritto di famiglia e depenalizzazione dell'omosessualità. La Lega si attivò per la realizzazione dei Congressi Internazionali di Copenaghen (1928), Londra (1929), Vienna (1930) e Brno (1932).
Come risultato dell'iperinflazione che attanagliava il paese e la pletora di riviste e giornali oramai editi specificamente per rivolgersi ad un pubblico omosessuale, L'Annuario degli stadi sessuali intermedi prodotto dal Comitato cessò definitivamente le sue pubblicazioni a partire dal 1923.
Nel 1929 nell'ambito del Comitato s'approssima il verificarsi di una crisi, provocata da un certo malcontento sulle scelte direttive della sua leadership; ciò portò Hirschfel a lasciare la carica di presidente, la quale venne assunta dal suo vice, lo psichiatra Otto Juliusburger.
A seguito di questo passaggio di consegne, cambia in parte anche il corso dell'impostazione assunta dal Comitato, che ben presto abbandona la precedente teoria dei passaggi intermedi e collega allo stesso tempo l'omosessualità maschile e quella femminile.

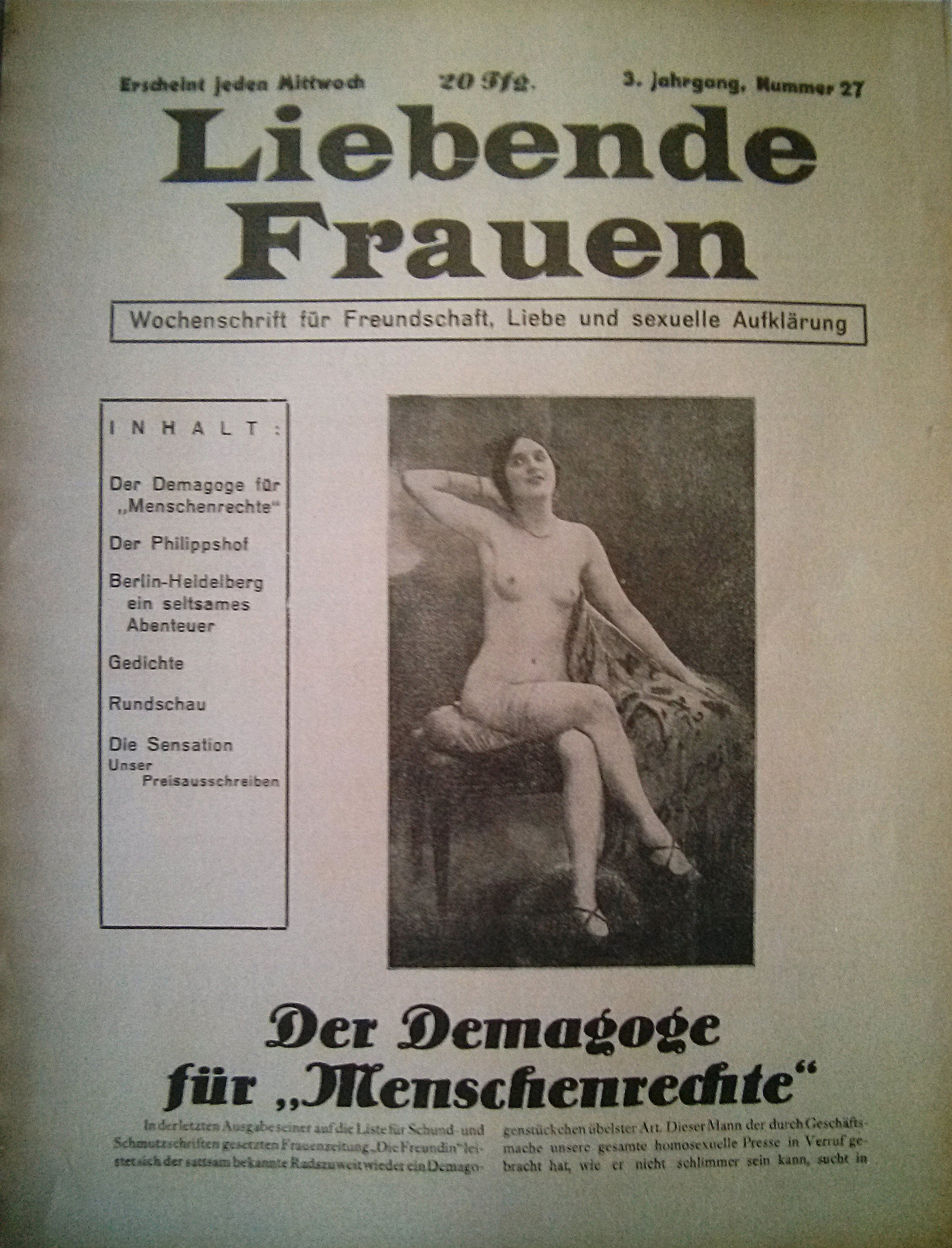
"Liebende Frauen", rivista lesbica (1928).

#### Il femminismo lesbico e l'idea di "lesbica perversa"
Le lesbiche erano oggetto di una doppia discriminazione, in quanto donne e in quanto omosessuali. A differenza degli uomini però, anche se si trovavano costrette a celare il proprio vero orientamento sessuale, non erano perseguibili penalmente in quanto il paragrafo 175 non le riguardava. Di conseguenza i loro sforzi si concentrarono maggiormente nel movimento femminista che in quello di liberazione omosessuale, nonostante che le teorie di Hirschfeld abbiano dato ampio spazio alle donne. Inoltre l'organizzazione di Adolf Brand era profondamente affetta da misoginia, nel suo propugnare e ricercare la mascolinità virile negli omosessuali.
All'interno del movimento sono stati significativi i contributi dati da Johanna Elberskirchen, Theo Anna Sprüngli alias "Anna Rüling" e Emma Trosse, autrici di tre tra i maggiori testi pubblicati sopra l'emancipazione lesbica all'interno del movimento di riforma sessuale.
La reazione della società patriarcale fu l'equiparazione in toto delle femministe con le lesbiche dalle caratteristiche di maschiaccio e la creazione della tipologia di lesbica perversa e rapace; questa percezione riceve un importante supporto attraverso il romanzo semi-autobiografico Apologia di un pazzo di August Strindberg, in cui l'autore racconta senza peli sulla lingua tutte le avventure lesbiche della moglie.

### Sottocultura e arti
Per i primi tre decenni del '900 Berlino era stata comunque, al di là delle ideologie, una delle capitali mondiali della vita omosessuale (assieme a Parigi e Londra), con 130 locali aperti nel 1933; addirittura le prime iniziative a tutela degli omosessuali hanno avuto origine proprio in terra tedesca. Meta ideale nel 1929 per il giovane scrittore inglese omosessuale Christopher Isherwood appena uscito da Cambridge. Culla del primo movimento di liberazione omosessuale è proprio qui, in Germania, che si incontrano già nel XIX secolo gli autentici pionieri dell'attivismo gay.

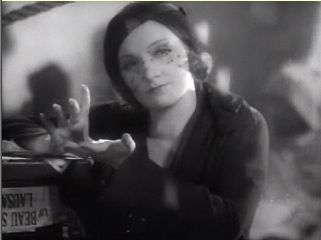
Marlene Dietrich nel 1930, poco dopo essersi trasferita negli Stati Uniti.

Tutto questo nonostante il paragrafo 175. Magnus Hirschfeld dice che ci fossero più luoghi di incontro a Berlino che in altre città, sia nei quartieri operai che in quelli borghesi del centro. Il locale più popolare della capitale era l'"Eldorado", ove venivano abitualmente eseguiti spettacoli di travestiti e star del calibro di Marlene Dietrich.
Molti ambienti e salotti intellettuali omosessuali che discutevano sulle loro questioni e problematiche vennero creati. Hirschfeld racconta di un circolo di intellettuali e accademici che si sono incontrati più volte ogni inverno; il padrone di casa, che sosteneva di aver incontrato Alexander von Humboldt e August Wilhelm Iffland e d'aver fatto amicizia con Hermann Hendrichs e Karl Heinrich Ulrichs, riuniva nella sua abitazione tra i dieci e i dodici ospiti per volta, tra i quali si potevano trovare sacerdoti cattolici, pastori protestanti, filologi, medici o avvocati che stavano discutendo le varie questioni che riguardano l'omosessualità, accompagnati da vini del Mediterraneo, ostriche, aragoste e altre prelibatezze.
Il giovane Isherwood, come racconta lui stesso nelle sue opere Mr Norris se ne va (1935), ma soprattutto nell'autobiografico Addio a Berlino (1939, da cui è stato tratto il film Cabaret del 1972) l'accettazione della propria omosessualità fu determinante nella sua scelta d'abbandonare l'Inghilterra moralista e trasferirsi nella capitale tedesca: durante gli anni della repubblica di Weimar la metropoli berlinese era nota per esser l'implicita "mecca" della libertà sessuale. Oltre a bar e locali antesignani del genere Leather vi erano anche circoli letterari gay come il "Club Lohengrin" e la "Società dei Monisti" (ma anche club riservati ai dichiarati "nemici delle donne"), con spettacoli teatrali e serate dedicate al travestitismo; contemporaneamente si diffondono studi, riviste e associazioni, romanzi romantici e vere e proprie guide sulla vita notturna "per soli uomini" ove erano pubblicati annunci con proposte d'incontro.
Stefan Zweig testimonia: "Berlino si trasformò nella Babele del mondo. Bar, parchi di divertimenti e pub... il sabba si scatenò quando i tedeschi riversarono sulla perversione tutta la loro veemenza e il loro amore per la metodicità. Ragazzi truccati, i fianchi messi in rilievo dalla vita assottigliata ad arte... Ogni studente di liceo desiderava raggranellare qualche soldo (praticando la prostituzione maschile) e nei bar si potevano vedere pubblici funzionari e magnati della finanza adescare senza vergogna marinai ubriachi. Neppure la Roma di Svetonio conobbe orge pari ai balli dei travestiti a Berlino, dove centinaia di uomini in abiti femminili e donne vestite da uomo danzavano davanti agli occhi indulgenti della polizia... una sorta di pazzia parve cogliere la classe media della società tedesca".
La prostituzione omosessuale ha raggiunto la sua massima estensione proprio nel periodo tra le due guerre, raggiungendo la cifra di 22.000 unità conosciute nel 1929; per la maggior parte si trattava di giovani lavoratori rimasti disoccupati per colpa della crisi economica e in seguito aggravata dalla grande depressione. I tre amici letterati britannici Christopher Isherwood, Wystan Hugh Auden e Stephen Spender contribuiscono al diffondere il mito di Berlino piena di giovani uomini costantemente disponibili a incontri sessuali; un tema, quello della classe operaia giovanile e proletaria, dal corpo sano e muscoloso, sarebbe stato mantenuto e ripetuto più volte all'interno della letteratura gay del tempo.
Molti poi sono quelli che fuggono in luoghi considerati allora alquanto esotici per andar a vivere con più tranquillità la propria inclinazione sessuale. Ulrichs si trasferì a L'Aquila in Italia, altri hanno scelto la Sicilia o l'isola di Capri, che divenne un centro per intellettuali, artisti e celebrità. Il turismo sessuale è stato esteso presto anche alle colonie, dove i soldati e gli ufficiali formavano culture fortemente omosociali.

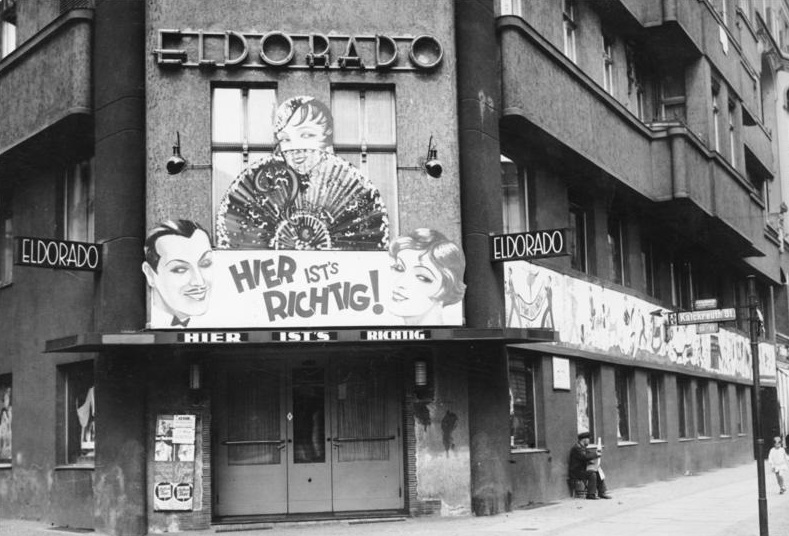
Il bar "Eldorado" a Berlino, 1932.

Nel 1921 era stato istituito il gruppo teatrale chiamato "Theater des Eros", specializzato ad attirare la comunità gay, sotto la direzione di Bruno Matusseks ed Eduard Oskar Püttmanns. Il gruppo, che ha mantenuto uno stretto rapporto con la rivista "Der Freund", affittava teatri per rappresentare opere a tematica gay per un pubblico selezionato. La prima è stata la rappresentazione del lavoro "Sein Junge" (Il figlio) di Hans Walter Wedell il 6 luglio 1921; per l'occasione tutti i biglietti andarono venduti. I lavori sono stati sviluppati in diversi teatri, e presto l'iniziativa si andò ad estendere anche ad Amburgo, nonostante le difficoltà poste dalle autorità pubbliche e le critiche interne del movimento a partire dal 1924; fatto quest'ultimo che contribuì ad accelerarne la scomparsa.
Appena giunto al potere Hitler, quale esaltatore della virilità germanica, propone di affidare la presidenza dell'"Unione degli scrittori tedeschi" al poeta austriaco omosessuale Stefan George il quale però, già molto malato, si trovò a dover rifiutare l'incarico; viene pertanto sostituito dal medico-scrittore Gottfried Benn, intimo amico di Klaus Mann, il figlio letterato - nonché omosessuale anch'egli - di Thomas Mann.
Ma oltre alla gran quantità di riviste per omosessuali, cominciano anche ad esser pubblicati vari romanzi riguardanti tale tematica
Col crescente numero di omosessuali dichiarati anche molti autori di spicco cominciano ad introdurre la questione nelle loro opere.
Quasi ogni città di grandi o anche solo medie dimensioni aveva bar e ristoranti per una clientela omosessuale; uno dei più conosciuti della capitale era "El Dorado". Si può dire che in tutto il paese, da Konigsberg a Colonia da Flensburg a Monaco, erano presenti diverse attività organizzate per gli omosessuali.
Indagare grossolanamente, senza alcun tatto sulle tenerezze sessuali che si scambiano due uomini adulti in risposta a una disposizione sentimentale che è antica quanto il genere umano... "pratiche" che non riguardano nessuno tranne gli interessati; minacciarli di carcere vuol dire aprire la strada a ricattatori di ogni specie... è un modo goffo e maldestro, secondo me, di mostrare il proprio sentire morale. Il paragrafo 175 deve essere abolito.

#### Sviluppo della prima letteratura gay
Il tema omosessuale all'interno del romanzo tra la fine del XIX e l'inizio del XX secolo, si situa nella struttura narrativa che rimanda alla "salute psicologica", cioè dell'etichettatura medica. L'estensione del modello di sessualità intermedia, grazie soprattutto all'influenza del primo movimento omosessuale, fece da impulso e stimolò a prendere posizione quegli autori che difendevano l'accettazione sociale dell'omosessualità, come nel caso di Aimée Duc (Minna Wettstein-Adelt), editrice e femminista, nel suo romanzo "Sind es Frauen?" (Sono donne? 1901) e John Henry Mackay, poeta e scrittore fautore dell'anarco-individualismo e promotore della comprensione del pensiero filosofico di Friedrich Nietzsche tra gli inglesi.
Il primo autore a presentare l'omosessualità in modo positivo è stato Adolf von Wilbrandt nel suo romanzo intitolato "Fridolins heimliche Ehe" (Il matrimonio segreto di Fridolin, 1875); qui lo scrittore adotta la teoria che vede gli omosessuali esser come uno stadio intermedio posto tra uomini e donne ed introduce il concetto di antica Grecia come età dell'oro per l'omosessualità.
 Altri hanno optato per il modello psicologico di Sigmund Freud, come lo scrittore austriaco Robert Musil ne I turbamenti del giovane Törless (1906) in cui il protagonista si lascia attrarre dal suo desiderio adolescente di tipo omosessuale (vedi omosessualità adolescenziale).

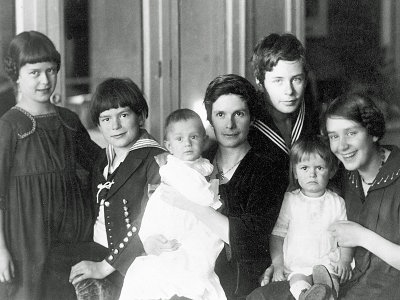
Tre dei sei figli di Thomas Mann erano omosessuali nonché letterati ed intellettuali come il padre, Klaus Mann (quinto da sinistra), Erika Mann (prima da destra) e Golo Mann.

Durante gli anni venti s'inizia invece a prendere la distanza dal modello più eminentemente medico nell'intento di esplorare alt possibilità; Peter Martin Lampel ad esempio parla di uomini che si rivolgono alla sessualità tra maschi per la cronica mancanza di donne; Klaus Mann ha utilizzato l'omosessualità come metafora per indicare coloro che si sentono in una condizione di estraneità rispetto alla società in cui sono nati e si trovano a vivere, allo stesso modo in cui fece Mackay in "Puppenjunge" (Ragazzo-bambola, 1926) che si occupa di prostituzione maschile e Hans Siemsen in "Verbotene Liebe" (Amore proibito, 1927).
 Anche il drammaturgo comunista Bertolt Brecht ha utilizzato il tema omosessuale in alcune tra le sue prime opere, intendendola però come un qualcosa di amorale quando non decisamente immorale, uno dei fattori perturbativi dell'ordine stabilito.
Alfred Döblin nel racconto "Die beiden Freundinnen und ihr Giftmord" (1924) racconta la storia di due donne che scoprono la passione e l'amore reciproco come forma di fuga e salvezza dai maltrattamenti subiti dai loro mariti. Ma il personaggio di lesbica più noto in questo periodo è certamente quello della pittrice "contessa di Geschwitz" la quale appare nelle opere Lo spirito della terra (1895) e Il vaso di Pandora di Frank Wedekind, in relazione con la protagonista Lulu: come tutti i personaggi di questo tipo del tempo anche la contessa muore in maniera tragica.
La morte dei personaggi omosessuali, così come l'assenza di scene di sessualità esplicita, erano elementi che si rivolgevano al pubblico eterosessuale, da una parte per aumentare il sentimento di compassione nei loro confronti, in secondo luogo per non offendere eccessivamente la sensibilità tradizionale: questi personaggi cercano tutti l'integrazione, non si mettono a combattere né tanto meno di ribellano, affondando invece sempre più nel loro inferno privato. Un esempio lampante è in Ferdinand Bruckner il quale nelle sue commedie "Krankheit der Jugend" (Dolori di gioventù/Gioventù malata, 1926) e "Die Verbrecher" (I criminali, 1928), parlando degli abusi a cui può giungere la giustizia penale nei confronti degli omosessuali arriva fino al punto di suggerire che, se non vengono accettati dagli altri, questi possono anche finire per diventare dei criminali psicopatici.
Le due maggiori scrittrici lesbiche del tempo sono state Christa Winsloe e Anna Elisabet Weirauch; la prima è nota soprattutto per la versione cinematografica del 1931 tratta da una sua opera Ragazze in uniforme - primo film apertamente lesbico della storia del cinema - mentre la seconda per la trilogia "Der Skorpion" (1919; 1920; 1931) incentrata sulla vita di una lesbica alla ricerca della propria identità.
Ampio successo ebbe ad avere nel 1919 anche il romanzo dell'emigrante russa Evdokija Nagrodskaja "Die bronze Tür" (La porta di bronzo) che racconta i problemi d'amore tra due persone dello stesso sesso; tradotto da Hans Effenberger arrivò alla sua quinta ristampa nel 1928.
In poesia si cela l'omosessualità nel linguaggio lirico vago che evita riferimenti espliciti; esempio più importante in tal senso è quello dato dall'opera lirica dell'austriaco Stefan George, che però si è sempre rivolto ad un generico "tu".

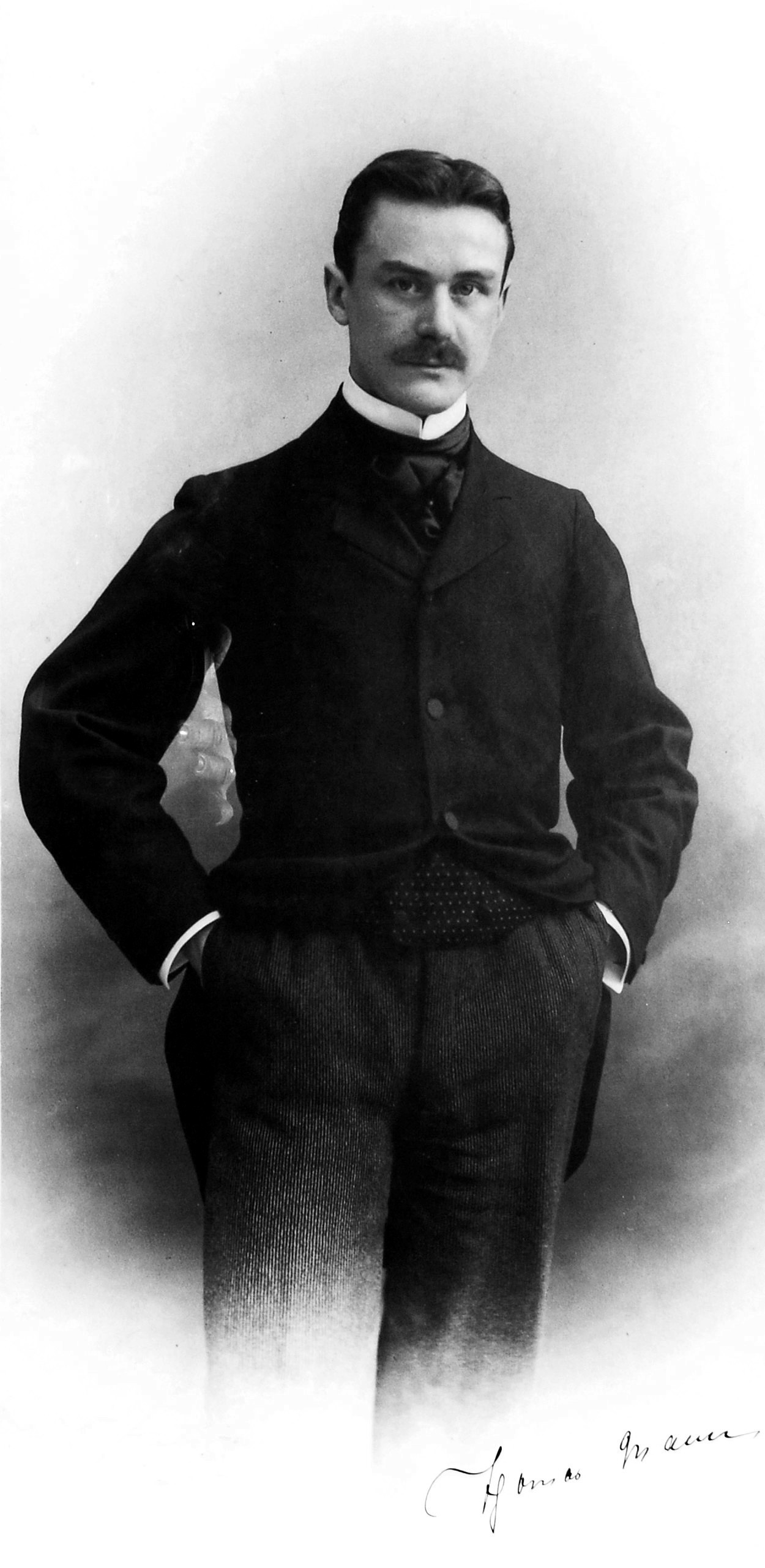
Thomas Mann a 25 anni. Nascose la propria omosessualità per tutta la vita dietro una facciata di rispettabilità borghese.

Già nel 1913 Thomas Mann aveva fatto pubblicare La morte a Venezia, uno dei suoi racconti più celebri, in cui vi è un chiaro sottotesto omoerotico che percorre tutta la storia; essa descrive in forma romanzata una storia di pederastia, l'esperienza biografica di un autore di mezza età che s'innamora di un ragazzo bellissimo. Il libro è basato su un'esperienza dell'autore stesso, rimasto segretamente affascinato e stregato da un ragazzino polacco (Władysław Moes) mentre si trovava in vacanza al lido di Venezia: epitome del solido borghese, padre di famiglia rispettato dalla società ha combattuto - come lui stesso ha ammesso nei suoi Diari - tutta la vita contro i propri desideri omosessuali.
Anche Stefan Zweig affronta il tema nel primo racconto della sua raccolta Sovvertimento dei sensi.
In un certo numero di libri e romanzi del figlio di Thomas, Klaus Mann, l'esperienza omosessuale nella vita quotidiana è centrale, da La pia danza (1926) a "Alessandro. Romanzo dell'utopia" (1929, sulla vita di Alessandro Magno), ma anche Sinfonia patetica (1935) sulla vicenda esistenziale del compositore russo omosessuale Pëtr Il'ič Čajkovskij e Finestra con le sbarre (1937) sugli ultimi giorni di vita del re Ludwig II di Baviera, tutti fatti pubblicare dalla prestigiosa casa editrice S. Fischer Verlag.
Ma è negli ultimi anni della repubblica di Weimar che cominciano ad apparire romanzi popolari a tematica gay in cui l'amore omosessuale viene descritto come qualche cosa di naturale perseguitato da una società omofobica; alcuni esempi in questo senso sono "Symphonie des Eros" (1925) di Erich Ernst e "Glück" (Felicità, 1927) di Max Schneider. Col passare degli anni il tema dell'omosessualità in generale diviene più accettabile, ma il personaggio omosessuale rimane incapace di esprimersi compiutamente, non essendo ancora in grado di sviluppare i propri sentimenti. Negli ultimi anni di Weimar, questi cominciano a combattere e resistere alla morte.

#### Stampa e riviste
Il primo magazine in assoluto dedicato alla comunità gay è stato "Uranus" (1870), a cura di Ulrichs, la prima rivista del suo genere al mondo, di cui però ne è stato pubblicato un solo numero.

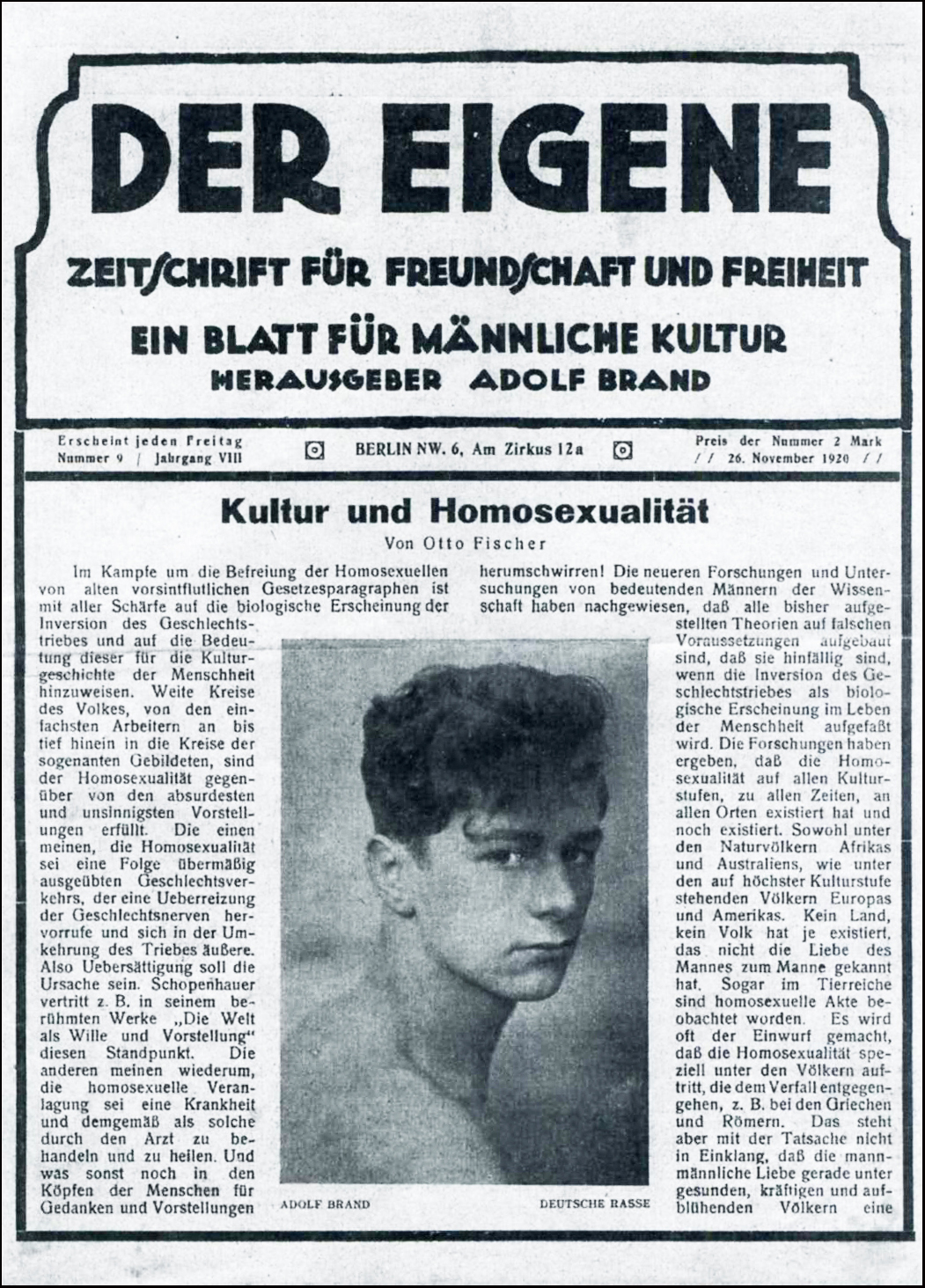
Der Eigene, 1920.

Nel 1896 intanto era stato fondato dal giovane giornalista ed insegnante Adolf Brand, nonché militante radicale fautore dell'anarco-individualismo, il primo periodico omosessuale della storia intitolato Der Eigene: prima rivista a contenuti gay - anche se per i primi due anni solo tra le righe - che ebbe una lunga durata. Di tendenza anarchica, essa è stata censurata e fatta proibire per la prima volta già nel 1898 per aver mostrato la nudità ed ha avuto inoltre ulteriori problemi con la giustizia nel 1903 per una poesia poi risultata essere niente meno che di Friedrich Schiller.
L'editore Friedrich Radszuweit promosse la pubblicazione di tutta una serie di giornali e riviste per uomini gay e lesbiche, con una tiratura per alcuni di essi che raggiungeva le centomila copie mensili; nel 1919 viene creato il settimanale "Die Freundschaft" (L'Amicizia).
Tra il 1923-25 fecero la loro comparsa molte nuove riviste; uno di questi periodici illustrati, "Die Insel" (L'Isola) nel 1930 arrivò ad avere una tiratura di centocinquantamila copie, divenendone così una delle più popolari. Erano tutte liberamente disponibili nelle edicole delle maggiori città.

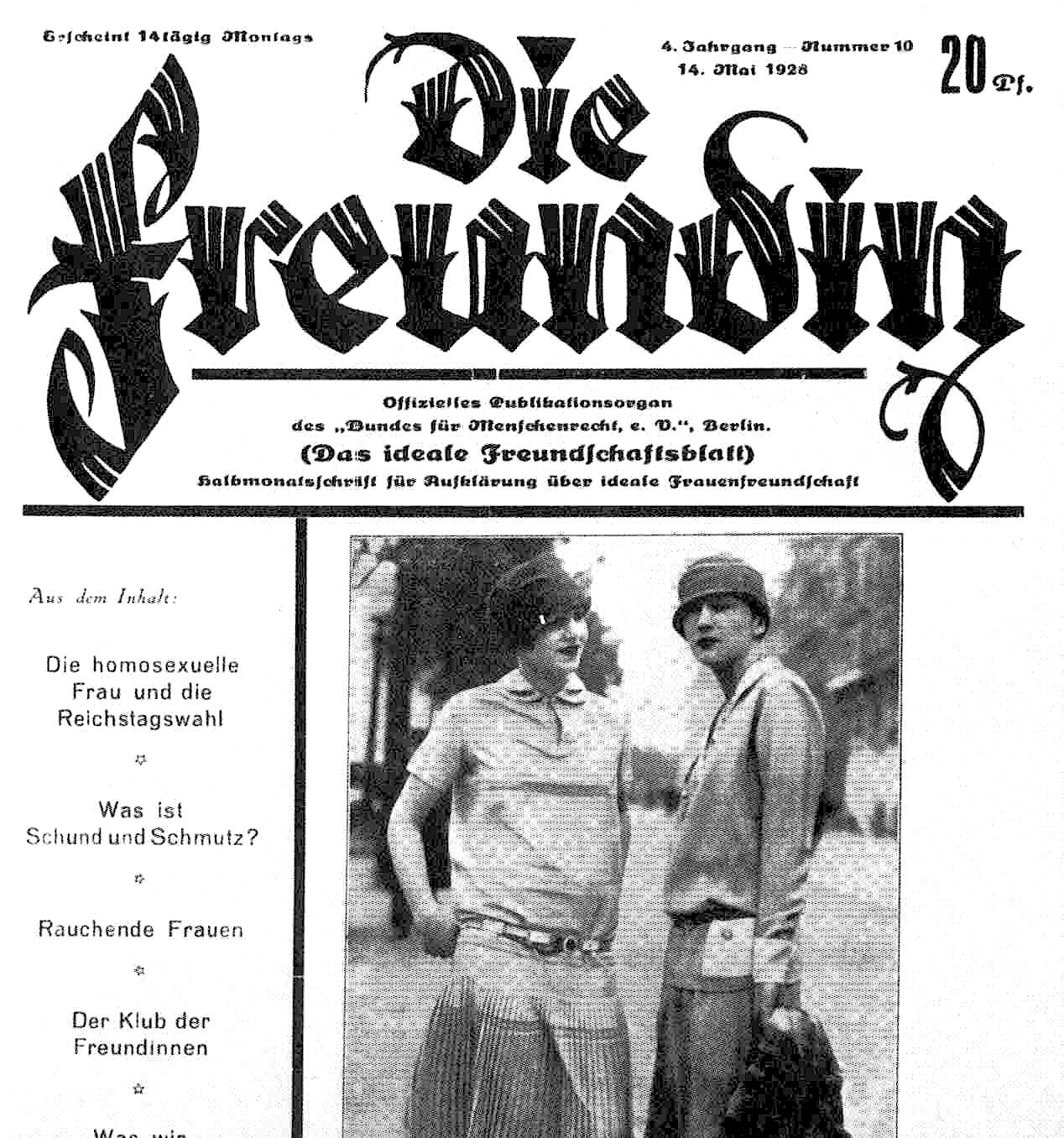
Die Freundin, 1928.

Dal 1924 poi, la stessa casa editrice fa uscire "Die Freundin" (Le amiche), rivista lesbica che ospita al suo interno anche una sottosezione dedicata agli amanti del travestitismo e che durò fino al 1933.
All'incirca dalla metà degli anni venti una delle principali attività svolte dall'organizzazione di Adolf Brand con le sue pubblicazioni è stata quella di opporsi e criticare ferocemente la teoria di Hirschfeld riguardante l'omosessualità maschile e a posizione favorevole del Comitato nei confronti degli uomini effeminati.
A Berlino fu aperta anche un'intera libreria dedicata specificamente agli omosessuali, in cui poteva essere acquistata non solo narrativa e fiction, ma anche giornali, riviste e album di fotografia erotica.

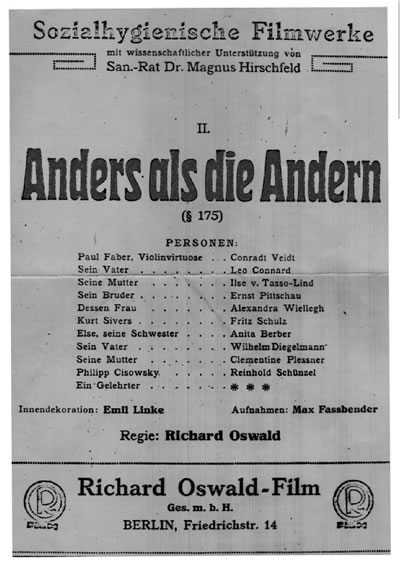
Locandina di Diversi dagli altri (1919), primo film a tematica gay del cinema tedesco.

#### Al cinema
Solitamente il primo film a tematica gay nella storia del cinema è considerato essere Anders als die Andern (Diverso dagli altri, 1919), diretto da Richard Oswald.
L'idea di realizzarlo emerse a Berlino tra gli attivisti dell'Istituto, tra cui lo stesso presidente Magnus Hirschfeld; è stata la prima pellicola cinematografica in cui il tema dell'omosessualità non solo viene apertamente dichiarato ma anche, nonostante la tragica fine della storia, trattato in forma positiva.
La vicenda narra di un musicista di nome Paul Körner (caratterizzato a un'andatura da automa, movimenti a scatti, "sguardi carichi di torbide ossessioni", interpretato da Conrad Veidt (già protagonista de Il gabinetto del dottore Caligari), che comincia a venire ricattato da un conoscente dopo averlo veduto camminare mano nella mano col suo amante, il violinista Kurt; quest'ultimo, dopo aver appreso del ricatto a cui è sottoposto Paul, scappa all'estero.
Nel frattempo il musicista fa amicizia con la sorella di Kurt, a cui prova a dimostrargli che l'omosessualità non è un'indole perversa com'ella ha sempre creduto fino a quel momento. Alla fine Paul denuncia il suo ricattatore, ma egli stesso viene condannato in base al paragrafo 175 alla pena minima, una settimana di carcere. Dopo essere uscito di prigione però la famiglia e l'intera società lo rifiutano isolandolo completamente, tanto da costringerlo al suicidio.

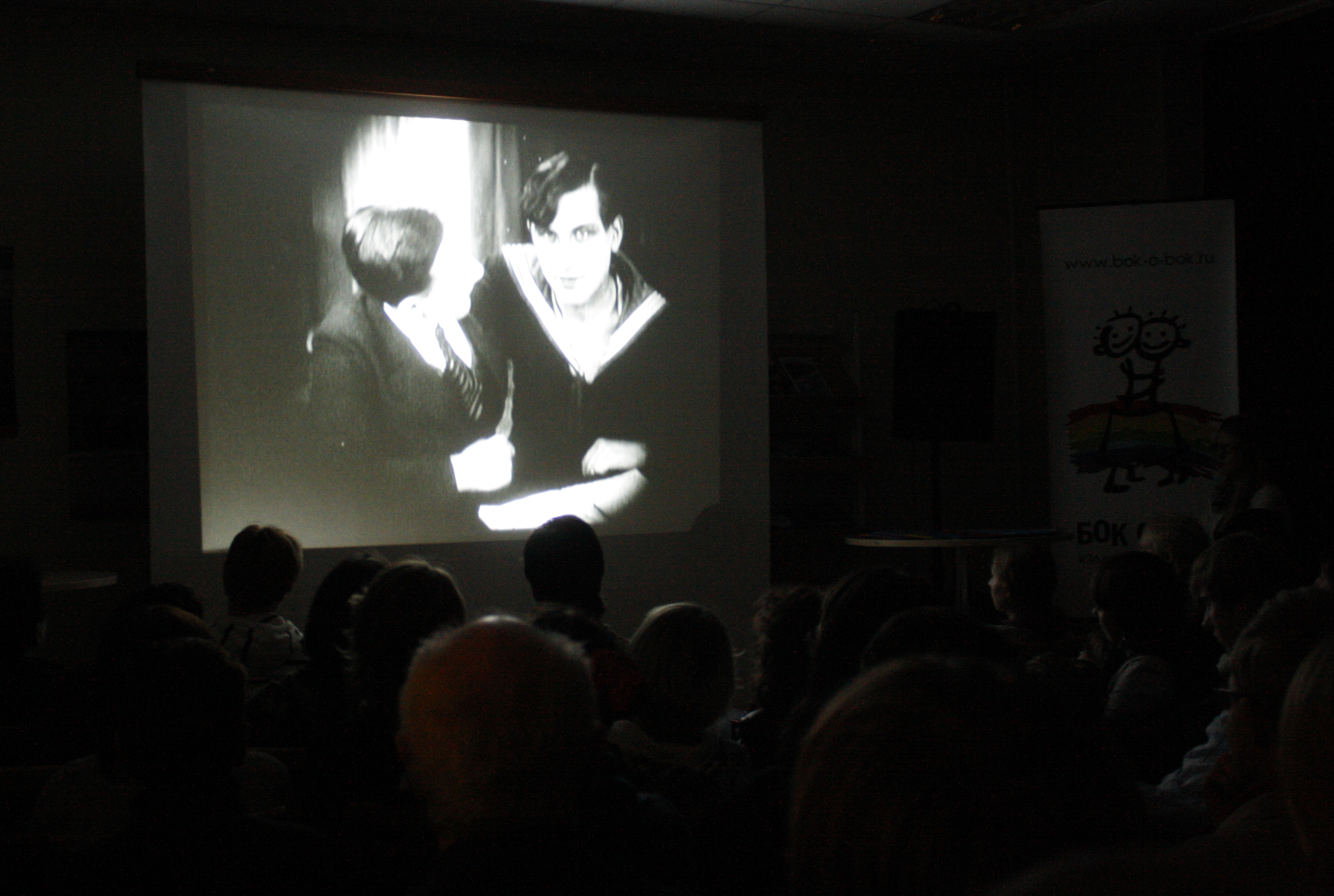
Una scena del film "Anders als die Ändern" (1919) presentato al Festival del Cinema Gay e Lesbico Internazionale "Side by Side.

La storia fa parte di quel genere di prodotti cinematografici miranti ad educare il pubblico, in questo caso sull'omofobia e sulle conseguenze di una legge discriminatoria e persecutrice; la sua uscita ha causato immediatamente polemiche e proteste, tanto da esser stato uno dei motivi del ripristino della censura preventiva in Germania.
Il film è stato considerato perduto fino a quando non ne fu ritrovata una copia relativamente completa nel 1979 in Ucraina. Nel 1998 si è operato il restauro dell'intera pellicola, aggiungendovi ulteriori spezzoni rinvenuti, riportandolo come doveva essere secondo la versione parzialmente modificata del 1927 sulla base di altre copie frammentarie raccolte e conservate tra Mosca, Berlino e Francoforte sul Meno.
Nello stesso anno 1919 viene girato "Aus eines Mannes Mädchenjahren" (Sull'adolescenza femminile di un uomo) di Karl Grune e Paul Legband, basato sul libro omonimo di Karl M. Baer uscito nel 1907; la storia racconta l'infanzia e la giovinezza dello stesso autore il quale, a causa della propria intersessualità (o pseudo-ermafroditismo) viene allevato come fosse una ragazza, nonostante egli si senta in tutto e per tutto un uomo. Di questa pellicola non si conoscono né spezzoni conservati né copie complete sopravvissute fino ad oggi.
Il travestitismo e la bisessualità giocano un ruolo di primo piano in Vittorio e Vittoria del 1933, la cui vicenda è stata riproposta più volte nel corso della storia del cinema, nel 1957, nel 1982 (Victor Victoria) ed infine anche nel 1995.
Del 1924 è invece Desiderio del cuore (intitolato anche "Mikaël o la storia del terzo sesso") del grande regista danese Carl Theodor Dreyer, basato su un precedente film svedese del 1916, Vingarne diretto da Mauritz Stiller; la storia riprende quella narrata nel libro "Mikael" di Herman Bang. Vi si narra la vicenda di uno scultore di mezza età che s'innamora del suo apprendista modello, un bel giovane: il film mostra l'omoerotismo che pervade l'intera trama in un modo quantomai sottile, attraverso gli sguardi e l'atmosfera generale dell'ambiente. Anche qui però la storia si conclude tragicamente con la morte dello scultore per amore del suo ragazzo.
Del 1928 è Sesso incatenato di Wilhelm Dieterle, una storia d'amore omosessuale tra prigionieri con finale drammatico; il film aveva lo scopo di denunciare il divieto delle visite coniugali in prigione.
Il primo film a tema lesbico è stato, come già detto, Ragazze in uniforme di Leontine Sagan, ispirato ad un'opera teatrale di Christa Winsloe: l'argomento tratta di una ragazza adolescente che vive come interna in un severo collegio femminile e che finisce con l'innamorarsi di una delle sue professoresse. Dopo esser venuto a conoscenza dell'infatuazione dell'allieva per la donna il preside decide di far allontanare immediatamente la ragazza, il che la porta a commettere suicidio. Il film in realtà è stato girato con due finali, solo nel primo dei quali la ragazza muore (conclusione questa adottata nella versione statunitense degli anni 1950), mentre nel secondo le compagne riescono a salvarle la vita.
A tema lesbico è anche "Anna und Elisabeth" (1933) di Frank Wysbar, anche se è possibile interpretare l'azione all'interno del filone che rimanda all'amicizia romantica.

#### Cabaret e musica
Soprattutto durante gli anni venti gli spettacoli di cabaret hanno avuto un enorme sviluppo e i vari teatri divennero centri sperimentali e d'avanguardia, partecipi di una vera e propria rivoluzione intellettuale e morale che per la prima volta nella storia infrangeva un tabù, quello dell'attrazione sentimentale e amorosa tra persone dello stesso sesso.
Durante tutta l'epoca del Secondo Reich, sottoposto a stretta censura, ove non era permesso in alcuna maniera fare satira politica, le cosiddette "deviazioni sessuali" sono state ampiamente utilizzate per criticare la società in generale e la borghesia in particolare, tradizione questa che si mantenne, seppur rinnovata, anche dopo la prima guerra mondiale.
È interessante notare il fatto che il cabaret per poter sopravvivere dipendeva proprio dal denaro che gli portava la classe media borghese tanto criticata, in una stretta commistione tra i due tanto da far commentare a Tucholsky: i cabaret sono impregnati di una strana ambizione, quella di essere aggressivi senza però offender nessuno.
Pochissimi erano comunque i cabarettisti dichiaratamente gay, che lo dimostravano o attraverso i propri testi o tramite il travestitismo; alcuni tra i suoi maggiori esponenti sono Hubert von Meyerinck, Curt Bois, Hans Deppe e Wilhelm Bendow.
Anche il lesbismo era uno dei temi trattati, com'è dimostrato dall'allora famosa canzone "Wenn die beste Freundin" portata in auge da Margo Lion e da una giovane Marlene Dietrich. Alcuni cantanti di spicco, come ad esempio Paul O'Montis, Heinz Rühmann e Claire Waldoff eseguirono testi che giocano molto con l'ambiguità sessuale. Ma tutte queste canzoni sono solo sofisticate ed ingegnose opere d'intrattenimento, diversioni spiritose, dove si deve spesso cercare il sottotesto omosessuale tra le righe.
La canzone più importante per gli omosessuali tedeschi, ma non solo, del tempo è stata Das lila Lied del 1921 la quale divenne il primo autentico "inno gay" della storia; composta da Kurt Schwabach con musiche di Mischa Spoliansky, è dedicata a Hirschfeld ed è interessante notare il riferimento corale proprio al film del 1919 Diversi dagli altri.
A quanto pare non è stata cantata molto spesso in pubblico e esiste solamente una registrazione dell'epoca in cui il coro canta il ritornello completo, ma la sua fama divenne in brevissimo tempo leggendaria e la sua musica molto popolare, arrivando ad avere una seconda versione ancor più scandalosa in "Sei meine Frau auf vierundzwanzig Stunden" (Sei mia moglie per 24 ore).
Per molti tra i militanti della prima ora a difesa dei diritti degli omosessuali è rimasta un'eccezione nel suo tempo: Siamo diversi dagli altri. Ma noi sappiamo com'è questo sentimento, perché siamo tutti figli di altri mondi, amiamo solo la notte viola, che è vergognosa, perché siamo diversi dagli altri.
Questo fiorente sviluppo artistico all'interno del mondo dello spettacolo e dell'intrattenimento subì un'improvvisa interruzione con l'ascesa al potere di Hitler, concludendosi del tutto con la fuga di molti tra i maggiori artisti negli Stati Uniti, come fecero ad esempio la stessa Marlene Dietrich e Friedrich Hollaender, o in altri paesi o rimanendo in esilio interno come Claire Waldorf.
Bendow finì in un campo di concentramento per aver levato a voce troppo alta critiche al nuovo regime; Paul O'Montis morì nel campo di concentramento di Sachsenhausen in quanto ebreo e omosessuale; Robert T. Odeman e Bruno Balz riuscirono invece a sopravvivere.
La quasi totalità di tale espressione musicale è stata completamente dimenticata fino alla fine del '900, quando le registrazioni delle performance di Ute Lemper tornarono alla luce, con la conseguente edizione di CD dedicati alla "Schwule Lieder" (canzone gay)..

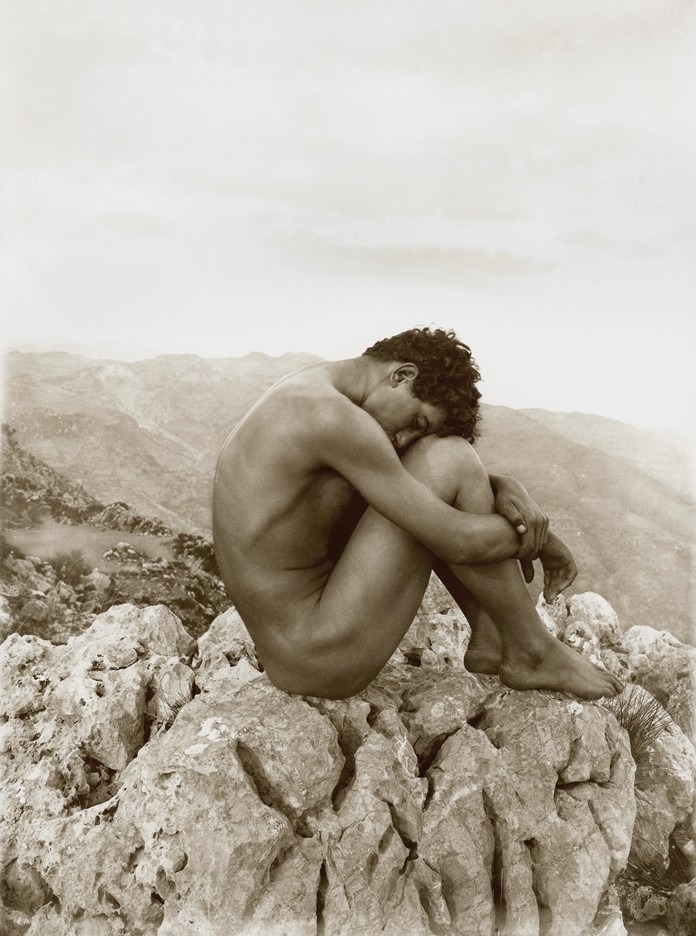
"Caino" (1902 circa). Una delle foto più famose di von Gloeden, che imita il dipinto Giovane uomo nudo seduto in riva al mare di Hippolyte Flandrin.

#### Fotografia e pittura
All'interno della fotografia omoerotica si evidenzia, tra gli altri, il lavoro di Wilhelm Humboldt, uno dei primissimi a rappresentare il nudo maschile nella fotografia.
Wilhelm von Gloeden, fotografo di posa che ha realizzato tutto il suo vasto lavoro in Italia, ha preferito eseguire immagini in stile classicheggiante che ricordassero l'antica Grecia, essendo tra i suoi giovani modelli preferiti i ragazzi siciliani.

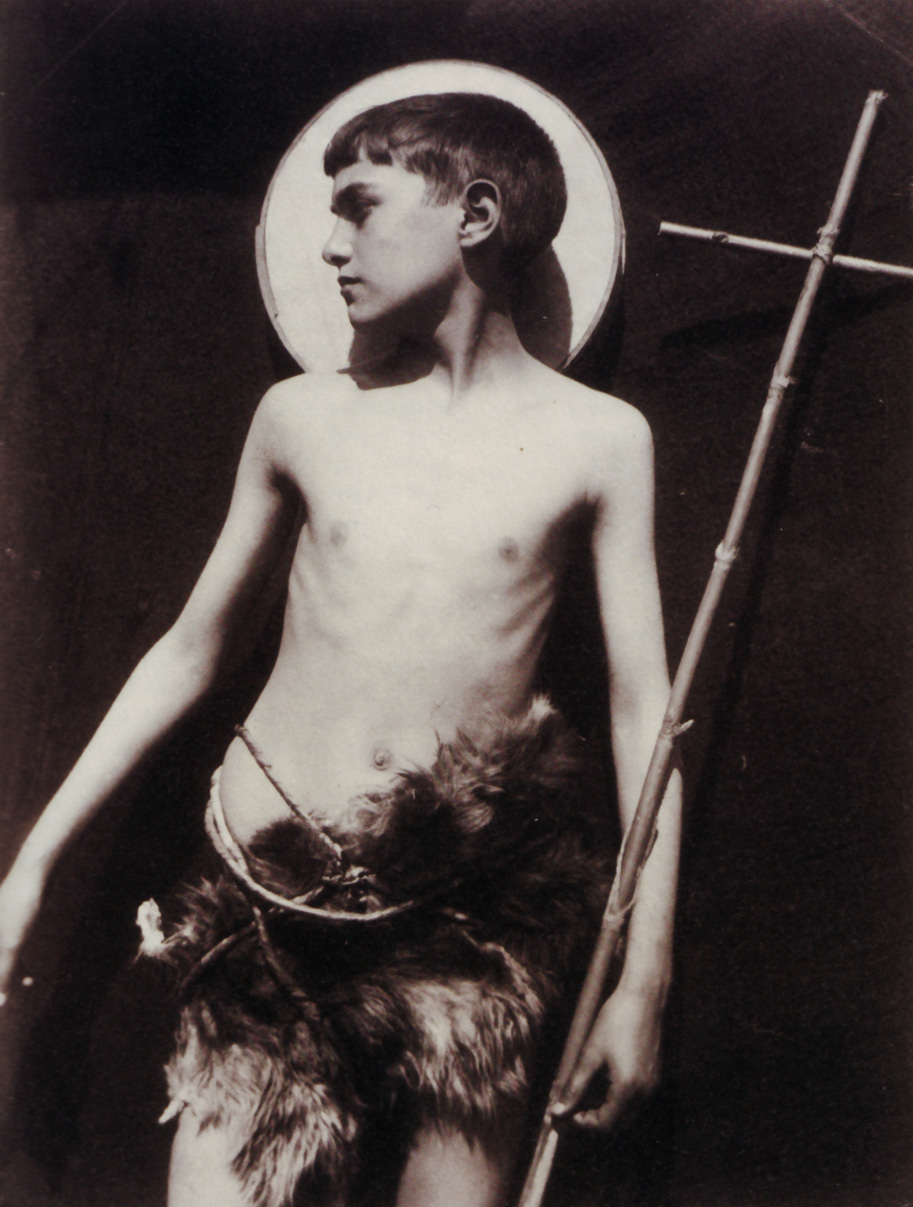
Un ragazzo nella posa di San Giovanni Battista, 1890. Foto di
Wilhelm von Plüschow.

Da ricordare poi anche l'opera di altri due fotografi tedeschi che hanno sviluppato la maggior parte del loro lavoro in Italia, Wilhelm von Plüschow (seguace nonché cugino di Gloeden) e Arthur Schulz.
Più moderno rispetto ai precedenti è Herbert List, meglio conosciuto per il suo lavoro svolto all'interno del mondo della moda; egli ha dato tutta una nuova raffinatezza all'immagine omoerotica: all'interno di questo gruppo d'innovatori si deve menzionare almeno anche Horst P. Horst.
Una delle pittrici più importanti ad emergere durante la repubblica di Weimar è stata Jeanne Mammen, lesbica, che si è dedicata nel corso degli anni tra le due guerre mondiali a dipingere il mondo sotterraneo delle lesbiche berlinesi; ha realizzato molte scene all'interno di locali, negozi o a letto, donando una certa base di tenerezza e calore ai loro personaggi, per non parlare di un certo tocco satirico che pervade le raffigurazioni.
Pur essendo stata la prima artista che osò celebrare il lesbismo in forma così palese, la Mammen passò quasi del tutto inosservata durante il Terzo Reich e poté quindi continuare a dipingere liberamente fino alla sua morte avvenuta nel 1976.
Un'altra artista che ha ampiamente rappresentato le donne nella sua opera è stata Hannah Höch, pittrice bisessuale affiliata al Dadaismo e al Surrealismo; nel periodo tra le due guerre ha utilizzato principalmente la tecnica del collage, oltre per criticare la società borghese e la sua politica anche per realizzare opere che rimandano alla sessualità e all'identità di genere.

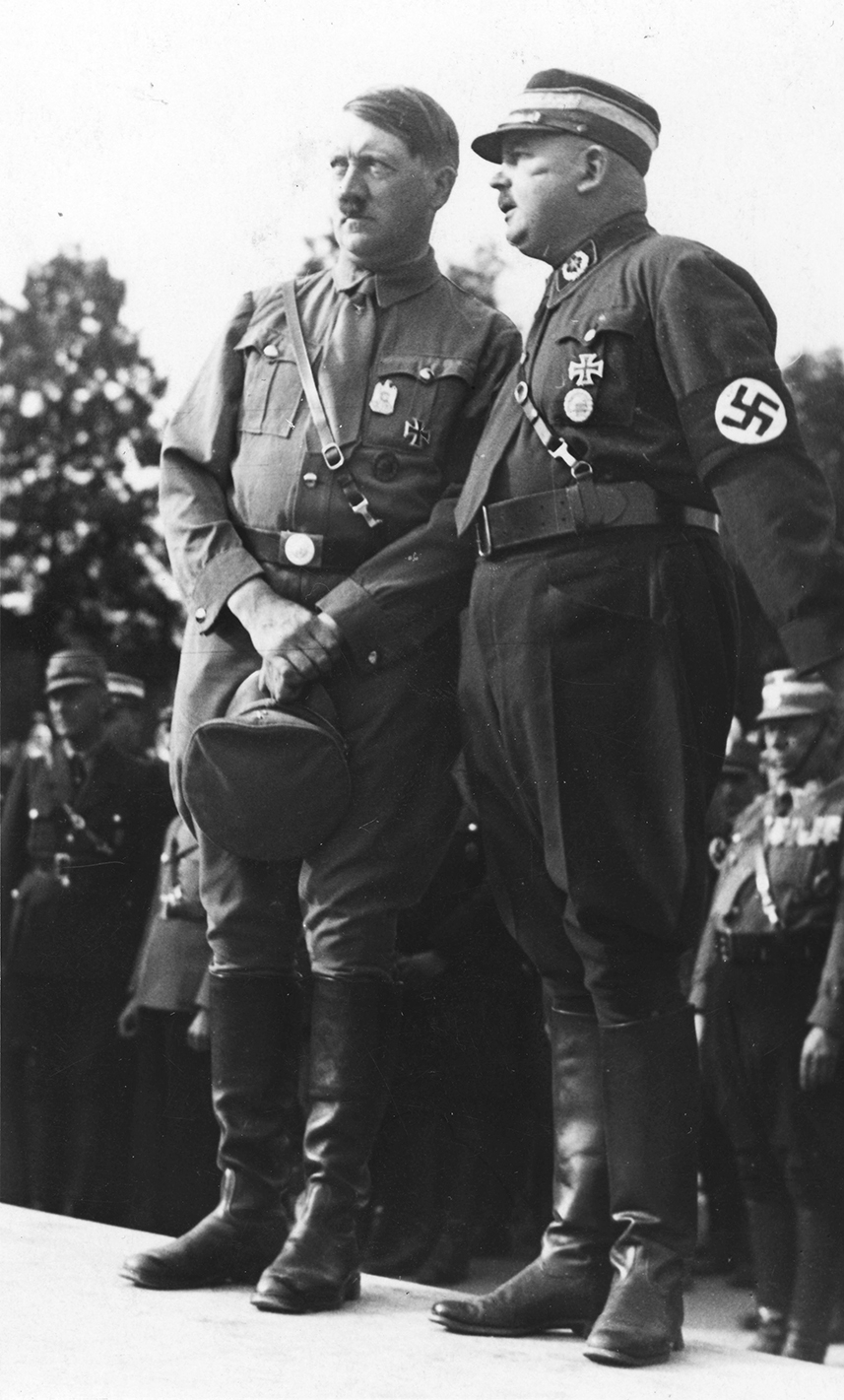
Adolf Hitler a fianco di Ernst Röhm.

## Nazismo e Seconda Guerra Mondiale
La persecuzione degli omosessuali durante il regime nazista, nonostante i notevoli sforzi per estenderla compiuti da alcuni membri della dirigenza, in particolare Heinrich Himmler, non ha mai raggiunto una metodologia sistematica in grande scala come quella utilizzata per l'eliminazione di altri gruppi considerati nocivi, soprattutto se paragonata al tentativo di genocidio (e passato alla storia come Shoah) attuato contro il popolo ebraico.
Non vi era una rete omicida diffusa capillarmente contro tutti gli omosessuali indistintamente e solamente una percentuale relativamente minoritaria di essi è stata fermata, arrestata o inviata in campo di concentramento: un'altra differenza rispetto agli Ebrei è che gli omosessuali furono perseguiti solo all'interno del Reich e nelle zone direttamente annesse, non nei territori europei occupati delle altre nazioni.
Vi sono diverse ragioni per questo modo di procedere; da un lato il regime perseguita e condanna solo gli "atti" (anche fossero soltanto supposti) e non le "tendenze" (il paragrafo 175 criminalizza d'altronde la "pratica", ossia la sodomia, il sesso anale e il rapporto sessuale gay, non il modo d'essere o di fare), distinguendo inoltre con estrema chiarezza tra omosessuali sedotti e quindi in grado di essere curati attraverso la castrazione o altri metodi, e quelli invece considerati irrecuperabili (che lo erano per predisposizione innata).
Vi è ad esempio il caso riguardante lo scrittore ed editore Friedo Lampe il cui libro "Am Rande der Nacht" (1933, Ai confini della notte) è stato censurato e posto sotto sequestro da parte del regime nazista, per colpa delle molte scene gay descritte: Lampe ha potuto continuare abbastanza tranquillamente a lavorare e pubblicare le sue opere a Berlino, nonostante la sua omosessualità fosse dichiarata e nota a tutti. Ci sono anche casi documentati in cui l'imputato omosessuale venne difeso dai vicini di casa, evitandone così l'arresto. In generale è stato possibile occultare la propria omosessualità anche attraverso matrimoni di convenienza.
I "reparti d'assalto", la formazione paramilitare irregolare conosciuta come SA nasce nel 1921 e diverrà una sorta di guardia personale di Hitler; al loro interno dominava una componente omosessuale molto ben ramificata; Ernst Röhm ne era il leader più importante. Rohm era un omosessuale dichiarato che dichiarava allegramente la propria profonda avversione e ripugnanza verso il corpo femminile (affermava di non aver mai commesso atti contro la sua natura, cioè di non esser mai stato assieme ad una donna): fino a quando, durante la notte dei lunghi coltelli del 1934 non vennero tutti fatti assassinare, o alla prigione di Stadelheim oppure nel campo di concentramento di Dachau.
Uno dei più stretti collaboratori di Rohm, Karl Ernst, prima di aderire alle SA aveva svolto il lavoro di buttafuori in una discoteca gay.

### Pensiero ideologico
L'omofobia del Partito Nazionalsocialista dei Lavoratori Tedeschi (NSDAP) rimane inizialmente in secondo piano rispetto all'antisemitismo, che è subito e rimarrà sempre il suo fronte di battaglia più visibile; né l'ideologia programmatica del partito né il Mein Kampf (1923) contengono frasi esplicite contro l'omosessualità. Nel 1928, ad una domanda al riguardo posta dai redattori della rivista Der Eigene, alcuni funzionari nazisti però rispondono così:
 Poco dopo, nel 1930, il Völkischer Beobachter (organo ufficiale del partito), compara gli omosessuali con la peggior specie dell'anima ebraica, consigliando quindi di trattarli e considerarli come criminali aberranti.
L'atteggiamento assunto dal nazionalsocialismo nei confronti dell'omosessualità può essere suddiviso in tre filoni principali: il primo, il cui membro più noto è Ernst Röhm - capo delle SA ed egli stesso omosessuale (assieme a molti degli altri alti dirigenti della sua stessa formazione paramilitare) - sostiene l'accettazione attraverso l'eliminazione degli articoli penali discriminatori; il secondo sarebbe stato rappresentato da Hitler in persona, che pare non avesse nulla di personale contro di loro fintanto che si mantenevano discreti; infine vi erano quelli più profondamente omofobi, tra i quali spicca Heinrich Himmler, che sarebbe ben presto diventato il capo incontrastato delle SS.
L'omosessualità di Röhm è stata impiegata in questi anni proprio dall'opposizione di sinistra, socialisti e comunisti, per attaccare il partito nazista; soprattutto il quotidiano "Münchener Post" di tendenza socialdemocratica; ma anche altri, come il "Welt am Montag", che ha preso i casi d'incriminazione per omosessualità di membri di spicco delle SA per mettere in ridicolo la totalità del movimento delle "camicie brune". Anche giornali stranieri, esuli ed intellettuali come Bertold Brecht hanno impiegato la stessa strategia: Brecht in versi deride Hitler e l'evento della notte dei lunghi coltelli come una battaglia tra amanti omosessuali (cioè tra Röhm ed Hitler stesso).
La questione della presunta omosessualità di Hitler è stata poi ripresa dallo storico ebreo-tedesco Lothar Machtan nel suo libro Il segreto di Hitler (Rizzoli 2001); tesi che è stata criticata da altri storici, quali Hans Mommsen e Ian Kershaw, come estremamente dubbia.
Machtan cita numerose testimonianze e documenti i quali comproverebbero che le amicizie maschili del Führer siano in realtà state relazioni amorose; dal punto di vista psicologico la tesi che prevale è quella di una sorta di omosessualità latente associata a forti impulsi masochistici vissuta - e rimossa - con gran senso di colpa. Un fatto corroborato è in ogni caso la forte presenza iniziale di personalità omosessuali anche tra i più alti gradi delle file del movimento nazista; ovviamente il nazismo non incoraggiava affatto l'omosessualità; ma certi suoi principi e ideali, nonché alcune strutture organizzative soprattutto in campo giovanile, affidate alla guida di omosessuali acclarati, ne favorirono in alcuni casi la promozione.

### Omoerotismo nell'arte nazista
Nonostante la persecuzione degli omosessuali tramite il paragrafo 175 ed il fatto che regime abbia respinto tutto ciò che li rappresentava apertamente come segno di decadenza, quindi degenerato e spregevole, c'è nonostante tutto una corrente improntata ad un certo omoerotismo all'interno dell'arte di stampo fascista. La rappresentazione idealizzata della forza fisica, l'eroismo ideal-romantico e la mascolinità esagerata, spesso raffigurata da atleti, soldati e lavoratori ha avuto una componente omoerotica. Hitler voleva mostrare attraverso l'immagine della rappresentazione della razza ariana idealizzata (anche attraverso la "bellezza nordica"), la differenza radicale rispetto agli Ebrei, deboli e corrotti, che venivano in tal modo a rappresentare la bruttezza assoluta e più ripugnante.
All'interno dell'ambito cinematografico possono essere citati come esempi il film-documentario Olympia (1938) di Leni Riefenstahl sui Giochi della XI Olimpiade, con i suoi atleti alti e biondi, nudi e vigorosi, ma anche Hitlerjunge Quex: Ein Film vom Opfergeist der deutschen Jugend (1933) di Hans Steinhoff (la storia di un ragazzino appena adolescente che diventa nazista nonostante l'opposizione del padre sindacalista; il giovane finisce col rimanere ucciso per strada mentre dispensa volantini inneggianti ad Hitler per opera dei "brutti e cattivi" comunisti) e Besatzung Dora (1943) di Karl Ritter (sulla vita tutta al maschile dei soldati nel fronte orientale. Nell'arte della pittura è un buon esempio "Wassersport" (1936, che mostra vogatori muscolosi che gareggiano l'uno di fianco all'altro)) di Albert Janesch
Ma ciò si vede meglio ancora nella scultura di Arno Breker e Josef Thorak. Breker è diventato, con le sue sculture di maschi giganti nudi, uno degli artisti più importanti adoperati dal regime, con un laboratorio di lavoro che arrivava ad impiegare centinaia di collaboratori. I suoi gruppi scultorei di uomini preparati per combattere, strettamente abbracciati ad altri compagni feriti, uniti assieme nello sport e nel duro lavoro, rendono le sue opere schematicamente e facilmente riconoscibili come icone del regime.
La stessa cosa d'altra parte afferma anche Dominique Fernandez ne Il ratto di Ganimede che "i loro [di fascismo e nazismo] atleti e i loro guerrieri, troppo virili, hanno l'aria di posare per riviste gay. Assenza di ambiguità, bellezza troppo perfetta, posizioni ostentate, arte superficiale da manifesto: tutti i fantasmi dell'immaginario omosessuale si scatenano in queste figure erotizzate a oltranza" (al riguardo basti solo pensare - da parte italiana - alle sculture dello Stadio dei marmi di Roma prodotte negli anni trenta per volere del duce Benito Mussolini).

### Declino e scomparsa del movimento omosessuale

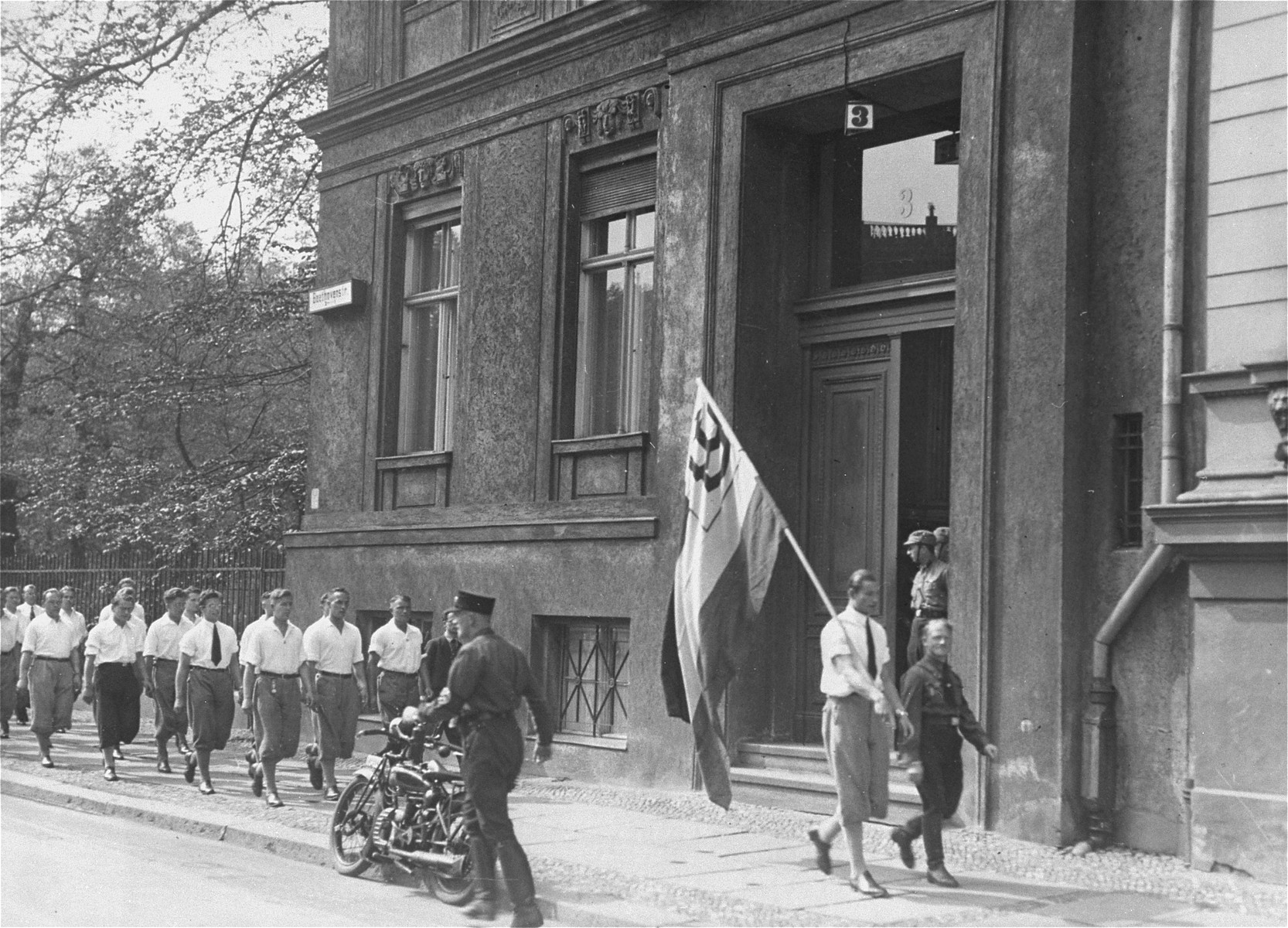
Sfilata dei giovani studenti nazisti davanti al portone dell'Institut für Sexualwissenschaft a Berlino, poco prima del saccheggio e la confisca di tutti i suoi documenti.

Il primo movimento omosessuale era già in fase di declino dalla fine degli anni venti. La richiesta pluridecennale di rimuovere dal diritto penale il paragrafo 175 non era mai riuscita a giungere a buon fine; le discussioni al riguardo sono proseguite fino al principio del 1933 quando vi fu la nomina di Hitler al cancellierato.
Nel 1930 lo NSDAP era già riuscito a diventare la seconda più grande forza in parlamento con le SA che avevano già iniziato a spadroneggiare. L'atmosfera si era velocemente fatta così pericolosa e pesante che lo stesso Thomas Mann assieme alla famiglia ha deciso di non fare più ritorno in patria dopo uno dei suoi viaggi all'estero compiuti alla fine del 1932, andando invece dritto in esilio in California.
Le minoranze sessuali auto-dichiarate, esibite ed ostentate, però non rientrano, com'è facilmente immaginabile, nell'ideologia della pura razza ariana, secondo la quale qualsiasi alternativa della sessualità che si situasse al di fuori del "matrimonio ariano" era considerata come una cosa sporca e pericolosa. L'inasprimento della persecuzione dei gay in questi anni con la conseguente volontà di sottoporre a castrazione tutti i condannati associati ad una qualche forma di corruzione dell'igiene razziale (vedi eugenetica) propugnata, era un tentativo di proteggere la "razza pura" per eccellenza dall'influenza e dalla degenerazione infettiva costituita, oltre che dagli Ebrei, anche da zingari (Rom e Sinti), gli affetti da handicap fisici, pazienti psichiatrici e per l'appunto "gli invertiti".
Fin dai primi mesi dopo che i nazisti salirono al potere vennero emanati diversi decreti riguardanti la chiusura di istituzioni immorali (unsittlich), locali e luoghi d'incontro per gay e lesbiche; la prostituzione venne inoltre messa fuori legge in quanto dissolutezza innaturale che viene a costituire di fatto un tradimento verso la razza. A seguito di questa legislazione restrittiva vengono chiusi la maggior parte dei caffè e dei bar noti come luoghi d'incontro e di associazionismo per omosessuali.
Viene fatta chiudere anche la maggioranza delle cosiddette "riviste sporche" (Schmutzschriften) tra le quali vi si trovano anche le varie edizioni di periodici informativi e artistici rivolti a gay e lesbiche. Nel mese di febbraio 1933 il ministero dell'Interno ordina l'immediata e definitiva chiusura di tutti i locali e riviste che erano in qualche modo correlati all'ambiente gay; tra le pubblicazioni vietate vi sono riviste come "Blätter für Menschenrecht", "Die Insel", Der Kreis e altre. Entro il marzo 1933 sono bloccate anche tutte le restanti pubblicazioni che affrontano tematiche LGBT. Tuttavia "Der Kreis" riesce in parte a spostare sede e collaboratori nella neurtale Svizzera e a continuare così la sua opera informativa; sarà l'unica pubblicazione in lingua tedesca a descrivere e raccontare la vita degli omosessuali in Germania durante quel periodo (chiuderà definitivamente solo nel 1951).

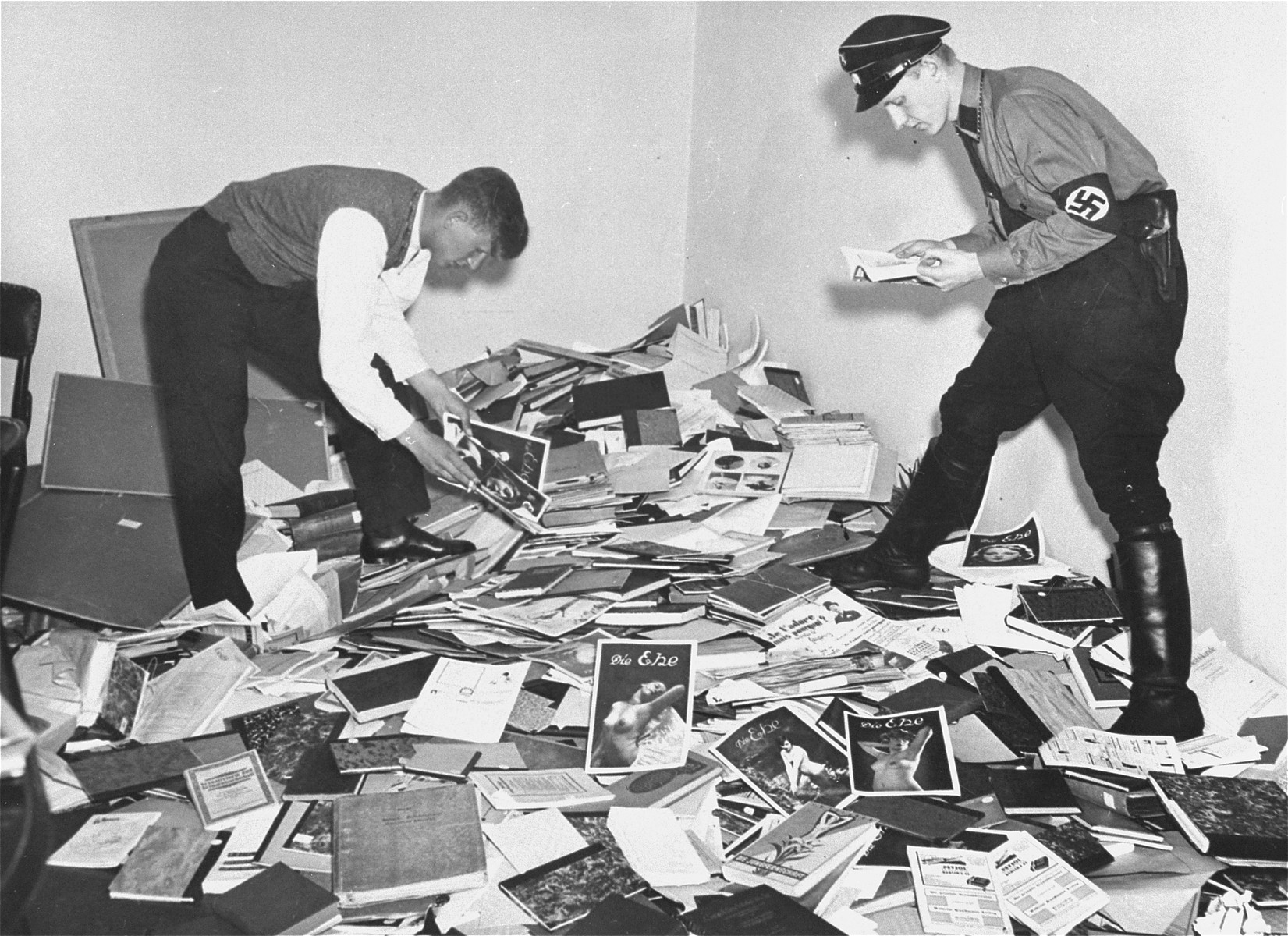
Distruzione della biblioteca dell'Institut für Sexualwissenschaft, raccolta in 35 anni da Magnus Hirschfeld.

Intanto, dopo la morte dell'editore e scrittore Friedrich Radszuweit avvenuta nel 1932, proprio nel mese di gennaio 1933 era morto a causa di una polmonite il sostituto segretario del Wissenschaftlich-humanitäres Komitee allora in carica, Richard Linsert, che era stato per molti anni una delle pietre miliari del Comitato affiancando Hirschfeld e poco dopo tutto quel che rimaneva di esso - attivo dal lontano 1897 - fu sciolto; Magnus Hirschfeld il quale si trovava in quel momento per puro caso all'estero per una conferenza non poté così più far ritorno in patria (morirà a Nizza nel 1935, dopo essersi auto-esiliato in Svizzera)).
Ai primi di maggio 1933 l'Institut für Sexualwissenschaft a Berlino viene chiuso definitivamente, il giorno 6 i nazisti vi fanno irruzione saccheggiando ed incendiando tutto. Il 10 si svolgono i Bücherverbrennungen, i roghi dei libri di quegli autori contrari al nuovo "spirito tedesco" e facendo così tornare drammaticamente alla memoria le parole del poeta ebreo-tedesco Heinrich Heine che, nella prima metà dell'800 ebbe a formulare questo assunto: "chi comincia col bruciare i libri finisce poi col bruciare gli esseri umani".
Entro il mese di giugno saranno costrette a cessare le loro attività e scomparire tutte le organizzazioni omosessuali operanti fino a quel momento nel paese.
Il decreto attuativo del 26 giugno 1935 adotta modifiche ed emendamenti alla legge sulla "prevenzione delle malattie genetiche" (o prevenzione della prole ereditariamente malata-Gesetz zur Verhütung erbkranken Nachwuchses) secondo la quale veniva autorizzata la castrazione (definita "volontaria") per gli uomini omosessuali o già precedentemente condannati ai sensi del paragrafo 175 se vi fosse un pericolo del ripetersi di tale crimine contro la razza.

### La Notte dei lunghi coltelli e la vicenda Fritsch
Dal momento dell'avvento di Hitler al potere, le SA e la Gestapo divennero padrone incontrastate della strada; poterono iniziare così in grande stile l'opera di persecuzione, con arresti e deportazioni in campo di concentramento per Ebrei, comunisti, socialdemocratici, sindacalisti, zingari ed in generale per tutti coloro che si opponevano, in un modo o nell'altro, al nuovo regime. Gli omosessuali paiono non esser stati inizialmente eccessivamente influenzati dal cambio di governo in senso autoritario; alcuni giudici nazisti avrebbero in seguito affermato che ciò era dovuto in parte al timore di attirarsi le ire di Ernst Röhm, capo incontrastato delle SA ed omosessuale dichiarato.
Röhm era diventato col tempo una delle persone più potenti della dirigenza militare del nazionalsocialismo; ministro senza portafoglio dal dicembre 1933, ai suoi comandi vi era un autentico esercito parallelo composto da quattrocentomila uomini, pronti ad eseguire immediatamente qualsiasi ordine provenisse da lui. Hitler gli aveva ripetutamente assicurato apprezzamento e fiducia, l'ultima volta ai primi di giugno del 1934, ma sembra che le sue inclinazioni eccessivamente improntate ad uno spirito perennemente rivoluzionario abbiano cominciato infine ad attirargli l'astio della borghesia più filo-nazista ma al contempo antirivoluzionaria, oltre che tra le file degli alti gradi dell'esercito regolari, che vedevano nella sua truppa un costante e pericoloso avversario.
All'alba del 30 giugno 1934, in un evento che è passato alla storia come la notte dei lunghi coltelli (nome in codice "operazione colibrì"), su direttiva esplicita di Hitler, venne fatto arrestare e giustiziare l'intero vertice dirigente ed esecutivo delle SA, più altri vari oppositori del regime, per un totale di più di un centinaio di persone. Röhm, dopo esser stato espulso dall'associazione degli ufficiali tedeschi è incarcerato ed il giorno seguente assassinato con due colpi di rivoltella da Theodor Eicke, ufficiale delle SS e primo comandante del campo di concentramento di Dachau. Durante l'epurazione vengono fatti uccidere anche Karl Ernst, Edmund Heines, Paul Röhrbein (amante di Ernst), Hans Walter Schmidt (amante di Heines) e Hans Erwin von Spreti-Weilbach (amante di Rohm), tutti facenti parte della cosiddetta "banda o cricca degli omosessuali" posta ai vertici delle SA.
La giustificazione ufficiale data da Hitler fu quella di un tentativo di colpo di Stato ordito dai comandanti in capo delle SA, non si dimenticò però di menzionare anche l'omosessualità di Röhm e dell'intera cupola dirigente a lui più vicina, accusandone velatamente tutti i componenti di ripetute perversioni sessuali commesse con maschi minorenni. I grandi perdenti di quella resa dei conti sanguinaria fu proprio la componente omosessuale più vicina ai vertici nazionalsocialisti; da quel momento in poi la retorica e propaganda omofobica entrò sempre più a far parte dell'ideologia nazista, cosa questa utilizzata ampiamente con lo scandalo Blomberg-Fritsch.
Nel gennaio 1938 era stato scoperto che il generale Werner von Blomberg ed attuale ministro della guerra aveva sposato una donna che era stata registrata a Berlino come prostituta; costretto alle dimissioni, uno dei maggiori candidati a succedergli, assieme a Hermann Göring ed Heinrich Himmler, diviene l'allora Oberkommando des Heeres (comandante in capo) Werner von Fritsch; questi però non era così fanaticamente fedele ad Hitler e nel contempo era invece molto più popolare nell'esercito. Nel 1936 lo stesso Goring aveva presentato un rapporto che rivelava l'omosessualità di Fritsch ed Hitler ordinò immediatamente d'impiegarlo contro il colonnello-generale.
Arrestato dalla Gestapo si rifiutò di dichiararsi colpevole; durante il processo, svoltosi a porte chiuse, venne dimostrato che il rapporto che avrebbe dovuto accusarlo riguardava in realtà un suo omonimo e venne pertanto assolto: oramai però il danno era fatto. Hitler annunciò il licenziamento di Fritsch, che non ebbe così più modo di riconquistare il suo posto.
L'omofobia è stata utilizzata nuovamente tra il 1936-38 per indebolire il potere della chiesa cattolica durante quelli che furono chiamati Klosterprozesse (Processi dei conventi); in una campagna di propaganda consapevolmente orchestrata vari credenti e religiosi sono stati accusati di omosessualità ed alcuni di loro anche condannati.

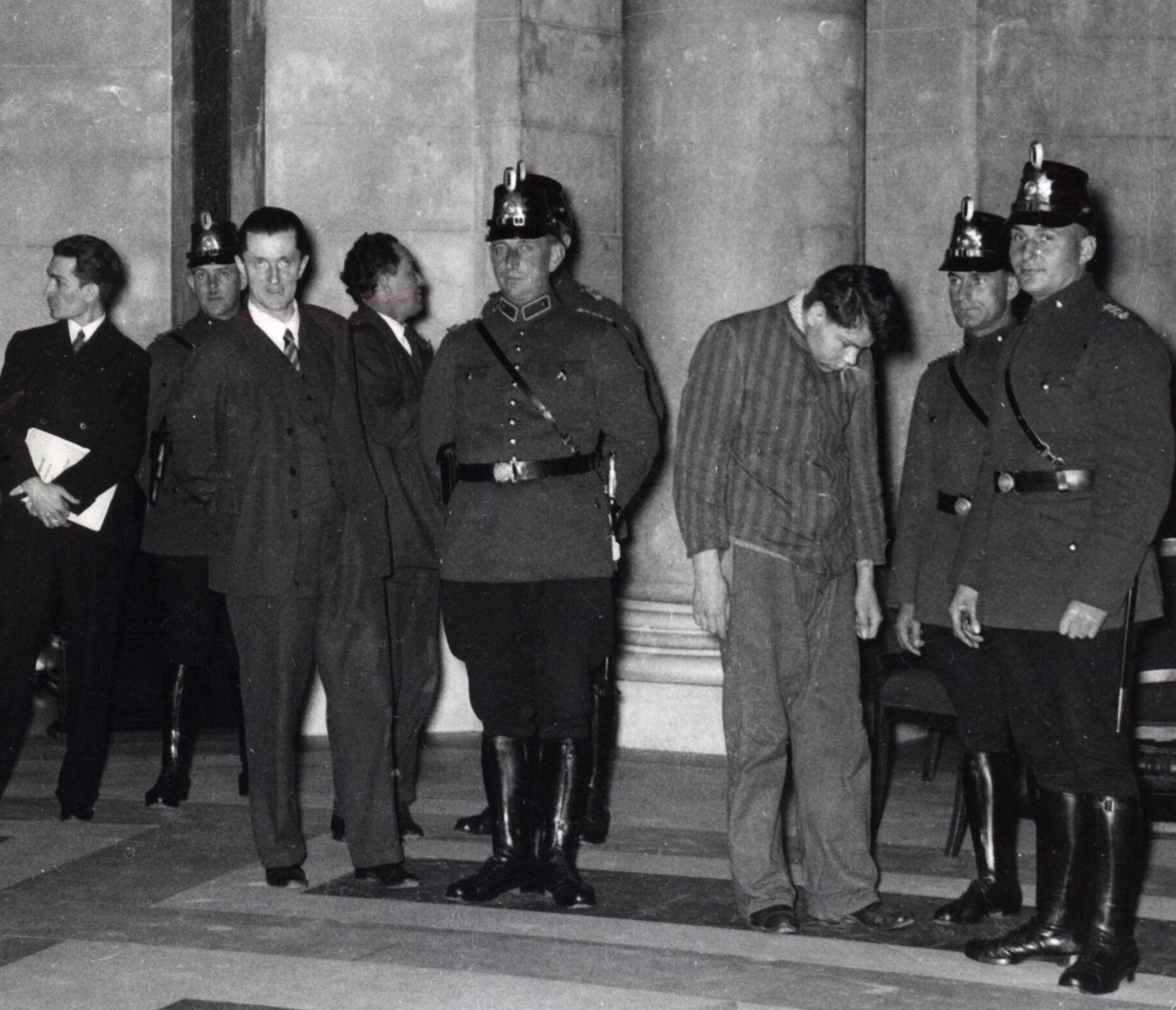
Marinus van der Lubbe in catene tra i poliziotti tedeschi, 3 marzo 1933.

#### Incendio del Reichstag e Notte dei cristalli
Ma anche altri due tra gli eventi più significativi e decisivi nella storia della Germania nazista, ovvero l'incendio del Reichstag e la notte dei cristalli, contengono implicazioni variamente interpretate come omosessuali.
Per la prima vicenda, accaduta il 27 febbraio 1933, viene arrestato il giovane comunista olandese Marinus van der Lubbe il quale è presto supposto possa essere omosessuale: per certa stampa si tratterebbe nient'altro che di un provocatore nazista ricattato a causa della sua inversione, per altri è un pervertito liberticida bolscevico; per gli ambienti antifascisti "la sua propensione per le frequentazioni maschili è notoria... I rapporti omosessuali tra van der Lubbe e i capi nazisti, la sua dipendenza economica lo hanno reso docile e sottomesso al volere degli incendiari". Come che sia van der Lubbe dopo un processo farsa viene condannato quale unico responsabile e condannato a morte per ghigliottina; la sua completa estraneità ai fatti ascrittigli verrà definitivamente provata solo negli anni ottanta del Novecento.
Il 7 novembre 1938 alle 9 di mattina ecco avvenire un altro episodio al centro di forti ambiguità sessuali; il diciassettenne rifugiato ebreo di origini polacche Herschel Grynszpan spara ad un giovane (appena ventinovenne) funzionario dell'ambasciata tedesca a Parigi, Ernst Eduard vom Rath: secondo la testimonianza datane da André Gide il diplomatico era ampiamente conosciuto (coi nomignoli di ambasciatrice e Nostra Signora di Parigi) nei circoli gay parigini in quanto noto frequentatore di bar e locali, ed il ragazzo non sarebbe stato altri che il suo amante.
Pare in realtà che l'idea di dare all'accaduto un risvolto sessuale sia venuta all'avvocato difensore del ragazzo, uno dei più celebri dell'epoca, Vincent de Moro-Giaffieri che organizzò un agguerrito team difensivo grazie all'appoggio degli zii di Herschel: una strategia difensiva basata sul movente a sfondo sessuale. Il tedesco sarebbe stato ucciso perché lo tradiva con un altro o, in alternativa, perché rifiutava di pagargli le prestazioni sessuali.
Al principio del 1941, dopo essere stato scovato dai nazisti, si cercò per volere di Joseph Goebbels intentargli un processo esemplare; ma a questo punto il giovanotto oramai quasi ventenne rispolvera la tesi difensiva di 3 anni prima e rilascia una dichiarazione ufficiale nella quale sostiene d'essere stato sedotto dal nazista omosessuale che lo avrebbe rimorchiato e condotto in un albergo a ore sito a Montmartre.
La cosa farà andare su tutte le furie il ministro per la propaganda che parlerà di "sfacciata menzogna"; intanto in quello stesso 1941 il fratello di vom Rath, Oberleutnant di cavalleria e comandante di squadrone, viene condannato dalla corte marziale proprio per il reato di omosessualità.
Con la notte dei cristalli, tra il 9 e il 10 novembre 1938, si era intanto dato il via alla prova generale della Shoah, culminata nel tentativo di soluzione finale della questione ebraica.

### Ha inizio la persecuzione
Poco più di un anno dopo l'assassinio di Röhm, il 1º settembre 1935 entra in vigore una versione modificata in senso decisamente più rigido del paragrafo 175 che copriva, oltre alla "fornicazione innaturale tra persone di sesso maschile o di persona con un animale", anche una vasta gamma di "offese al pudore e comportamento indecente tra uomini": in base alla nuova legge tedesca divenne punibile con la reclusione, oltre alla sodomia, anche qualsiasi altro tipo di "atto omosessuale", non solo la masturbazione reciproca, ma addirittura i tentativi di flirtare con lo scopo acclarato di toccarsi. A questi vennero aggiunti i casi di aggravante, cioè prostituzione maschile, abuso della propria posizione di potere, violenza sessuale, atti omosessuali compiuti con minori di 21 anni e per finire zooerastia.
L'attività di polizia fece aumentare notevolmente il numero di detenuti per questi "delitti" negli anni tra il 1936 e il 1938. Nel 1937 si ebbe un ulteriore inasprimento delle leggi regolari contro la pericolosità sociale di tali individui, considerati invertiti e asociali: chiunque fosse stato sospettato di questa "propensione criminale" o vi fosse stata la benché minima probabilità di "reiterazione del reato" poteva rischiare in qualsiasi momento a fini di "recupero" d'esser inviato a tempo indeterminato in un campo di concentramento. Allo stesso modo anche chiunque si fosse rivelato esser stato complice o connivente di un omosessuale poteva immediatamente venire deportato.
A partire dal 1939, con lo scoppio della seconda guerra mondiale, i tribunali militari cominciarono a processare i soldati anche per omosessualità. In totale, tra il 1933 e il 1944 ai sensi del rinnovato paragrafo 175 sono state condannate all'interno del Terzo Reich 100 000 uomini (tra cui circa 4 000 adolescenti), di cui almeno cinquantamila furono condannati, in alcuni casi alla pena di morte.

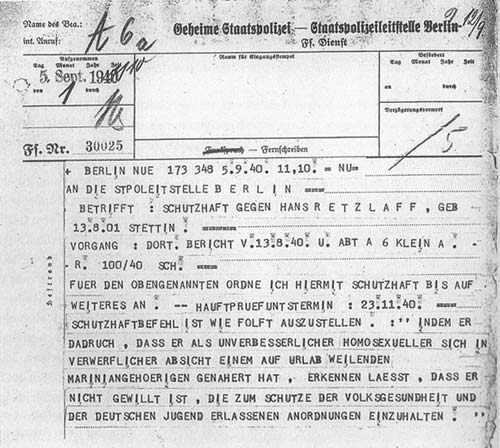
Notifica della Gestapo di arresto preventivo in relazione ad un caso di "omosessualità incurabile".

Una delle prime conseguenze della notte dei lunghi coltelli, come detto, è stata la "pulizia" di tutti gli omosessuali all'interno del partito nazista e tra le file del governo; ciò fu attuato anche e soprattutto grazie all'opera di un corpo speciale incaricato espressamente a questo scopo e guidato da Josef Meisinger, sotto gli ordini diretti di Heinrich Himmler
Per tenere la "contabilità" costantemente aggiornata ed il controllo sistematico degli uomini omosessuali nel 1936 viene emesso segretamente un decreto da parte di Himmler, che portò alla rapida creazione di un ufficio centrale contro l'omosessualità e per la lotta all'aborto (Reichszentrale zur Bekämpfung der Homosexualität und der Abtreibung) sotto il diretto controllo della Gestapo, la polizia segreta (e dal 1939 passato alle dipendenze della polizia criminale-Reichskriminalpolizeiamt): l'unificazione di questi due reati - omosessualità e aborto - sta alla base della formulazione della sessualità umana (esclusivamente a scopo procreativo) che doveva sempre essere tenuta sotto il rigido controllo dello Stato.
La direzione passò in seguito nelle mani di Erich Jacob, a cui si affiancò come capo scienziato il neurologo e psichiatra nazista Carl Heinz Rodenberg; entrambi hanno gestito l'ufficio centrale fino al 1945, ma non sono mai stati incriminati per gli atti compiuti. Scopo iniziale era la creazione di un archivio in cui registrare tutti gli individui sessualmente deviati, questi elenchi erano conosciuti come liste rosa: tra il 1939 e il 1940 vi erano dalle trentatremila alle quarantaduemila persone controllate. In seguito Himmler ordinò di trattenere preventivamente, anche dopo aver scontato l'eventuale pena, tutti quegli omosessuali che avessero sedotto più di un uomo (o che attuassero abitualmente la corruzione sessuale di altri maschi): ciò significava nella stragrande maggioranza dei casi il trasferimento diretto in campo di concentramento subito dopo esser usciti dal carcere.
Nel 1941 Hitler fa emettere un ordine segreto che prevedeva l'esecuzione immediata per tutti quei membri delle SS o della polizia che si fossero resi colpevoli d'aver intrapreso "azioni lussuriose" con altri uomini, indipendentemente dall'età di entrambi. Con questo atto vengono sottratti al sistema giudiziario regolare le SS e la polizia in quei casi che interessavano il paragrafo 175, introducendo una legge specifica da far applicare dai tribunali speciali. Il numero di persone totale risultate esser state condannate da questa disposizione rimangono sconosciute.

#### Soluzione medica nazista: gli omosessuali vanno castrati
Il movimento nazionalsocialista ha radicalizzato il determinismo biologico che era stato sviluppato a partire dalla seconda metà del XIX secolo e diffusosi poi sempre più a macchia d'olio all'inizio dl XX secolo. Secondo questo modo di pensare, vi sono al mondo certe persone, per lo più associate alla criminalità, o irrimediabilmente affette da asocialità e/o comportamento antisociale (che rifiutano la convivenza civile stabilita) e gli affetti da disabilità di tipo mentale, malattie ereditarie (caratteristiche trasmissibili di generazione in generazione per cui non vi era praticamente alcuna possibilità di un trattamento o di una cura). Così l'unica soluzione per liberare la società di questi elementi inutili o addirittura dannosi - esseri vicini ai subumani (untermensch) che hanno una vita indegna di essere vissuta - era venire internato, subire la sterilizzazione e passare attraverso il tentativo di
sterminio. Per gli ideologi e gli scienziati nazisti, gli omosessuali chiaramente rientravano nella categoria degli asociali: la campagna di sterilizzazione condotta nei loro confronti ha avuto almeno 400.000 vittime in totale.
Le prime leggi riguardanti la sterilizzazione di disabili e malati psichici datano al 14 luglio 1933, quindi appena pochi mesi dopo la presa del potere da parte di Hitler. Inizialmente gli omosessuali non ne sono stati colpiti, ma una legge del novembre dello stesso anno chiamata "Misure legislative da adottare contro i delinquenti abituali pericolosi" davano la possibilità ai giudici di ordinare la sterilizzazione di persone adulte, a condizione che fossero state accusate di "crimini pericolosi contro la morale".
Nel 1935 viene introdotto uno specifico paragrafo di legge atto a proteggere la società da quelle persone affette da malattie ereditarie e consentendo inoltre la castrazione degli omosessuali per reati politici o criminali, ma ciò solo se richiesto volontariamente dall'imputato. Nel 1939 un disegno di legge per il trattamento degli individui asociali, non parla più di atto volontario, ma la decisione sulla sterilizzazione era ora interamente nelle mani del giudice.
Un secondo progetto di legge del 1943 impone la castrazione nei casi in cui vi sia stata una qualche violazione della "morale pubblica"; un terzo disegno di legge del 1944 ordina la castrazione nei casi in cui ci siano state azioni immorali ripetute attuate da persone tendenzialmente predisposte o inclini alla perversione sessuale; ciò era reso necessario per salvaguardare la sicurezza pubblica. L'evoluzione sfavorevole della guerra ha impedito l'introduzione effettiva di tali "riforme" e nell'agosto del 1944 il ministero della giustizia ordinò che il lavoro in tal senso venisse interrotto.
Non è possibile calcolarne il numero esatto, ma molti degli omosessuali che erano stati arrestati, detenuti o portati nei campi di concentramento sono stati, durante gli ultimi mesi di guerra, liberati per essere mandati al fronte, in quanto la drammatica situazione bellica venutasi a creare richiedeva l'improrogabile utilizzo di tutti gli uomini disponibili.
Per gli omosessuali, come detto, è stata spesso usata la tecnica della castrazione (Entmannung); questo allo scopo non di impedire la riproduzione (come veniva fatto per le altre categorie di "esseri inferiori"), bensì per eliminarne il pericoloso impulso omoerotico ed era quindi, a dire dei nazisti, una forma di cura medica. Anche se non vi era ancora alcuna base giuridica, molti medici si offrirono di trattare in tal modo gli omosessuali per il bene della comunità, accettando tranquillamente il male minore rappresentato dalle possibili conseguenze negative sulla salute dei pazienti.
Molto attivi nel campo erano i dottori Gustav Boeters, consigliere ministeriale presso Zwickau e fautore della sterilizzazione obbligatoria, e il professor Carl-Heinz Rodenberg, direttore scientifico del Reichszentrale zur Bekämpfung der Homosexualität und der Abtreibung-Ufficio centrale del Reich Central per la lotta all'omosessualità e contro l'aborto). Boeters, che a partire dal 1924 aveva ordinato la sterilizzazione dei disabili mentali ricoverati negli istituti psichiatrici, in un articolo pubblicato nel 1934 ammette di aver predisposto la castrazione di 60 "criminali morali," anche in mancanza di una legge specifica che lo richiedesse. Il numero di mutilazioni fatte eseguire in questo modo del tutto incontrollato non è nota, in quanto si è a conoscenza solamente del numero di "volontari" che si sono lasciati castrare dalla legge del luglio 1935 (e che alla fine dell'anno il Reichsgesundheitsamt-Ufficio sanitario del Reich afferma che "solo" 87 uomini vi si erano sottoposti acconsentendo volontariamente). I castrati dalla legge fino al termine del 1940, ammontano ad un totale di 2.000 uomini.
Il caso più estremo è quello del dottor Carl Peter Vaernet, SS Sturmbannführer e endocrinologo danese. Vaernet, che sosteneva di poter curare l'omosessualità con una ghiandola brevettata da lui stesso, ha ottenuto il sostegno del capo della Croce Rossa in Germania, il Professor Ernst Robert Grawitz, e venne facilitato da Himmler per poter eseguire una serie di esperimenti sui prigionieri del campo di concentramento di Buchenwald. Gli esperimenti sono stati condotti a partire dall'estate del 1944: venne impiantata nella zona dell'inguine a 15 prigionieri, per lo più omosessuali, una ghiandola che liberava un ormone sessuale maschile artificiale. Due dei prigionieri sono morti a seguito di complicazioni sopravvenute.
Nuove ricerche storiche condotte da Jens Kolata dimostrano come in Germania la castrazione fosse utilizzata anche successivamente alla caduta del Terzo Reich.

#### Nei campi di concentramento

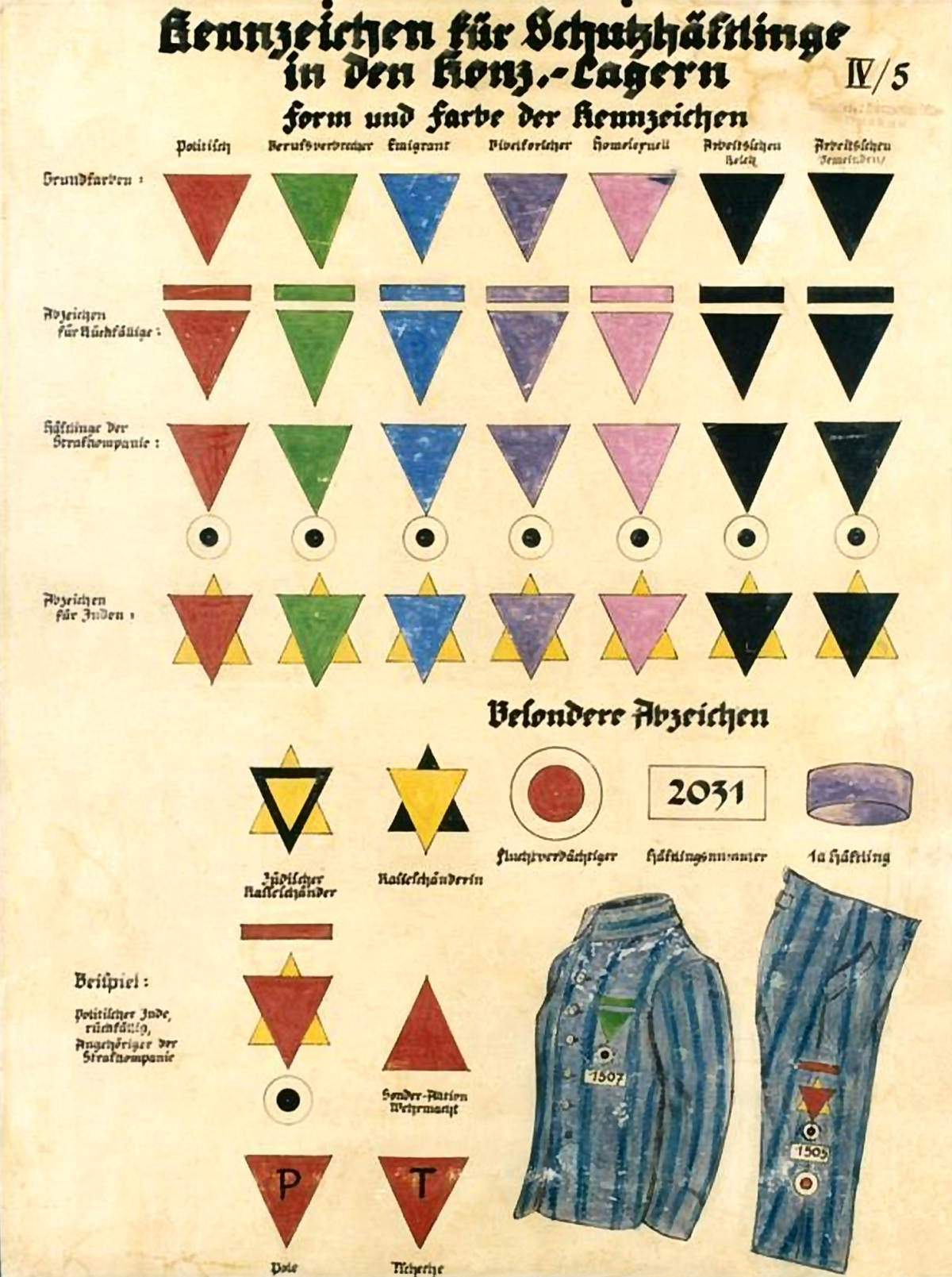
La marcatura dei prigionieri nei campi di concentramento: gli omosessuali sono stati etichettati con un triangolo rosa.

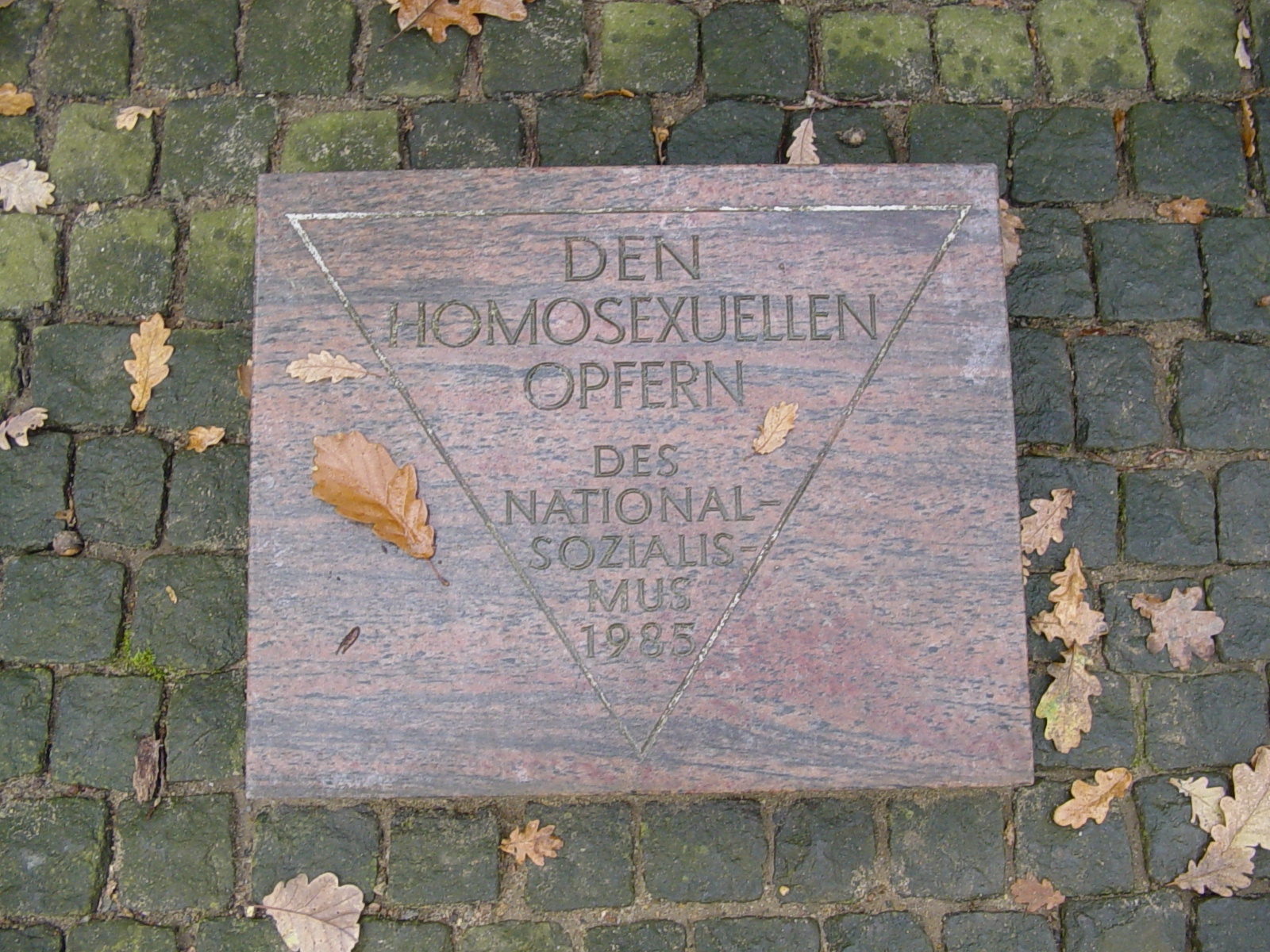
Targa commemorativa dei triangolo rosa al campo di concentramento di Neuengamme, 1985.

Si stima che siano stati inviati in campo di concentramento per il reato di omosessualità da circa 5.000 a 15.000 uomini, una piccola parte di tutti i prigionieri che si è stimata assommare a ben più di quattro milioni di esseri umani. I prigionieri, contrassegnati con un triangolo rosa sono stati la casta più bassa presente nei campi, il che significava che avevano un tasso di mortalità particolarmente elevato.
In un rapporto pubblicato nel 1945, dopo la liberazione del campo di concentramento di Buchenwald, dal funzionario ebreo americano Albert Rosenberg, appare anche la testimonianza di Ferdinand Röhmhild, prigioniero numero 1243, uno scrittore nato a Francoforte nel 1903, dal titolo "La situazione degli omosessuali nel campo di concentramento di Buchenwald". Röhmhild racconta che almeno fino al 1938 gli omosessuali erano detenuti nelle baracche a fianco di quelle destinate ai prigionieri politici ed avevano un'esistenza relativamente discreta. A partire dall'ottobre 1938 sono stati isolati in un edificio separato circondato da filo spinato, in una compagnia punitiva propria e che hanno dovuto lavorare nelle cave e nei cantieri in cui si svolgeva il lavoro più duro. Il mix di persone quivi internate provenivano da ambienti molto diversificati, tra cui condannati per crimini penali; la vita all'interno del block era particolarmente difficile in quanto le SS tendevano a dare la posizione di kapò ai personaggi ritenuti più sadici e spietati.
I vigilanti delle SS a volte dichiaravano come omosessuali quei detenuti contro i quali non potevano essere usati altri motivi discriminatori: il solo sospetto di aver commesso azioni omosessuali era abbastanza per venire internati ed era più o meno equivalente alla pena di morte. Gli omosessuali, considerati come i prigionieri di "minor valore e utilità", sono stati spesso selezionati per essere inviati ai campi di sterminio di Mauthausen e Gusen, a Natzweiler-Struthof e al campo di concentramento di Gross-Rosen, o per compiere quei lavori più pericolosi che comportavano la morte certa. Nel 1942 le condizioni si sono leggermente ammorbidite a Buchenwald; da un lato, la mancanza di forza lavoro in Germania ha costretto i responsabili dei campi ad essere più attenti, e in secondo luogo, dalla rimozione delle SS che un po' alla volta vennero sempre più destinate al fronte.
Le condizioni erano del tutto simili nel campo di concentramento di Dachau. I primi prigionieri omosessuali del campo provenivano da razzie effettuate in Baviera, sulla base dei dati raccolti negli elenchi rosa. È stato dimostrato che di tutti i prigionieri di Dachau, 585 erano omosessuali (lo 0,25% del totale), ma solo 386 portavano il triangolo rosa; gli altri 202 portavano difatti il triangolo verde (quello che indicava i criminali comuni). Il loro tasso di mortalità si attesta al 32,2%, significativamente superiore al tasso generale, che si attesta a 20,7%. Questo valore deve essere qualificato, dal momento che i detenuti che si sono iscritti prima del 1936 sono stati di solito liberati dopo 24 mesi di carcere, ma quasi la metà di coloro che sono entrati dopo il 1942 è morto pochi mesi dopo l'arrivo..
Come accadeva anche a Buchenwald, le dure condizioni di vita, l'isolamento dagli altri detenuti e il lavoro forzato particolarmente duro a cui venivano sottoposti sono state le cause principali di decesso, ma ci sono stati anche morti a causa di esperimenti medici, di cui molti documenti non sono stati conservati; esperimenti sulla malaria sono stati segnalati nelle relazioni conservate; ciò mostra che, tra i prigionieri normali sono stati selezionati all'incirca uno su 200 per lo svolgimento di questi esperimenti, mentre per quanto riguarda i prigionieri con il triangolo rosa ne sono stati selezionati uno su 30. Nonostante tutto questo, il campo di concentramento di Dachau ha avuto uno dei tassi di sopravvivenza più alto tra i detenuti con il triangolo rosa, il 40%.
Dopo la guerra, ci sono due testimoni principali che hanno raccontato le esperienze di prima mano vissute all'interno dei campi di concentramento; sono stati Heinz Heger, la prima modifica la sua storia nel 1972, quando la questione era ancora sconosciuta al grande pubblico, e Pierre Seel, che ha aspettato fino al 1994 per pubblicare le sue memorie. Altri hanno parlato nel documentario Paragraph 175 delle loro esperienze. L'ultimo è stato Rudolf Brazda.

### Lesbismo sotto il Terzo Reich
Nella generalità dei casi possiamo dire che il lesbismo in quanto tale non è stato perseguito dal sistema, anche se vi furono casi isolati di giuristi che richiesero espressamente delle forme di divieto, coercizione e punizione nei riguardi del movimento lesbico. Ci sono segnalazioni di casi individuali riguardanti lesbiche rapite e portate nei bordelli dei campi di concentramento per andar a servire sessualmente gli aguzzini; ma i fatti sono così vaghi e in alcuni casi anche abbastanza contraddittori che alcuni studiosi ne hanno perfino messo in dubbio l'effettiva autenticità.

In ogni caso l'ideologia portante del nazionalsocialismo era così intrisa di mentalità patriarcale che, ancora nel 1942, il ministero della giustizia poteva scrivere in una direttiva appena emessa:
Le difficoltà delle lesbiche durante la guerra erano quindi dovute, oltre alla minaccia di persecuzione sempre pendente sul loro capo che ha causato un'alta atmosfera di insicurezza, in particolare soprattutto al divieto di poter ottenere un lavoro "di prestigio" in quanto donne. Tutte le donne sono state di conseguenza relegate a manodopera a basso costo che, nel caso delle lesbiche, senza avere l'aiuto dello stipendio del marito, ha rappresentato una condizione particolarmente difficile di sopravvivenza.
Vi è inoltre il caso riguardante il "bowling club" Die lustige Neun con sede a Berlino a partire dal 1924, che è riuscito a organizzare feste lesbiche a cui hanno partecipano tra 200 e 300 donne, almeno fino al mese di aprile 1940. Non è noto se queste, per le descrizioni che ne vengono fatte negli atti conservatisi della Gestapo che ha comunque sempre vigilato da vicino, se siano continuate anche durante gli anni di guerra.

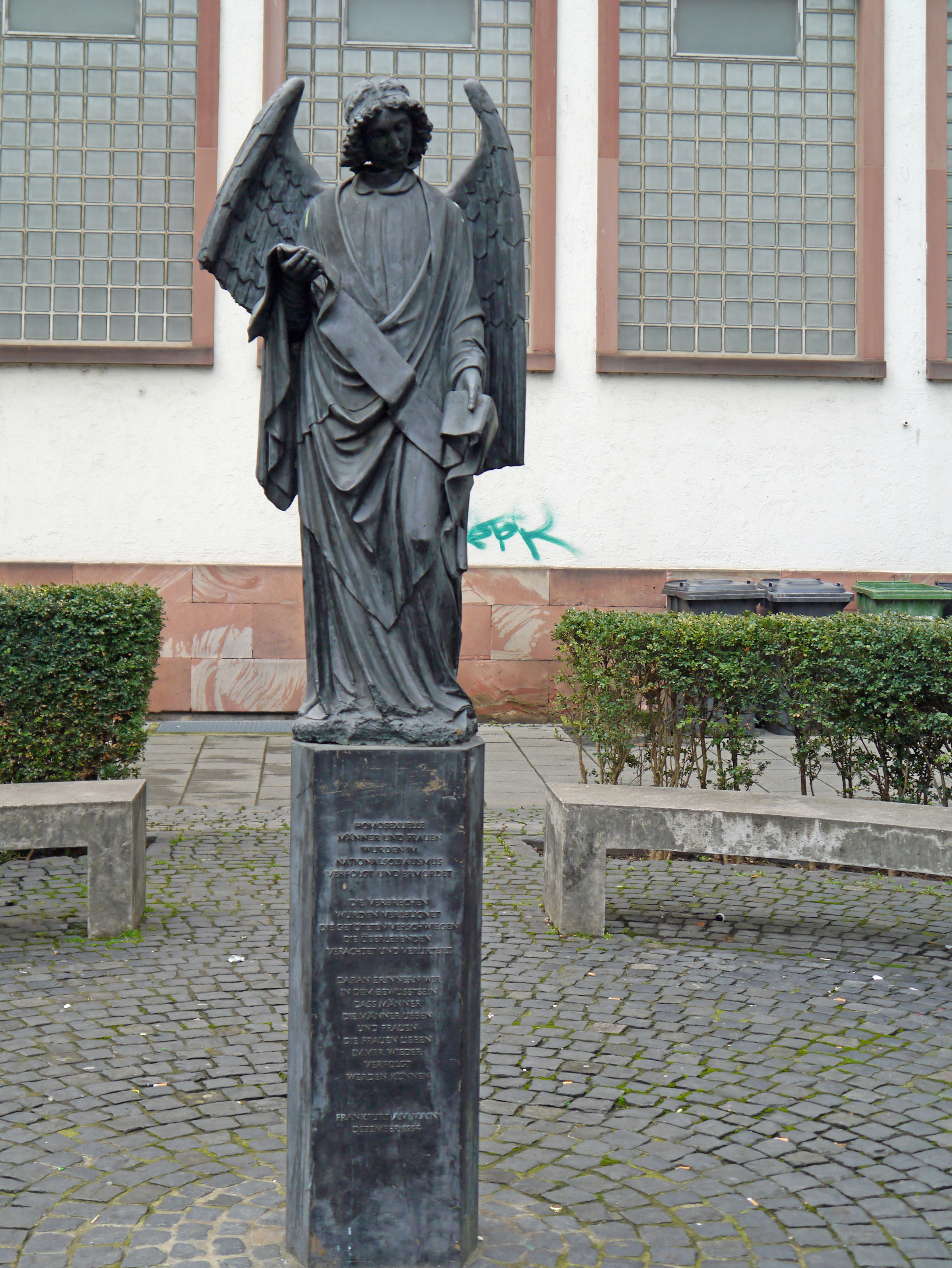
Il Frankfurter Engel (1994), memoriale dedicato alle vittime omosessuali del nazismo, a Francoforte sul Meno.

## Il dopoguerra
A seguito della sconfitta militare del Terzo Reich con la fine della seconda guerra mondiale nel 1945, le potenze alleate liberarono tutti i prigionieri ancora internati nei campi di concentramento ordinando al contempo la rimozione di tutte le legislazioni discriminanti promulgate durante l'era hitleriana.
Nel caso riguardante il paragrafo 175, inizialmente si mantenne la versione redatta nel 1935; mentre nel 1946 si lasciò nelle mani dei governi locali dei Länder la decisione di modificarlo o meno. Le varie entità degli stati federati della Germania hanno così affrontato la questione in diversi modi: per esempio la Turingia e la Sassonia-Anhalt hanno respinto la riforma del 1935. Nel complesso, l'omosessualità è rimasta un crimine, sia per la Germania ovest filo-occidentale e divenuta alleata degli USA, sia per la Germania est comunista divenuta alleata dell'URSS.
Gli omosessuali che erano stati arrestati, imprigionati o inviati nei campi sono stati trattati come criminali comuni, piuttosto che come vittime civili di guerra. Coloro che erano in carcere dovettero terminare di scontare la loro pena. Anche alcuni di quelli liberati dai campi di concentramento sono stati nuovamente arrestati e hanno dovuto terminare la loro pena in carcere, a prescindere dal tempo trascorso in "detenzione preventiva.".
Nel 1948 l'associazione dei perseguitati dal regime nazista "Vereinigung der Verfolgten des Naziregimes", presente e operante nella zona di occupazione sovietica ha rifiutato di riconoscere gli omosessuali come vittime del nazismo e un anno più tardi ha respinto la richiesta di un omosessuale che era passato attraverso l'esperienza dei campi nazisti. Eventi come questo si sono ripetuti anche in seguito in Germania, sia in quella occidentale che in quella orientale. Gli omosessuali sono stati ignorati in quasi tutti i monumenti, musei e studi, e non sono stati citati nell'elenco dei perseguitati stilato durante il processo di Norimberga. Nessuno dei prigionieri col triangolo rosa ha ricevuto un indennizzo dallo Stato tedesco, il tempo trascorso nei campi di prigionia e di concentramento non è stato nemmeno conteggiato per poter ottenere la pensione.
Durante gli anni di guerra, l'unico mezzo di comunicazione per le persone LGBT tedesche sopravvissute era Der Kreis (-Le Cercle), una rivista pubblicata in inglese, francese e tedesco in Svizzera, che ha cercato di mantenere una certa continuità con il precedente primo movimento omosessuale tedesco. Per sua iniziativa nell'autunno del 1945 si è svolta tra le rovine di Berlino, quella che doveva essere la capitale imperitura del Reich millenario, la prima festa e celebrazione gay di coloro che erano riusciti a salvarsi.
Tra il 1945 e il 1949, l'anno in cui si è verificata la suddivisione in due parti del territorio tedesco con la creazione della Repubblica federale di Germania (RFT) da una parte e della Repubblica democratica tedesca (RDT) dall'altra, ci sono stati ancora alcuni tentativi di rimuovere il paragrafo 175. Nel 1946 il medico esperto in sessuologia Hans Giese stilò una proposta di riforma della legge discriminatoria e nel 1947 lo psichiatra Rudolf Klimmer raccomanda la rimozione completa di questa legislazione che ancora criminalizzava tutti i gay; questo punto di vista è stato sostenuto anche da alcuni media come "Die Weltbuhne" e "Leipziger Volkszeitung": la proposta è però stata respinta con la motivazione che vi erano cose ben più urgenti da fare. Anche il parlamentare sassone Curt Robel ha tentato, senza successo, nel 1948 la rimozione di questo articolo.

## Repubblica Democratica Tedesca (RDT)

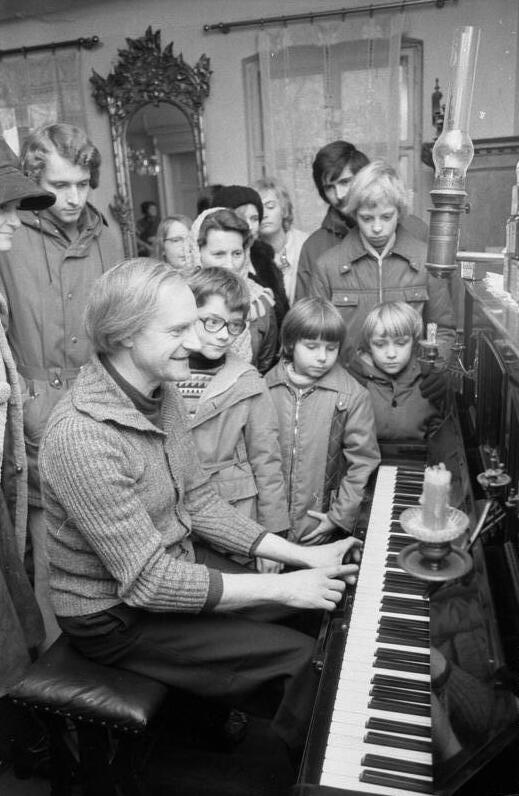
Charlotte von Mahlsdorf con un gruppo di visitatori del Gründerzeitmuseum.

La zona di occupazione sovietica, proposta dal giurista Wolfgang Weiß, nel 1949 iniziò ad usare la versione del paragrafo 175 precedente al 1935 di modo che fossero altrettanto illegali tutte quelle azioni simili al "concubito naturale". Dopo la creazione della Repubblica Democratica Tedesca (DDR) nell'ottobre del '49 questa versione dell'articolo risalente alla repubblica di Weimar si mantenne, ma tale quale come fu pubblicato durante il regime nazista.
La sua modifica o cancellazione fu discussa in varie occasioni; la proposta del 1957 venne respinta due anni dopo per il fatto di non essere compatibile con la morale socialista. Il paragrafo 175 fu anche utilizzato nel 1953 contro il ministro della giustizia Max Fechner, accusato d schierarsi a favore della rivolta popolare contro il regime che si era verificata quello stesso anno (vedi Moti operai del 1953 nella Germania Est). Venne utilizzato anche come argomento la relazione dell'omosessualità con i maggiori dirigenti nazisti, come Ernst Röhm, come fece ad esempio il presidente Wilhelm Pieck.
Autori vicini al nuovo regime e di una certa rilevanza si trovarono in imbarazzo, come Johannes Becher e Louis Fürnberg, sposatisi per nascondere la loro omosessualità, ed altri come Ludwig Renn il quale riuscì a mantenere a stento la propria vita assieme ad altri due uomini in una sorta di "unione gay", ma che ha dovuto rinunciare a pubblicare senza modifiche il suo libro Vor großen Wandlungen che aveva già fatto stampare durante il suo esilio in Svizzera e che trattava di omosessualità.
Associazioni, riviste e manifestazioni pubbliche LGBT vennero del tutto bandite dopo la guerra. Gli omosessuali per poter mantenere una qualche forma di rapporto sociale, si videro ridotti a riunirsi in poche località a Berlino Est, Lipsia, Dresda e Magdeburgo, sempre sotto la severa sorveglianza delle autorità locali e con la possibilità sempre presente di essere dispersi.
La situazione peggiorò ulteriormente a partire dal 1961 con la creazione del muro di Berlino, che ha completamente isolato la comunità LGBT della DDR da quella presente nel lato occidentale. Non vi erano allora più di un paio di sostenitori dei diritti dei gay, tra i quali vanno ricordati Rudolf Klimmer che nel 1949 scrisse cercando di far pubblicare il libro Die Liebe gleichgeschlechtliche (l'amore omosessuale) e che riuscì a far stampare un articolo in una rivista giuridica sostenendo l'eliminazione delle sanzioni per gli atti omosessuali tra adulti consenzienti.
Klimmer è riuscito a chiedere nel 1966 il riconoscimento di coloro che furono condannati con il triangolo rosa come vitime del nazismo, ma la risposta del governo fu che non si potevano equiparare ai combattenti della resistenza e i perseguitati razziali, per cui considerarono che non vi fosse necessità di porvi rimedio ulteriormente.
La situazione cominciò lentamente a cambiare verso la fine degli anni sessanta. Nel 1968 il governo fece approvare un nuovo codice di diritto penale che sorprendentemente non menzionava più il paragrafo 175; in totale si ebbero 300 condanne di uomini durante il dopoguerra per comportamenti omosessuali. Si mantenne però l'articolo 151 che definiva l'età del consenso omosessuale a 18 anni, mentre per gli eterosessuali era fissata a 16. Nonostante la legalizzazione non cambiò il divieto di pubblicazione ed è stato mantenuto anche per le associazioni in quanto si temeva un'estensione del fenomeno e la situazione sociale non mutò.
Nel 1973 dopo la messa in onda sulla televisione pubblica dell'ovest del documentario cinematografico Non è l'omosessuale ad essere perverso, ma la situazione in cui vive venne costituita la prima organizzazione LGBT, la Homosexuelle Interessengemeinschaft Berlin; il suo obiettivo a breve termine fu quello di diventare un centro di accoglienza e di informazione per gli uomini e le donne omosessuali: a lungo termine l'obiettivo era quello di far diventare l'omosessualità una parte accettata dalla società socialista.
Il gruppo si incontrava spesso al Gründerzeitmuseum fondato dal travestito Charlotte von Mahlsdorf il quale organizzò un cabaret chiamato Hibaré con incontri, dibattiti e conferenze settimanali e in alcuni giorni festivi. Nel 1976 cercarono di registrare l'associazione, ma l'ondata di repressione contro qualsiasi tipo di dissenso e critica provocata dal caso riguardante Wolf Biermann fecero fallire il piano.
Nel 1978 la polizia vietò gli incontri che si svolgevano fino ad allora al Gründerzeitmuseum, di modo che furono nuovamente costretti ad incontrarsi in case private e locali affittati per l'occasione. Infine, nel 1979, il gruppo si sciolse scoraggiato dopo che il governo aveva risposto loro che "le organizzazioni gay non sono autorizzate ad incitare i giovani che sono ancora riluttanti a scegliere il lato migliore [eterosessuale]".

### Lesbismo
Le lesbiche avevano alcuni vantaggi rispetto alle loro compagne in Germania Occidentale. Le leggi discriminatorie nei loro confronti furono rimosse rapidamente dopo la guerra ed il governo era tenuto a garantire il loro accesso al lavoro, consentendone in tal modo l'indipendenza economica. Le madri single non furono emarginate e lo Stato era responsabile in gran parte per i costi sostenuti a carico dei figli. Vantaggi che sono rapidamente scomparsi a seguito della riunificazione. Nonostante tutto questo le lesbiche si trovarono a subire un maggior grado di discriminazione e violenza rispetto ai gay.
Nel complesso il grado di cooperazione tra lesbiche e gay era abbastanza buono, essendo una minoranza che preferiva mantenere le distanze. La prima e più importante associazione esclusivamente per lesbiche fu Lesben in der Kirche creata nel 1982. Nel 1985 le lesbiche di Arbeitskreis Homosexualität tennero il loro primo incontro lesbico nella DDR a Dresda, che sarà seguito nel 1987 da un altro svoltosi a Jena. In quello stesso anno furono creati gruppi di lesbiche a Erfurt (Die ELSEN) e Halle.
Nel 1989 fu creata l'associazione Unabhängige Frauenverband (UFV, Federazione Indipendente delle Donne), comprendente anche molte lesbiche, mente molte altre iniziative fallirono. Dal 1989 al 1993 è stata pubblicata la rivista per lesbiche Frauen.

### L'opposizione omosessuale

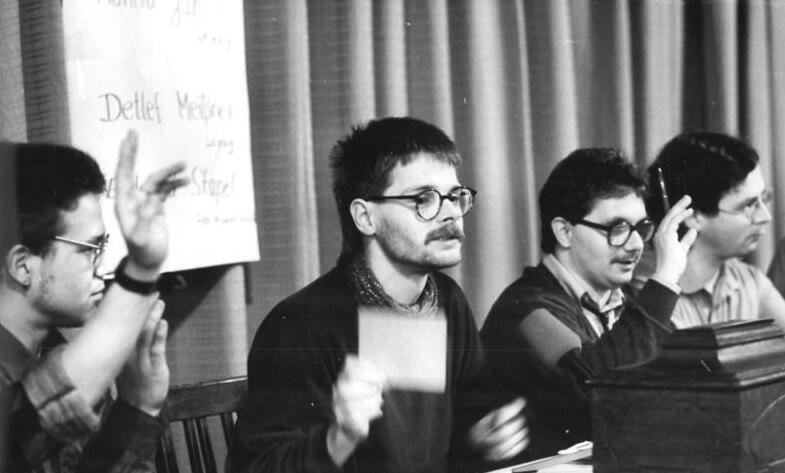
Atto di fondazione del Schwulenverband a Lipsia nel 1990.

Nel corso degli anni ottanta cominciarono ad emergere gruppi LGBT vicino alla chiesa evangelica, grazie alla protezione offerta loro, nello stesso modo in cui si erano già formati gruppi di femministe, pacifisti e ecologisti. Tutti questi movimenti, in particolar modo quello omosessuale, vennero percepiti dall'apparato statale come tentacoli dell'opposizione e "nemici di classe" e come tali furono trattati: l'impedimento e il divieto delle attività di gruppo, l'infiltrazione nelle loro file di agenti della sicurezza, il controllo capillare dei loro membri, la distruzione della reputazione, la perdita delle prospettive di lavoro e i tentativi di alterare i rapporti interpersonali e familiari. Nei casi più estremi si utilizzarono dei "Romei" per far innamorare e sottomettere i ribelli.
In realtà maggiori e migliori informazioni sul movimento LGBT del tempo sono costituiti dai rapporti privati fatti commissionare dalla Stasi, la polizia segreta. È interessante notare che il movimento LGBT che emerse non si può dire che fosse politico e anzi accettava le leggi del paese, ma chiedeva l'equalizzazione dei loro diritti con la popolazione eterosessuale.
Nonostante le svariate difficoltà il movimento si espanse, mentre cresceva la liberalizzazione generale della società interna allo Stato. Nel 1989 erano presenti ben 17 gruppi di questo tipo, coordinati fra loro e che avevano una presenza pubblica nel quadro del Kirchentage (associazioni laiche dell'evangelismo tedesco). A metà degli anni ottanta vennero fondati i primi gruppi che non avevano la copertura della chiesa, i meglio conosciuti erano i Sonntags-Clubs berlinesi; furono presto seguiti da altri a Weimar, Lipsia, Dresda e Magdeburgo. Vi fu anche qualche polemica interna con accuse di servire il partito da una parte e nel voler fare la differenza con il loro carattere religioso dall'altra.
Dalla metà degli anni ottanta l'omosessualità iniziò anche a diventare visibile negli ambienti scientifici e nei mezzi di comunicazione di massa. Nel dicembre 1988 l'età del consenso per eterosessuali e omosessuali venne equalizzata a 16 anni. Con questa riforma, a partire dal 1º luglio 1989, data di entrata in vigore, la parola omosessuale non compare più nel codice penale.
La crisi dovuta all'espandersi dell'AIDS fu trattata in modo corretto dalle istituzioni, ma non vi era alcun programma di prevenzione specifico per gli omosessuali.
Nel 1990 si creò la Aids-Hilfe DDR perché si temeva che con l'apertura delle frontiere l'infezione potesse aumentare. In quello stesso anno venne creata anche la prima federazione di organizzazioni LGBT, la Schwulenverband in der DDR..
L'unico film a tema LGBT che sia mai stato girato all'interno della DDR stava per uscire proprio nel 1989, Coming Out (1989) diretto da Heiner Carow, presentato in anteprima lo stesso giorno del crollo del muro; la pellicola non tratta solamente della questione dell'omosessualità ma anche del fascismo latente e del razzismo presente all'interno della società tedesca.

## Repubblica Federale di Germania (RFT)

### Legislazione e persecuzione in Germania Ovest
Nel maggio 1949 vennero create nelle rispettive zone di occupazione, britannica, francese, statunitense la Repubblica Federale di Germania (BRD). Il tribunale federale tedesco decise nel 1951 decise di mantenere gli articoli 175 e 175a nello forma voluta dai nazisti nel 1935 dal momento che non la si considerò "legislazione contaminata col pensiero nazista". Come già accennato in precedenza il significato pratico di quest'affermazione fu che tutti gli omosessuali vennero trattati come delinquenti la cui condanna er stata giustificata e che non avevano diritto ad alcun risarcimento o compensazione.
Nel 1957 la Legge fondamentale della Repubblica Federale di Germania confermò che i suddetti articoli non si trovavano ad essere in contrasto con la Costituzione; nello stesso anno la legge federale di compensazione/indennizzazione (Bundesentschädigungsgesetz) escluse gli omosessuali. Questo punto di vista rimase valido ancora fino al 1992, anno in cui l'Oberfinanzdirektion di Colonia dichiarò che "l'articolo 175 nella sua forma del 1935 viene considerato da noi come un'ingiustizia nazionalsocialista".
Dal 1945 al 1969 si stima che nella Germania occidentale siano state condannate per omosessualità circa 60.963 uomini secondo il paragrafo 175. Questa ondata di persecuzioni, che può essere paragonata anche con quella messa in atto durante la Germania nazista, si spiega con l'ideologia conservatrice del governo dominato dl cristianesimo democratico dell'Unione Cristiano-Democratica di Germania (CDU) e dall'Unione Cristiano-Sociale in Baviera (CSU), ma soprattutto per la continuità sia nella polizia come nella magistratura, di funzionari ex-nazisti.
Il trattamento degli imputati poteva essere molto diverso a seconda del giudice: mentre ad Amburgo un magistrato condannava nel 1951 a una multa di tre marchi due omosessuali, un'ondata di persecuzioni a Francoforte sul Meno ebbe come sua conseguenza sei suicidi, vari esili e la distruzione della carriera professionale degli accusati. La forte pressione sugli omosessuali portò alcuni di questi alla delinquenza.
Nel 1969 tre omosessuali tra i 23 e i 25 anni fecero irruzione in un deposito di munizioni e ne rubarono le armi, con le quali speravano di ricattare l'azienda fornitrice per averne in cambio denaro; prima del processo uccisero quattro soldati addormentati e ne ferirono un quinto gravemente. Dopo essere stati arrestati affermavano che volevano i soldi per poter fuggire da quella società e creare una "comune" gay secondo i loro sogni.
Anche le castrazioni nel tentativo di "curare" l'omosessualità continuarono sotto forma "volontaria" tra i detenuti omosessuali. Una scoperta casuale fatta nel 2016 ha portato alla luce i rapporti psicologici del carcere di Hohenasperg nella Germania meridionale, in cui sono stati documentati dodici casi di prigionieri che erano stati spinti ad accettare la castrazione (uno di questi casi riguardava un ventenne).
Dal 1959 hanno cominciato un po' a diminuire le pressioni. Una certa liberalizzazione della società, ma soprattutto le informazioni scientifiche come il rapporto Kinsey del 1949, quello Griffin del 1956 e il rapporto Wolfenden del 1957 influenzarono il pensieri giuridico. Fu il caso della commissione per la riforma del codice di diritto penale, che raccomandò nel 1959 'eliminazione del paragrafo 175, proposta che u respinta dal ministero della Giustizia.
A partire dalla metà degli anni sessanta si cominciò a discutere pubblicamente della riforma del paragrafo 175, giungendo a raccomandarne all'allora ministro socialista della giustizia Gustav Heinemann la sua eliminazione. Infine il famigerato articolo è stato rimosso nel 1969 sotto un governo di coalizione di cristiano-democratici e socialdemocratici: i rapporti sessuali volontari tra uomini adulti smise così di essere un crimine, si mantenne tuttavia il 175bis il quale continuò la discriminazione attraverso un'età del consenso (21 anni) più alta rispetto agli eterosessuali (18 anni).

### Il movimento omofilo
Dopo la seconda guerra mondiale, per tutti gli anni cinquanta e sessanta si organizzano negli Stati Uniti d'America e in Europa occidentale tutta una serie di gruppi politici gay che preferivano essere identificati come omofili e sono venuti loro stessi collettivamente a chiamarsi movimento omofilo. Il cambio di nome da omosessuale a omofilo era destinato a scongiurare la rappresentazione negativa e stereotipata degli omosessuali sessualmente promiscui, che corrompeva i giovani ed era intimamente correlata alla prostituzione maschile e ai ricatti, mettendo invece una maggior enfasi nella capacità di attrazione romantica, cameratismo e amore.
Cercarono di ottenere l'accettazione e diventare membri rispettati della società attraverso due meccanismi: la comprensione scientifica dell'omosessualità con un'adeguata divulgazione nelle riviste e nel cercare di convincere la società che nonostante le differenze, le quali si riducevano alla sfera privata, gli omosessuali erano "come gli altri".
Le associazioni realizzarono incontri, pasti e cene di beneficenza o feste e danze sotto forma di club privati. Resta inteso che il movimento omofilo si opponeva alla malavita e alla subcultura omosessuale della sauna gay, agli incontri anonimi in parchi e bagni pubblici e alle riviste di nudo, che continuarono la loro evoluzione indipendente.
La prima organizzazione gay del dopoguerra fu la Verein für humanitäre Lebenshaltung (Associazione per lo stile di vita umanitario) fondata nel mese di agosto 1949 a Francoforte. Il gruppo rappresentò la Germania alla prima riunione internazionale delle associazioni gay di Amsterdam (il Comitato internazionale per la parità sessuale) organizzata dal Nederlandse Vereniging tot Integratie van Homoseksualiteit COC nel 1951; nel 1952 la conferenza si tenne proprio Francoforte.
Nel 1950 il medico sessuologo Hans Giese fondò come organizzazione privata un Institut für Sexualforschung (Istituto per lo Studio della sessualità) e poco più tardi ne aggiunse una sezione denominata Wissenschaftlich-Humanitäres Komitee. Giese inoltre collaborò con la creazione nel 1949 di Comitati Umanitari locali a Berlino, ma la registrazione delle associazioni venne respinta dal consiglio comunale cittadino.
Influenzato anche da Giese nel 1950 venne creata la Deutsche Gesellschaft für Sexualforschung (Società tedesca per lo studio della sessualità). Nel 1951 fu istituito a Brema un secondo nucleo dell'associazione, la Weltbund für Menschenrecht (Lega mondiale per i diritti umani), che è stata ribattezzata a partire dal 1952 Gesellschaft für Menschenrechte (Società per i diritti umani). Il suo obiettivo primario era quello di liberare gli omosessuali dalle persecuzioni.
All'interno dell'associazione si formò un gruppo chiamato Internationale Freundschaftsloge il quale organizzava attività ricreative, formative e ludiche; il gruppo passò presto a tenere manifestazioni locali ad Amburgo, Hannover, Stoccarda, Berlino Ovest, Colonia, Duisburg e Wiesbaden. Nel 1952 il Bund für Menschenrechte  venne costituito a Colonia e la Gesellschaft für Menschenrechte nel 1953 ad Amburgo, che mirava a diventare una federazione di organizzazioni tedesche, ma che fu sciolta nel dicembre 1955 fallendo il suo intento.
Nel 1957 vivevano ancora tre associazioni; Verein für humanitäre Lebenshaltung, l'Internationale Gesellschaft für Freundschaftsloge e la Reform des Sexualstrafrechts (Società per la riforma del diritto penale sessuale), che formavano la sezione tedesca del Comitato Internazionale per l'eguaglianza sociale sessuale.
Nel 1957 venne avviato il processo di Francoforte, iniziò così un'ondata di persecuzioni giudiziarie che portarono queste organizzazioni a sciogliersi e paralizzando quasi completamente il movimento omofilo. L'unica associazione che manteneva ancora una qualche attività nel 1960 era Kameradschaft die Runde di Reutlingen, un'associazione decisamente apolitica e non militante. 

#### Riviste del movimento omofilo
Molte di queste associazioni editarono riviste e schede informative; la più importante era naturalmente Der Kreis la quale, anche se proveniente dalla Svizzera, ebbe un forte impatto in Germania. Già nel 1950 c'erano all'incirca 25 riviste che presero i nomi delle stesse che esistevano durante la repubblica di Weimar: Die Insel, Die Freundschaft ecc. Ad esempio il Weltbund für Menschenrecht pubblicato sulla rivista Insel der Freundschaft und Toleranz (Isola di amicizia e di tolleranza), che è stata ribattezzata nel 1952 Der Weg zur Freundschaft und Toleranz (La strada per l'amicizia e la tolleranza) e Verein humanitäre für Lebenshaltung  pubblicato sulla rivista Die Gefährten (I compagni).
Nel 1955 con l'entrata in vigore della legge sulla protezione dei minori la vendita al pubblico di riviste omosessuali fu proibita, motivo per cui le pubblicazioni passarono ad essere clandestine. Nel 1968 sopravvivevano solo due periodici: Amico (pubblicato in Danimarca) e Der Weg.

### Cultura omosessuale in RFT fino al 1969
Ci sono notizie che a Berlino già nel 1949 aprirono 23 club privati maschili e 15 femminili, che andavano dai tuguri più abietti ai locali più esclusivi ed elitari. Tali club erano chiusi al pubblico e ne veniva permesso l'ingresso solo ai maggiori di 18 anni; solitamente era una persona già conosciuta che introduceva nuovi aderenti. Si celebrarono grandi feste, in particolare il 17 maggio, di cui è noto il fatto che coinvolsero più di 300 persone.
Uno dei centri della vita ga di Berlino del dopoguerra era il salotto del principe russo esiliato Alexander Kropotkin; il suo circolo era stato un punto d'incontro anche prima della guerra e dopo il 1945 continuò la sua tradizione con incontri e feste. Secondo quanto racconta nelle sue memorie Klaus Kinski, che visse nello stesso palazzo per un certo periodo di tempo, vi furono tra i frequentatori dagli alti dirigenti governativi del governo militare alleato, passando per i russi sovietici, gli aristocratici, gli artisti e stilisti, fino agli avventurieri, ladri e assassini, però soprattutto molti omosessuali.
La letteratura fatico a ritornare a produrre grandi opere di tematica omosessuale dopo la guerra, anche se molti degli autori che le avevano prodotte continuarono a scrivere, come era il caso di Joseph Breitbach o Klaus Mann o Thomas Mann. Klaus non fece in tempo a terminare un suo romanzo gay prima di prendere la strada di Parigi nel 1949. Un altro romanzo frammentario che può essere menzionato è Fluß ohne Ufer (Fiume enza argini) di Hans Henny Jahnn di cui apparvero i primi tre volumi tra il 1949 e il 1950.
Nel 1954 Wolfgang Koeppen scrisse una parodia di La morte a Venezia di Thomas Mann, Der Tod in Rom (Morte a Roma) in cui il personaggio omosessuale non prende una forma esageratamente tragica.. Infine dobbiamo menzionare l'unico autore del dopoguerra che presenta l'omosessualità senza scuse, Hubert Fichte; le sue opere più rilevanti che parlano del tema furono Das Waisenhaus (1965; L'orfanotrofio), Die Palette (1968) e Versuch über die Pubertät (1974, Trattato sulla pubertà).
Nel campo teatrale personaggi gay apparvero solo nelle rare occasioni in cui le opere ono state rappresentate anteguerra. Il primo a mostrare un personaggio gay che lottava anche per l'eliminazione del paragrafo 175 fu nellHamburger Kammerspielen Theater in data 1952 con Das Recht auf sich selbst . Inoltre nel 1950 vi era solo un modesto tentativo di creare un gruppo di teatro gay presso l'associazione internazionale Freundschaftsloge.
Nel 1960 l'atmosfera si era maggiormente liberalizzata e vi fu la possibilità di mostrare al pubblico tedesco opere straniere tradotte che trattavano il tema, senza timore di venir ostacolate, come nel caso di Ein Patriot für mich (Un patriota per me) di John Osborne, Unter der Treppe (Sotto la scala) di Charles Dyer o Seid ihr nett zu Mister Sloane (Siate gentili con Mr. Sloane) di Joe Orton. In lingua tedesca il lavoro più importante è stato Jagdszenen aus Niederbayern (1969; Scene di caccia in Bassa Baviera) di Martin Sperr.
Il primo film a tema LGBT prodotto in Germania Ovest fu Anders als du und ich (1957, Diverso da te e me) diretto da Veit Harlan, il regista del film forse più influente nella propaganda antisemita durante la Germania nazista, Süss l'ebreo (1940). Harlan voleva con la sua pellicola chiedere comprensione per il mondo omosessuale, ma la censura dell'ultima parte che conteneva un messaggio positivo cambiò in maniera tale il tono generale che molti lo definirono un boicottaggio.
Infatti nella versione originale voluta dal regista rappresenta il primo film nella storia in cui un omosessuale perseguitato lotta e vince; non solo essendo in grado di fuggire in Italia per evitare una condanna, ma anche nei rapporti con la madre del giovane di cui era innamorato: il film si poté vedere proiettato solo in [Austria] e in Svizzera.

### Il movimento di liberazione gay

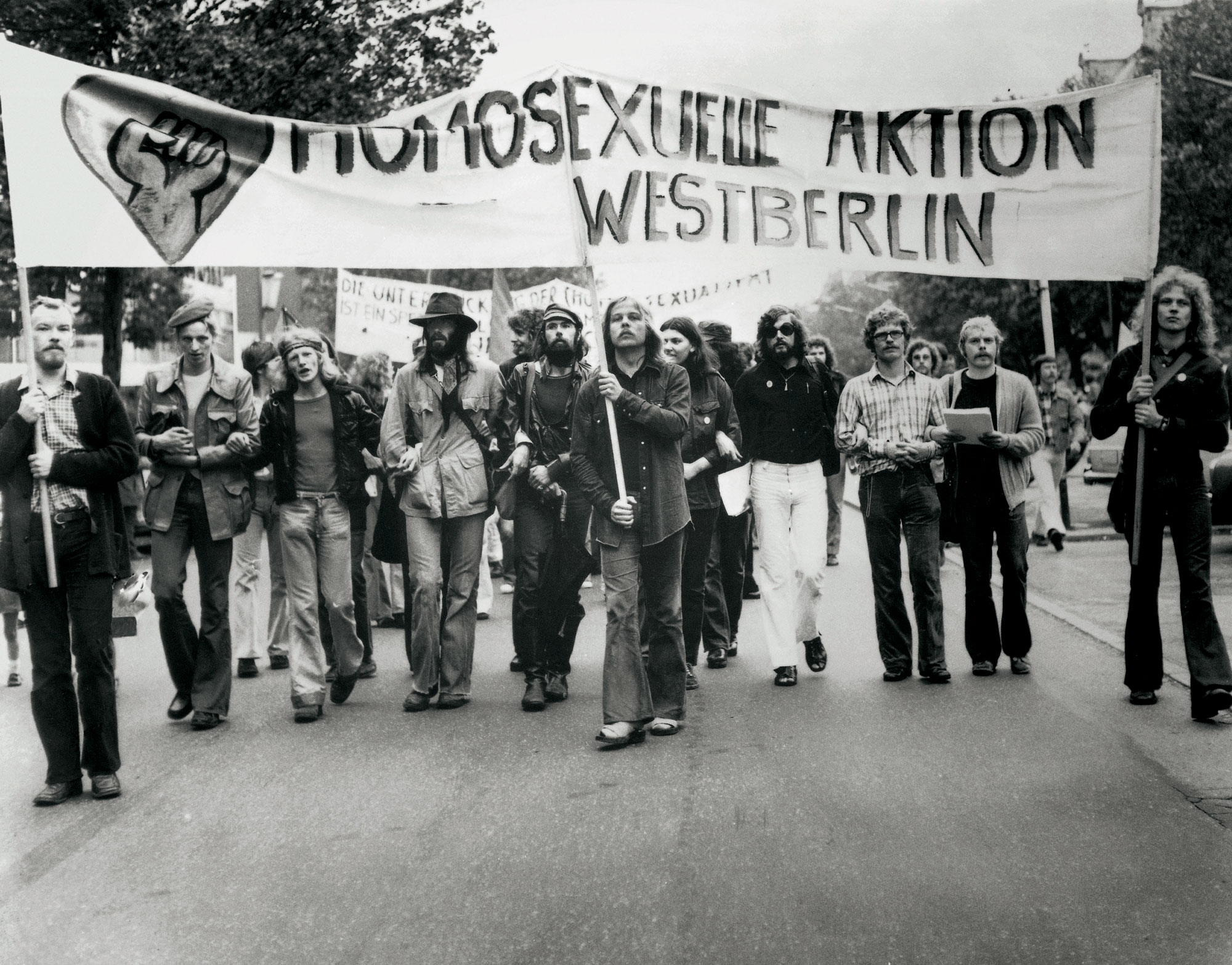
Dimostrazione di Homosexuelle Aktion a Berlino Ovest nel 1973.

L'ambiente sociale che si propiziò con la depenalizzazione degli atti omosessuali volontari tra adulti il 9 maggio 1969 agì immediatamente; per la prima volta in quasi cento anni l'omosessualità era legale, anche se solo a partire dai 21 anni. Veri gruppi omosessuali hanno cercato nel corso degli anni settanta di creare associazioni con l'intento di difendere i propri diritti ad Amburgo, Wiesbaden e Monaco di Baviera, ma non vi riuscirono efficacemente, sopravvivendo ad Amburgo solo fino al 1974 con la Internationale Homophile Weltorganisation, creata ad immagine e somiglianza delle similari associazioni già presenti nei paesi della Scandinavia.
Con radici nei movimenti studenteschi che cominciarono ad agire in Germania a partire dai primi anni sessanta e con la nascita della pillola anticoncezionale, iniziarono ad apparire gruppi di studentesse femministe che lottavano contro le strutture patriarcali della società ancora presenti massicciamente. Sempre nel 1969 il movimento di liberazione gay in tutto il mondo, quello che diverrà col tempo il movimento LGBT, aveva preso il suo avvio dopo i moti di Stonewall.
In un ambiente del genere venne creato nel dicembre 1970 il primo gruppo di suto-aiuto a Bochum, che nel febbraio successivo diventò la prima associazione studentesca gay con il nome di Homosexuelle Aktionsgruppe Bochum (HAB). Nel mese di aprile di quello stesso anno venne creato l'Homosexuelle Studentengruppe di Münster.
Nel 1971 venne proiettata la prima di Non è l'omosessuale ad essere perverso, ma la situazione in cui vive, un film di cinema sperimentale diretto da Rosa von Praunheim; la pellicola parla di un giovane omosessuale di nome Daniel che dalla campagna si trasferisce a Berlino. Il ragazzo prende inizialmente atteggiamenti propri del movimento omofilo, ma diventa ben presto parte della subcultura gay frequentando i gay bar più alla moda e lasciandosi andar al sesso anonimo. Viene infine riscattato da un gruppo formato da altri gay che gli mostrano ed insegnano il cammino dell'emancipazione.
Il film fu un autentico scandalo e trasformò presto von Praunheim nel più famoso omosessuale della Germania. Ma la sua importanza è data dal fatto che rappresentò la scintilla iniziale del movimento di liberazione gay tedesco. In seguito il film venne trasmesso in anteprima in diverse città tedesche, nelle stesse sale cinematografiche, accendendo e stimolando discussioni e dibattiti che alla fine hanno portato alla fondazione di organizzazioni come Homosexuelle Aktion Westberlin (HAW, 1971), Rote Zelle Schwul (ROTZSCHWUL) a Francoforte, Homosexuelle Aktionsgruppe (HAS) in Saarbrücken, gay liberation front (glf-Köln) a Colonia, che si basava sui modelli americani e Homosexuelle Aktions Gruppe (HAG) a Monaco il quale è stato in seguito ribattezzato Homosexuelle Aktion München (HAM) per problemi con il marchio dell'Hag.
Nel 1972 nacquero gruppi organizzati di gay anche a Würzburg, Gottinga, Braunschweig, Stoccarda e Düsseldorf e fu creata la federazione Deutsche Aktionsgemeinschaft Homosexualität (DAH). Dal 1972 si organizzarono incontri nazionali annuali, i Pfingsttreffen; durante il primo di questi, tenutosi a Münster, si ebbe anche la prima manifestazione dell'orgoglio gay.
I partecipanti provenivano in gran parte dall'ambiente studentesco e prese come esempio l'incipiente movimento della liberazione gay nordamericana, attraverso l'influenza di von Praunheim, di Volker Eschke, che sarebbe diventato una delle figure di spicco del movimento, e dello studente americano Jim Steakley. Il primo obiettivo fu naturalmente quello dell'eliminazione totale dell'articolo 175bis, ma anche altri problemi specifici, sopra tutti quello della discriminazione, sono stati discussi durante i lavori.
È importante notare che con l'utilizzo della parola omosessuale, a parte il termine schwul (frocio), per autodefinirsi si era consapevoli di distinguersi dal movimento omofilo il quale secondo le loro considerazioni pretendeva di occultare e vergognarsi della propria sessualità. Nei punti in cui il movimento omofilo è stato piuttosto conservatore cercando di raggiungere l'accettazione sociale, il movimento di liberazione omosessuale era invece apertamente schierato verso la sinistra politica, rivoluzionario, anticapitalista e che spesso utilizzava le azioni di provocazione e i confronti pubblici per raggiungere i propri obbiettivi.
Entrambi i movimenti hanno combattuto contro la sottocultura omosessuale in cui si erano rifugiate molte vittime omosessuali di discriminazione, nel caso del movimento di liberazione considerando ciò un'ulteriore forma di oppressione. Queste acute differenze provocarono anche uno scontro durante la dimostrazione del 1973 svoltasi a Berlino Ovest e realizzata attraverso le Pfingsttreffen; fu l'inizio di quello che venne chiamato Tuntenstreit (litigio da "coccinelle"). Fu una disputa sopra la questione se l'uomo effeminato, chiamato Tunte (coccinella) fosse in realtà l'avanguardia del movimento rivoluzionario omosessuale all'interno della società, dal momento che non poteva in alcun caso nascondere la sua condizione.
Il movimento si dissolse, come già era accaduto al precedente movimento studentesco, in dispute teoriche interne che dividevano i movimenti di sinistra del tempo; l'ultima riunione del DAH fu quella per il uovo anno nel 1973; l'HAW si sciolse l'anno successivo (ufficialmente nel 1977).

### Homolulu
Nonostante il fallimento dei movimenti di liberazione gay di sinistra, il movimento LGBT continuò la sua attività. Ad esempio, nonostante la scomparsa dell'HAW, il suo centro d'informazioni SchwulenZentrum o SchwuZ continuò le proprie attività d'informazione. Nel 1976 vi erano all'incirca 60 gruppi che cominciarono a diversificarsi e diffondersi anche nelle città più piccole come Emden, Luneburgo o Salzgitter.
Nel 1977 il gruppo Homosexuelle und Kirche (Huk, Omosessuali e Chiesa) venne creato e negli anni immediatamente successivi è stato preso ad esempio da altri gruppi cattolici e protestanti. Nel corso del 1979 furono effettuate le prime marce del Gay Pride a Brema, Berlino Ovest e Stoccarda, che sin dall'inizio produssero un dibattito sulla natura commerciale di molti dei suoi carri.
Tuttavia il punto culminante del movimento di liberazione gay tedesco fu rappresentato da Homolulu, una sorta di "Festival di Woodstock gay" che si tenne nel luglio 1979 a Francoforte sul Meno. L'evento, che riunì i gay di tutta la Germania Ovest, consistette in una settimana di spettacoli, laboratori, gruppi di lavoro, corsi, una rivista, feste rumorose e una manifestazione colorata per le vie cittadine, che raggiunse anche con le sue notizie la televisione nazionale.

### Marginalizzati all'interno di un gruppo marginale: pederasti e leather
Il movimento gay però all'inizio emarginò i gruppi omosessuali minoritari, i feticisti del cuoio della subcultura leather e i gruppi rifacentisi alla pederastia.
Nel caso dei leather vi furono lamentele sul fatto che la loro predisposizione era fascistoide; il movimento fu così organizzato in maniera indipendente dopo il primo incontro internazionale importante svoltosi ad Amsterdam nel 1973 comparendo col nome Motorsportclub (MSC; Motor Club sportivi) nelle grandi città. L'immagine del "supermaschio" offerta da loro in seguito è diventata col tempo popolare nei circoli gay e gli incontri leather divennero più popolari dello stesso movimento LGBT. Il risultato finale fu l'integrazione e l'accettazione del movimento leather e del sadomasochismo ad esso associato.
Invece, nel caso della pederastia, la questione fu diversa. Da un lato in Germania Ovest l'età del consenso era fissata a 18 anni (mentre era 14 per gli eterosessuali), dall'altro molti omosessuali cercarono di scrollarsi di dosso lo stigma della pederastia. Alla ine degli anni settanta i pederasti erano ancora abbastanza tollerati, ma a partire dai primi anni ottanta si cominciò a sospettare una componente di violenza insita nelle relazioni sessuali tra adulti e adolescenti; la discussione che ne seguì portò la pederastia all'illegalità.
Nel 1994 sono stati espulsi dall'"ILGA" (International Lesbian and Gay Association) con una decisione sostenuta dal Schwulenverband in Deutschland (SVD), contestata però dal Bundesverband Homosexualität (BVH).

### Gli anni ottanta e la crisi dell'AIDS
Nel 1981 inizia un cambio generazionale del movimento. Nel corso di questo decennio i gruppi LGBT combatterono soprattutto contro la discriminazione, seguendo l'esempio del movimento statunitense e di quello presente nei Paesi Bassi; si presero a modello le forme di lotta politica e di manifestazione dell'America del Nord : marce del Gay Pride per mettere in mostra il proprio legittimo orgoglio che furono denominate Christopher Street Day (da Cristhoper Street, la via dov'era situato il bar Stonewall Inn), l'outing, l'ACT UP etc.
Il movimento LGBT cominciò anche ad essere integrato nelle strutture politiche e sociali già esistenti come il sindacato, i partiti politici, i gruppi professionali ecc. i quali crearono al proprio interno dei gruppi LGBT. La conseguenza fu che nel dicembre del 1980 esistevano attivamente 148 gruppi LGBT (18 solo a Berlino Ovest e 21 nei piccoli centri), mentre nel maggio del 1986 diventarono 416.
L'AIDS a partire dal 1983 cominciò ad attirare l'attenzione pubblica tra l'altro grazie anche all'articolo intitolato Tödliche Seuche AIDS - die rätselhaft Krankheit (Epidemia mortale di AIDS - la misteriosa malattia) pubblicato quello stesso anno dalla rivista Der Spiegel. I primi anni, fino al 1987, vennero segnati dalla discussione avvenuta tra Peter Gauweiler all'epoca funzionario della città di Monaco, dell'Unione Cristiano-Sociale in Baviera, che auspicava la creazione di centri chiusi per i malati di AIDS e la lotta contro la sottocultura gay e Rita Süssmuth, all'epoca ministro della salute dell'Unione Cristiano-Democratica di Germania, che sosteneva una strategia più liberale.
Süssmuth emerse infine vittoriosa dalla discussione e ne seguì una strategia di informazione e appoggio ai pazienti. Le associazioni LGBT o di altro tipo che combattevano contro la malattia ottennero spesso generose sovvenzioni statali, soldi che permisero la professionalizzazione delle associazioni operaie, un fenomeno nuovo all'interno del movimento LGBT.
La rapida estensione della malattia portò alla creazione di associazioni locali e regionali di aiuto e sostegno, AIDS-Hilfe, che nel 1985 arrivarono ad essere una ventina. Nel 1989 queste associazioni si raggrupparono nella federazione Deutsche Aids-Hilfe, che sarebbe diventata una delle più attive ed influenti associazioni all'interno del movimento, realizzando un gruppo di pressione nelle istituzioni politiche e creando campagne pubblicitarie d'informazione sull'AIDS e l'omosessualità.
Durante quegli anni apparve anche in Germania Ovest ACT UP, con le sue azioni spettacolari che richiamavano l'attenzione sul problema dell'AIDS. Inoltre i mass media a causa dell'insorgenza della malattia informarono e si interessarono sulle tematiche gay come non avevano fatto mai prima. L'impatto della malattia sui gay e la loro sottocultura fu enorme; la promiscuità sessuale era diventata un modo di vita per molti gay, in parte come reazione alla precedente repressione anteriore al 1969, mentre dall'altra parte come una forma di protesta contro lo stile di vita borghese eterosessuale.
La malattia non ha minacciato solo la vita dei gay, ma anche il loro stile di vita individualista e privo di rapporti sentimentali fissi, che si era stabilito come proprio nelle grandi città, in cui molti gay andarono a vivere dopo essere stati respinti dalle proprie famiglie e dall'ambiente in cui erano cresciuti. La malattia ha anche lasciato in Germania una grande cicatrice sulla comunità LGBT, prendendosi alcuni dei suoi più giovani e creativi membri tra cui Alf Bold, Manfred Salzgeber, Andreas Salmen, Melitta Sundström, Jürgen Baldiga, Manfred Semmelbauer, Christian Borngräber, Bernhard Durst, Jonathan Briel, Roger Lips e molti altri.

#### Accettazione sociale nella Repubblica Federale di Germania

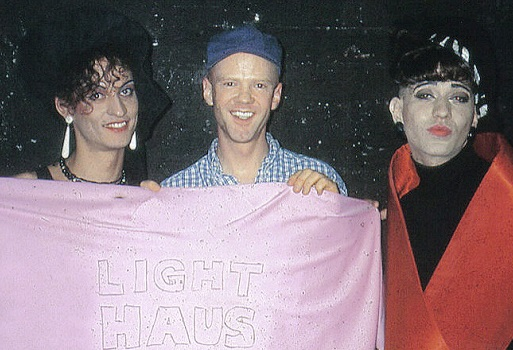
Gli attivisti Ovo Maltine, Jimmy Somerville, BeV StroganoV dei "big spender" nel 1994.

Fino al 1975 si realizzarono trattamenti medici ed operazioni al cervello nel tentativo di rimuoverne l'omosessualità. Nell'agosto del 1975 un reportage sulla chirurgia sterotassica svolto dalla rivista Der Spiegel fece esplodere il problema nell'opinione pubblica. Un cambiamento di valori interni alla società cominciò a percepirsi apprendendo con orrore che alcuni medici cercavano di sradicar le minoranze indesiderate attraverso procedimenti medici.
Gli omosessuali continuarono a rimanere sotto vigilanza e nel 1980 scoppiò uno scandalo ad Amburgo, quando un gruppo di gay ruppero gli specchi nei bagni pubblici scoprendo che erano unidirezionali, il che permetteva alle telecamere della polizia di guardare quello che stava accadendo all'interno dei bagni.
Il capo della CDU negli anni settanta, Franz Josef Strauß, affermò in un'occasione che "Ich will lieber ein kalter Krieger sein als ein warmer Bruder" (Preferirei essere un guerriero freddo che un fratello caldo), facendo un gioco di parole tra Kalter Krieger-guerra fredda e Bruder-fratello caldo, un altro modo di denominare i gay.
Nel 1980 il cancelliere tedesco Helmut Schmidt disse che il partito socialista, nel contesto dell'eliminazione del paragrafo 175, non voleva essere il "cancelliere dei finocchi". Eppure, ancora nel 1991, il capo della CSU e presidente dalla Baviera, Edmund Stoiber, disse: "Se discuto il riconoscimento di benefici o di eredità fiscale per le coppie omosessuali posso discutere direttamente anche sul culto del diavolo".
Al contrario altre parti, come ad esempio il Partito Liberale Democratico (FDP) che governò in coalizione con i socialdemocratici nei primi anni ottanta, e l'Alleanza 90/I Verdi, sostennero i diritti LGBT; il FDP introdusse l'eliminazione definitiva dell'articolo 175bis nel suo programma elettorale del 1980. Herbert Rusche dei Verdi è diventato il primo politico apertamente gay ad essere letto al Parlamento.
Nel 1983 l'affare Kießling mostrò lo stato di accettazione dell'omosessualità nella società. La vicenda ebbe inizio con un'indagine dei servizi segreti militari i quali pensarono di aver scoperto che il generale e comandante vice-capo a quattro stelle della NATO Günter Kießling fosse omosessuale. Di conseguenza il ministro della Difesa Manfred Wörner (CDU) lo classificò come un pericolo per la sicurezza nazionale inviandolo nella riserva quello stesso anno.
I giornalisti vennero a conoscenza del caso solo l'anno seguente e l'opposizione portò la questione in Parlamento; nella discussione che ne sorse si constatò che le prove contro Kießling non erano valide e che, in ogni caso, il rapporto tra omosessualità e pericolosità sociale era inaccettabile. Il generale fu ristabilito al suo incarico nel 1984 da Wörner, ma la discussione e le investigazioni non sono diminuite fino a quando non vi fu l'intervento diretto di Helmut Kohl, che lo richiamò in servizio attivo e poco dopo lo rimise nuovamente nella riserva con la cosiddetta Großer Zapfenstreich (guardia d'onore).
Un altro esempio delle difficoltà della società nel trattare con l'omosessualità è il caso di Albert Eckert del partito "Lista Alternativa", che è stato vicepresidente del Senato della città di Berlino nel 1990 grazie ai voti dei socialisti e dei Verdi. Eckert ha dovuto dimettersi quando un politico CDU lo denunciò come un imbroglione, dal momento che era stato rivelato come massaggiatore di una sauna gay con il nome di Watai in varie riviste gay.

## Germania dopo la riunificazione
| Anno      | Omosessualità. Zoofilia | Epoca                | Avvenimenti importanti |
| --------- | ----------------------- | -------------------- | --- |
| 1902–1918 | O & Z                   | Impero Tedesco       | 1907–1909 scandalo Harden-Eulenburg 1914–1918 Prima guerra mondiale                                                                                              |
| 1919–1933 | O & Z                   | Repubblica di Weimar | 1924 Fritz Haarmann |
| 1933–1941 | O & Z                   | Terzo Reich          | 1935 recrudescenza |
| 1950–1969 | O                       | Solo RFA             | 1957 rifiuto di ricorso costituzionale 1965 modifica dei valori sociali (per esempio Concilio Vaticano II, pillola anticoncezionale, movimento del Sessantotto). |
| 1970–1987 | O                       | Solo RFA             | Solo uomini adulti con giovani (<21 anni fino al 1973; <18 in seguito).                                                                                          |

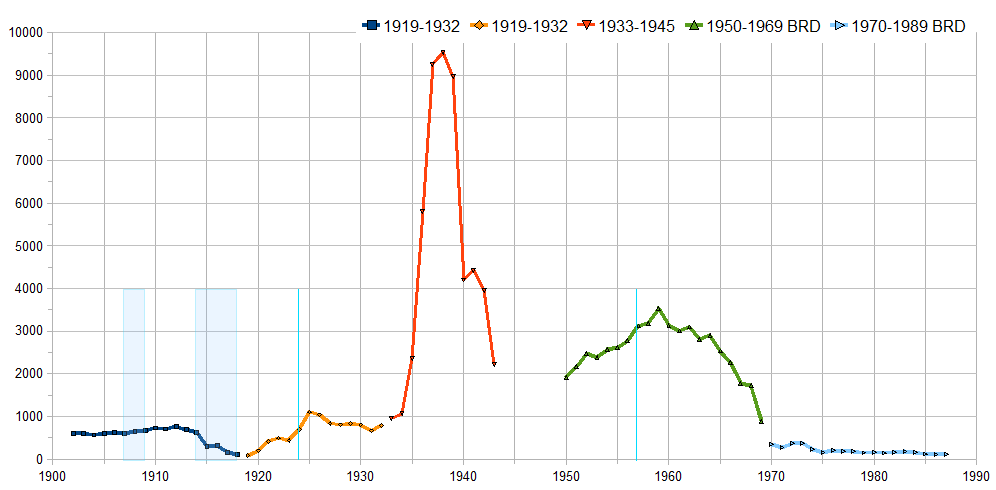

Dopo la riunificazione tedesca avvenuta nel 1990 il nuovo articolo 175 tornò ad essere applicabile - teoricamente - nei Lander dell'ex-Repubblica Democratica Tedesca. Nel 1993 le tre federazioni più importanti, Bundesverband Homosexualität, Schwulenverband Deutschland e Deutsche AIDS-Hilfe ancora una volta iniziarono una campagna per la definitiva abolizione. Il 31 maggio 1994, dopo 123 anni di validità, fu abrogato equiparando l'età del consenso sessuale tra omosessuali ed eterosessuali in 16 anni. In totale si stima che 140 000 uomini sono stati condannati per quell'articolo nel corso della storia, gli ultimi due nel marzo 1994.
Dopo la scomparsa del famigerato articolo la legislazione non fa più alcuna distinzione tra omosessualità ed eterosessualità. Vari stati tedeschi hanno introdotto una propria legislazione contro la discriminazione basata sull'orientamento sessuale. In quanto firmataria del trattato di Amsterdam la Germania è vincolata dalla direttiva 2000/78 dell'Unione europea atta a proteggere i suoi cittadini da tutte le forme di discriminazione, tra le altre quelle causate dall'orientamento sessuale. La direttiva Allgemeines Gleichbehandlungsgesetz viene promulgata il 18 agosto 2006: la legge proibisce la discriminazione in materia di occupazione e di diritto civile. Purtuttavia questi diritti non sono ancora tutelati dalla Legge fondamentale della Repubblica Federale di Germania.
Il 1º  agosto 2001 è entrato in vigore il Lebenspartnerschaftsgesetz, la legge che consente l'unione civile tra persone dello stesso sesso; rimangono differenze rispetto al matrimonio essendo ancora i principali vantaggi fiscali in possesso del solo matrimonio.
Tutti i principali partiti politici hanno una o più figure chiave che sono apertamente gay. Il primo a rendere pubblica la propria omosessualità è stato Klaus Wowereit (SPD) nel 2001, durante la campagna elettorale per il sindaco di Berlino, che ha vinto; seguito da Ole von Beust (CDU), sindaco di Amburgo, Guido Westerwelle, leader del FDP e, infine, Volker Beck (Alleanza '90/Verdi), un importante attivista LGBT.
Questi politici non sono stati influenzati negativamente nei risultati delle elezioni che li hanno coinvolti, nella nomina di due di loro a sindaco e con un crescente sostegno popolare nel terzo caso. I due principali partiti politici tedeschi hanno una sezione gay: nel 1997 si creò la Schwulen Christdemokraten Deutschlands all'interno della CDU che a partire dal 1998 si chamò Lesben und Schwule in der Union, mentre nell'SPD si chiama Schwusos - Lesben und Schwule in der SPD.
Dal 1º agosto 2001 sono permesse le unioni civili, senza però la possibilità di adozione da parte di coppie dello stesso sesso. Il 2 ottobre 2009 la Corte costituzionale federale ha dichiarato che tutti i diritti e gli obblighi del matrimonio debbano venire estesi anche alle coppie dello stesso sesso.
In uno studio del 1991 dell'esperto di sociologia Michael Bochow, del Wissenschaftszentrum Berlin für Sozialforschung, mostra che il 42% dei tedeschi occidentali e il 36% di quelli della parte orientale hanno affermato che si trovavano a disagio fisicamente in presenza di un omosessuale. Il risultato finale dello studio ha mostrato che un terzo della popolazione dovrebbe essere classificata come omofoba e un altro terzo come ambivalente, cioè non omofobica, ma non esente da atteggiamenti negativi o da stereotipi LGBT. Tuttavia il numero di coloro che attacca pubblicamente gli omosessuali è relativamente basso. L'omofobia si concentra in particolare su certi gruppi: i giovani, il mondo del calcio, l'estrema destra e gli immigrati, soprattutto tra i giovani russi e turchi.
I movimenti LGBT di entrambe le Germanie si unificarono e il Lesben- und Schwulenverband in Deutschland (LSVD) sarebbe presto divenuta la maggiore organizzazione LGBT presente in terra tedesca. I principali temi che hanno occupato le associazioni alla fine del XX secolo è stata la discussione sull'outing delle persone famose, la violenza contro le persone LGBT e il matrimonio tra persone dello stesso sesso.
Le associazioni e i gruppi del movimento si sono professionalizzati e specializzati. Nel XXI secolo il movimento LGBT tedesco ha incluso la lotta per i diritti LGBT negli altri paesi, come dimostra la creazione della "Fondazione Hirschfeld-Eddy e la collaborazione con i movimenti LGBT polacchi e russi.
Le manifestazioni del Gay Pride, chiamate anche Cristopher Street Day o CSD in ricordo di Cristopher Street, la strada dove si trova lo Stonewall Inn a New York, sono diventate grandi eventi nella maggior parte delle città. Il corteo non viene svolto il 28 giugno, ma le città si alternano su diversi fine settimana. Le maggiori sono quelle che si svolgono a Berlino, dove esistono anche eventi concomitanti, il CSD Berlin e il Transgender CSD (meno commerciali e più alternativi) e a Colonia, che ha portato 1,2 milioni di persone all'Europride del 2002.
All'interno della cultura LGBT degno di nota è Ralf König, fumettista e scrittore gay a tema che ha raggiunto un inaspettato successo anche tra il pubblico eterosessuale. I suoi fumetti sono stati trasposti al cinema tre volte, con Der bewegte Mann diventato il Blockbuster più ricercato dell'intera Germania. È infine anche interessante notare il poeta Detlev Meyer, uno dei pochi autori che hanno raggiunto il successo scrivendo per un pubblico principalmente gay.

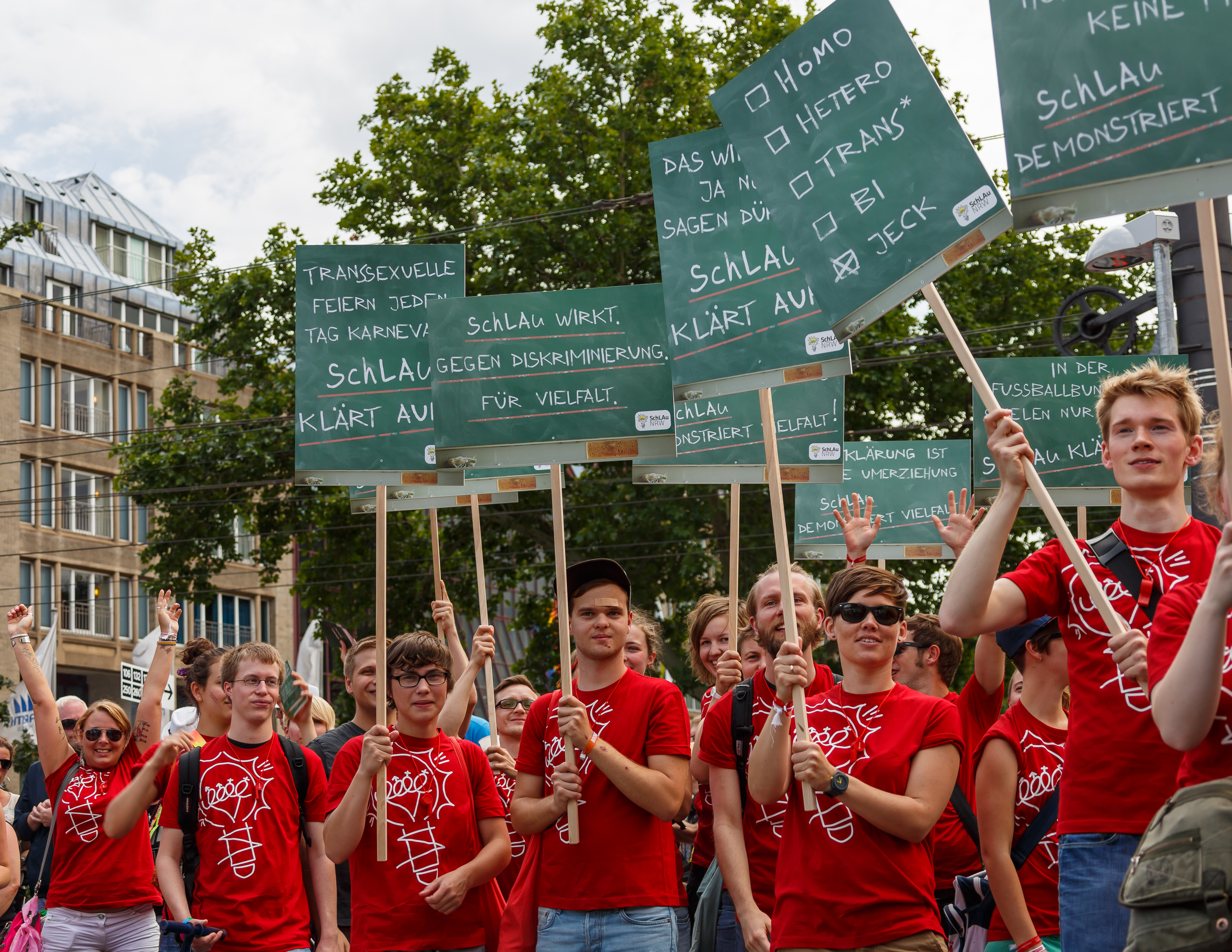
Manifestazione per la promozione del dialogo sull'omosessualità nelle scuole, Colonia 2014.

## Riepilogo cronologico
- 1007 - Il "Decretum" di Burcardo di Worms equipara gli atti omosessuali con le altre trasgressioni sessuali, come l'adulterio ecc. e sostiene, quindi, che dovrebbero anche avere lo stesso tipo di penitenza (generalmente costituita da un periodo di digiuno)[238]
- 1532 - All'interno del Sacro Romano Impero la sodomia è punibile con la morte[238].
- 1620 - La regione del Brandeburgo-Prussia criminalizza la sodomia, il che la rende punibile con la morte[238].
- 1721 - Catharina Margaretha Linck viene giustiziata per "sodomia femminile".
- 1794 - Il Regno di Prussia abolisce la pena di morte per sodomia[238].
- 1867 - Il 29 agosto Karl Heinrich Ulrichs è diventato il primo omosessuale autoproclamato parlando pubblicamente a favore dei diritti degli omosessuali, quando si dichiarò al congresso dei giuristi tedeschi riuniti a Monaco di Baviera per chiedere una risoluzione che facesse abrogare la legislazione anti-omosessuale.
- 1869 - Il termine "omosessualità" appare in stampa per la prima volta in un opuscolo tedesco-ungherese scritto da Karl-Maria Kertbeny (1824-1882).
- 1871 - L'omosessualità è criminalizzata in tutti i territori dell'impero tedesco, che adotta il paragrafo 175 del codice penale del Reich[239].
- 1907 - Adolf Brand, leader attivista del Gemeinschaft der Eigenen, lavorando per ribaltare il paragrafo 175 pubblica un pezzo "outing" sul cancelliere imperiale di Germania, il principe Bernhard von Bülow. Questi fa causa per diffamazione a Brand il quale viene condannato a 18 mesi di prigione[240].
- 1907-1909 - Si compie lo Scandalo Harden-Eulenburg[241].
- 1919 - A Berlino il dottor Magnus Hirschfeld co-fonda l'Institut für Sexualwissenschaft, un istituto di ricerca pionieristica e di consulenza privata d'ufficio. La sua biblioteca composta da migliaia di volumi fu distrutta dai nazisti nel maggio 1933[242][243][244].
- 1919 - Anders als die Andern, il primo film specificatamente gay viene fatto uscire nelle sale. Hirschfeld ha un cameo nella pellicola e finanzia parzialmente la sua produzione.
- 1929 - Il 16 ottobre un comitato del Reichstag vota per far abrogare il paragrafo 175. I socialdemocratici e gli altri partiti di sinistra appoggiano l'abrogazione, mentre il partito cattolico di centro e di altri partiti di destra risultano essere contrari. L'aumento dei nazisti nelle posizioni di potere impedisce l'attuazione del voto.
- 1931 - Ragazze in uniforme, uno dei primi film esplicitamente lesbici e il primo film pro-lesbiche viene fatto uscire nelle sale.
- 1933 - Il Partito Nazionalsocialista Tedesco dei Lavoratori vieta tutti i gruppi organizzati omosessuali. Gli omosessuali vengono inviati nei campi di concentramento. I nazisti bruciano la biblioteca dell'Istituto di Magnus Hirschfeld per la ricerca sessuale e distruggono l'Istituto.
- 1937 - Il primo uso del triangolo rosa per gli uomini gay nei campi di concentramento nazisti.
- 1945 - Dopo la liberazione dei campi di concentramento nazisti da parte delle forze alleate, quelli internati per omosessualità non sono liberati, ma tenuti a servire per l'intera durata della loro pena ai sensi dell'art 175.
- 1950 - La Germania Est in parte abroga gli emendamenti voluti dai nazisti al Paragrafo 175.
- 1968 - Il paragrafo 175 è facilitato nella Germania orientale con la depenalizzazione degli atti omosessuali commessi da persone di età superiore ai 18 anni[239].
- 1969 - Il paragrafo 175 viene ufficialmente abolito dalla Germania ovest[239].
- 1974 - La General Gay Association, la seconda organizzazione per i diritti LGBT aperta a tutti della storia tedesca è ufficialmente istituita.
- 1985 - Herbert Rusche diventa il primo membro apertamente gay del Bundestag.
- 1987 - Jutta Oesterle-Schwerin diventa il primo membro lesbica del Bundestag.
- 2000 - Il Bundestag si scusa ufficialmente con gay e lesbiche per la persecuzione sotto il regime nazista, e per il "danno arrecato ai cittadini omosessuali fino al 1969".
- 2001 - La Germania riconosce le unioni civili per le coppie dello stesso sesso (senza adozione congiunta fino all'ottobre 2004, poi con l'adozione del figlio del partner); Klaus Wowereit diventa il primo politico apertamente gay eletto sindaco di Berlino (e, in virtù dello status di Berlino come uno Stato, uno dei due primi premier apertamente gay di uno Stato tedesco, rende anche Berlino la più grande città del mondo con un sindaco apertamente gay); Ole von Beust diventa il primo sindaco apertamente gay di Amburgo.
- 2004 - La "stepchild adoption" per le coppie dello stesso sesso è legalizzata; Guido Westerwelle, leader del Partito Liberale Democratico (FDP), diventa il primo leader di un grande partito ad aver fatto coming out.
- 2009 - Westerwelle diventa il primo membro apertamente gay del gabinetto federale (Vice Cancelliere e Ministro degli Esteri sotto Angela Merkel nella coalizione di governo).
- 2020 - La Germania rende illegali le terapie di conversione attuate su ragazzi e ragazze gay minorenni.